# Cinco Pinos
San Juan de Cinco Pinos  es un municipio del departamento de Chinandega en la República de Nicaragua y popularmente se le conoce simplemente como Cinco Pinos así llamado en sentido práctico, aunque hay tentativas para acreditarlo jurídicamente como San Juan de Cinco Pinos, debido a la eminente celebración de San Juan el 23 de junio de cada año. Es cabecera municipal de dicha jurisdicción. Se encuentra ubicado a una distancia de 97 kilómetros de la ciudad de Chinandega, y a 229 kilómetros de la capital de Managua.

## Geografía
El municipio de Cinco Pinos tiene una extensión de 60.38 km², está ubicada entre las coordenadas 13° 13′ 60″ de latitud norte y 86° 52′ 0″ de longitud oeste, a una altitud de 409 m s. n. m., sus límites son al norte con el municipio de San Pedro del Norte, al sur con los municipios de Santo Tomás del Norte y Somotillo, al este con el municipio de San Francisco del Norte y al oeste con los municipios de San Pedro del Norte y Santo Tomás del Norte y la República de Honduras.
El municipio de Cinco Pinos posee sitios elegantes como la cúspide del cerro La Cruz y el cerro San Rafael cubiertos parcialmente de pinos ocarpa ubicados ambos al norte del pueblo a una distancia promedio de 700 metros hasta las faldas, en cuanto por alcanzar una altura cercana a 750 m s. n. m. brindan una vista panorámica de la cordillera de los maribios del occidente del país. Además posee la cueva del león llamada así por los primeros pobladores, al municipio lindan ríos de frescas y limpias aguas el cual es posible disfrutar de un chapuzón, estos ríos son llamados; el río El Gallo en la frontera con San Francisco del Norte, el río Guasaule que baja desde San Pedro del Norte y limita con la comarca La Onda.

### Relieve
Un relieve accidentado característico de la cordillera central nicaragüense, se eleva el terreno del pueblo a 400 m s. n. m.

## Historia
El municipio fue fundado en el año 1870 como resultado de la migración de residentes en la República de Honduras carecía de suficiente alimento y escasa agricultura, motivo que llevó a incursionar a algunos de sus pobladores a nuevas tierras hacia el sur de dicho país y estos durante su autoexpatriación fueron atraídos por la imponente prominencia del cerro San Rafael, este mismo fue el gradiente que los emprendió a descubrir algo sorprendente, el cual al llegar y presenciar lo que había junto al cerro los enamoró de tal lugar que estaba lleno de lindas y fértiles tierras de un agradable clima con llanos y faldas propicias para la habitación y la agricultura, así como la abundancia de bosques llenos de madera preciosa con manantiales o vertientes de agua dulce que aún persisten. Así, dichos aventureros se quedaron y se adueñaron de dichas tierras sin lindero alguno y por consiguiente se fundó el pueblo de Cinco Pinos ubicado en aquel entonces donde hoy en día es el barrio El llano. Debido a las características del lugar durante los largos y fuertes inviernos los mismos pobladores se encontraron frente a condiciones geográficas no propicias para la edificación, ya que este lugar está conformado en su mayoría por barro artesanal, el cual les dificultó sus actividades diarias y la seguridad hogareña. Pasó que se vieron amenazadas las bases de sus casas por exceso de fango, entonces buscaron partes más altas.
Según la leyenda, una señora originaria de este actual barrio tenía vacas pastoreando en los potreros ubicados al este del poblado, lugar donde se le extravió una de sus reses que más tarde ella misma vino a averiguar en qué matorral o potrero se había quedado descarriada, así durante la búsqueda ella observó su res enredada en una breña de bejucos que la ataban muy fuerte del pescuezo, así que acudió a desenredarla, pero algo raro había muy cerca de la res, una imagen con un rostro de exuberante barba y sobre todo desconocida hasta aquel entonces. Asombrada tomo la imagen y la llevó junto a su res hasta su habitación ubicada en El Llano. Lo dramático y mítico fue encararse con la hazaña de que al día siguiente el santo o imagen ya no estaba en su habitación, lo cual le nació la inquietud de buscarlo alrededor de su casa y también entre sus vecinos, sorprendida quedó cuando al ir a buscarlo al sitio del cual lo había tomado lo hallase emplazado en la misma área del hallazgo, situación que la llevó a tomar la decisión de llevarlo ante un párroco católico hasta la parroquia hondureña de San Benito, jurisdicción de El Corpus. (Concepción de María antiguamente perteneciente al municipio de El Corpus.). Ahí un canónigo le dijo que la imagen se trataba de un hombre llamado Caralampio originario de Asia Menor, que tenía grandes barbas, cuerpo de atleta y de vasta fe en Dios. Asimismo, se decidió sacar una réplica de la imagen idéntica al santo original porque de no haber sido así la imagen se regresaría al lugar de origen, ya que cuentan los mismos pobladores que éste se retornaba hasta el sitio del hallazgo desde la parroquia de San Benito en Honduras. Con el tiempo se edificó un templo con altar sobre el punto del hallazgo. Así, los pobladores del antiguo caserío de El Llano antiguamente llamado San Juan se fueron evacuando alrededor del templo, también algunos miembros de caseríos aledaños al nuevo poblado se fueron integrando gracias al misterioso y famoso hallazgo de la imagen que hoy se conoce como San Caralampio y patrono del municipio, así también simultáneamente el génesis de la tradicional fiesta de San Caralampio.
A medida que transcurría el tiempo, ya algo similar había ocurrido con sus municipios vecinos, por lo que ya había rutas, en su mayoría caminos y trochas, que comunicaban tanto sus lugares de origen como a los desconocidos por los mismos pobladores. Estas rutas eran transitadas mayoritariamente por comerciantes montados a caballo, los cuales vendían o intercambiaban animales domésticos, dulce de caña, café, condimentos, plantas medicinales y granos básicos entre otros. Estas rutas derivaban de ciudades que aún persisten hasta hoy, tales como; Somoto, Estelí, Ocotal, y pueblos como; Somotillo, Santo Tomás del Nance, así también de Honduras como San Marcos de Colón, Choluteca, Concepción de María, San Benito o El Triunfo entre otras comunidades pequeñas. Así con el tiempo la variedad étnico-cultural del pueblo fue transformándose hasta lograr lo que hasta hoy en día se observa. En Cinco Pinos la presencia de comunidades indígenas es nula. La población cincopinense se compone principalmente de personas mestizas, variando la fisionomía de las personas en cuanto al color característico de la tez, ojos y cabello, atestiguadas con rasgos europeos e indígenas peculiarmente visibles y/o muy típicos de las culturas latinoamericanas.
¿Ahora de donde proviene el epíteto Cinco Pinos? Hipotéticamente se originó cuando los ancestros autoextraditados observaban constantemente puntos de referencia para su orientación, en este proceso los inmigrantes lograron ver exactamente cinco árboles de pino sobre la cúspide del cerro San Rafael, en sentido lógico no fue la cantidad de pino existente en aquel entonces sobre el cerro, pues la noción tiene lugar si los ancestros observaron las cinco coníferas desde las partes más bajas del relieve cincopinense, por consiguiente es lo más aparente y metódico que se puede atribuir al origen del epíteto que runa a Cinco Pinos.
Antes de esa época, existía un pequeño pueblo llamado Villa Salvadorita, 2 kilómetros al oeste de este municipio.
A principios de la década de los años 1950, con el desarrollo del cultivo del algodón, el municipio pasó a llamarse San Juan de Cinco Pinos.
Entre los años 1960 y 1990 Cinco Pinos tuvo la sede intelectual de los tres pueblos vecinos, ya que éste contó con el primer instituto de secundaria fundado en 1976 y también de la educación primaria en la década de los años 1960, ya que hay registros de alumnos procedentes de San Francisco del Norte y San Pedro del Norte para esa época. Además durante la dinastía somocista fue, al igual que Somotillo y San Francisco del Norte, centro de acopio y distribuidor de granos básicos del ya extinto granero de Centroamérica, lo cual permitió el desarrollo tanto de la vía terrestre como el de la red eléctrica. 
San Juan de Cinco Pinos no fue invadido por la ya extinta Contra Revolución (La CONTRA), debido a que posee una posición geográfica céntrico-estratégica por no estar directamente en una línea fronteriza y así los miembros de la ya extinta contrarrevolución tenían que tomar cuatro vías por emboscada para avistar el poblado, con lo cual era necesario al menos quinientos efectivos, cantidad que la misma CONTRA no miró idóneo malgastar en este objetivo. Además fue suerte del municipio el haber tenido miembros originarios de alto rango ante el mando de la CONTRA. Era claro que en estas condiciones comandos no muy lejanos acudieran en menos de media hora hasta el enfrentamiento bélico. (véase Masacre de San Francisco del Norte)

## Demografía
Cinco Pinos tiene una población actual de 7,317 habitantes. De la población total, el 50.9% son hombres y el 49.1% son mujeres. Casi el 24.4% de la población vive en la zona urbana.

## Localidades
Además del casco urbano del mismo nombre, existen un total de 14 comarcas: El Carrizal, El Cerro, El Espino, El Jícaro, El Pavón, El Zacatón, La Montaña, La Onda, Las Lajitas, Las Pozas, Los Araditos, Santa Fe, Villa Camilo y Villa Francia.

## Clima
Tiene una temperatura promedio de 28 °C (82.4 °F) y precipitaciones anuales de 800 a 1000 mm de agua predominando el clima tropical de sabana.

## Festividades

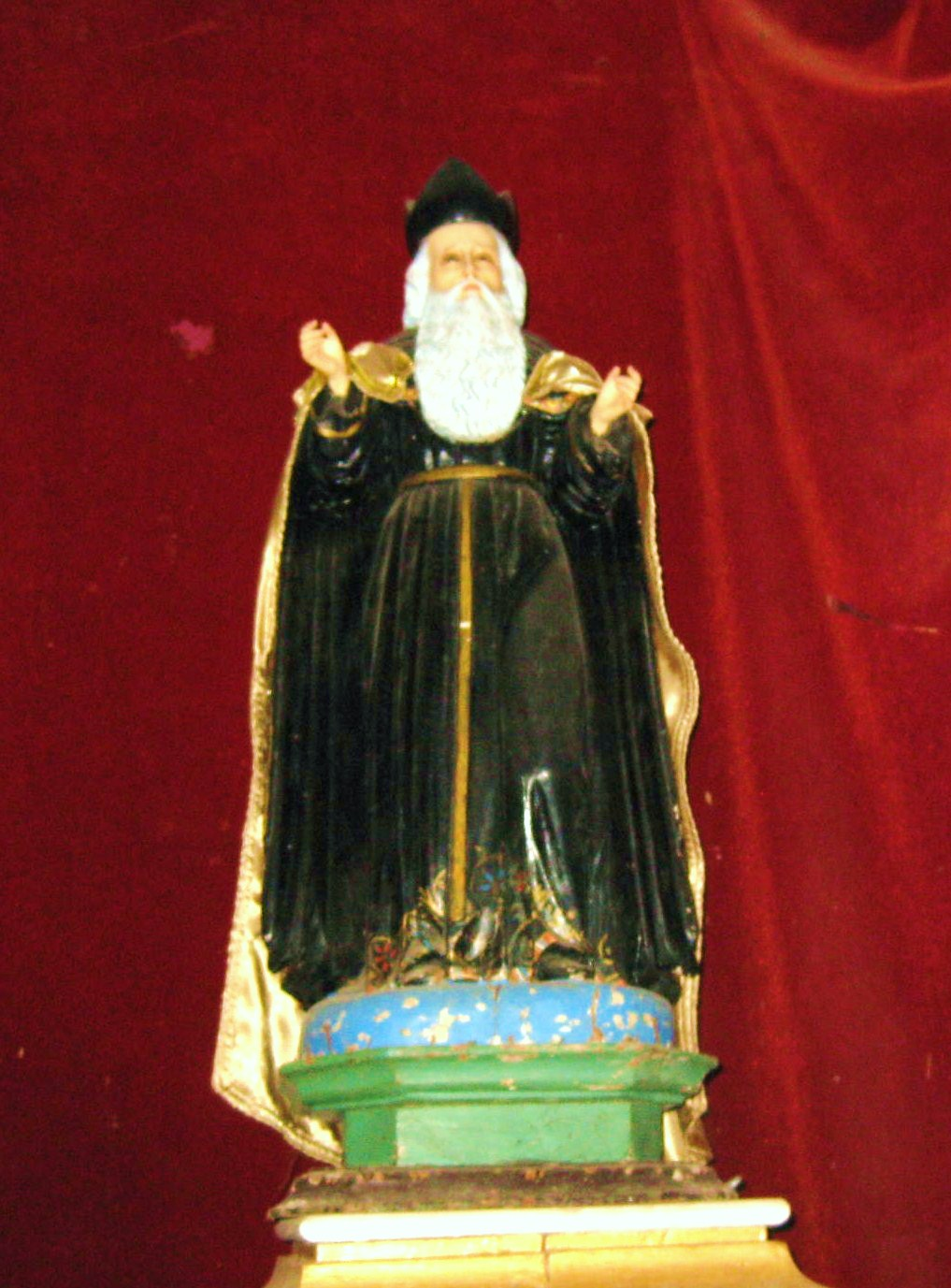
Imagen de San Caralampio

San Juan de Cinco Pinos es un pueblo multipatronal debido a que posee dos fiestas patronales con una en exclusivo La fiesta y feria patronal del presbítero y mártir San Caralampio, con gran volumen de creyentes y festeros que participan de dicha fiesta, a esta feria acuden de distintos lugares, tales como de los pueblos vecinos así como la mayoría de las amistades y familiares de los originarios del pueblo. Se han censado visitantes de Canadá, Estados Unidos, Costa Rica y Honduras los cuales son descendientes de personas nacidas en el mismo San Juan de Cinco Pinos, ya sean de comarcas o del mismo casco urbano que migraron recientemente o desde la década de los años 1970 y 1980. La conformación de las actividades inicia desde el 1 al 11 de febrero exaltándose los días más férvidos el ocho, nueve y diez del mismo mes.
Estos tres últimos días se caracterizan por haber gran actividad comercial acompañada de chinamos típicos, juegos mecánicos, montada de toros, jugadera de gallos, derroche de pólvora junto a la procesión por la calle central hasta el encuentro del santo con su homólogo en el empalme del pueblo, el cual aquí finaliza su recorrido de cada comarca y cada aldea del municipio. A continuación se dirigen por la calle central hacia la iglesia donde culmina la actividad religiosa. Y cuando el día pierde su nombre inician los bacanales con discomóviles y con la presencia de un grupo musical nacional o extranjero, durante el periodo de la noche hay juegos pirotécnicos en la alborada con toros encuetados al son de música de chicheros. La actividad nocturna de la feria culmina hasta la madrugada o al amanecer.
El 24 de junio se celebra con menos ímpetu la fiesta patronal de San Juan, aquí la dinámica difiere únicamente por el volumen de gente que acude a la festividad y la tenue actividad comercial. Esta feria perdura solamente un día como máximo.

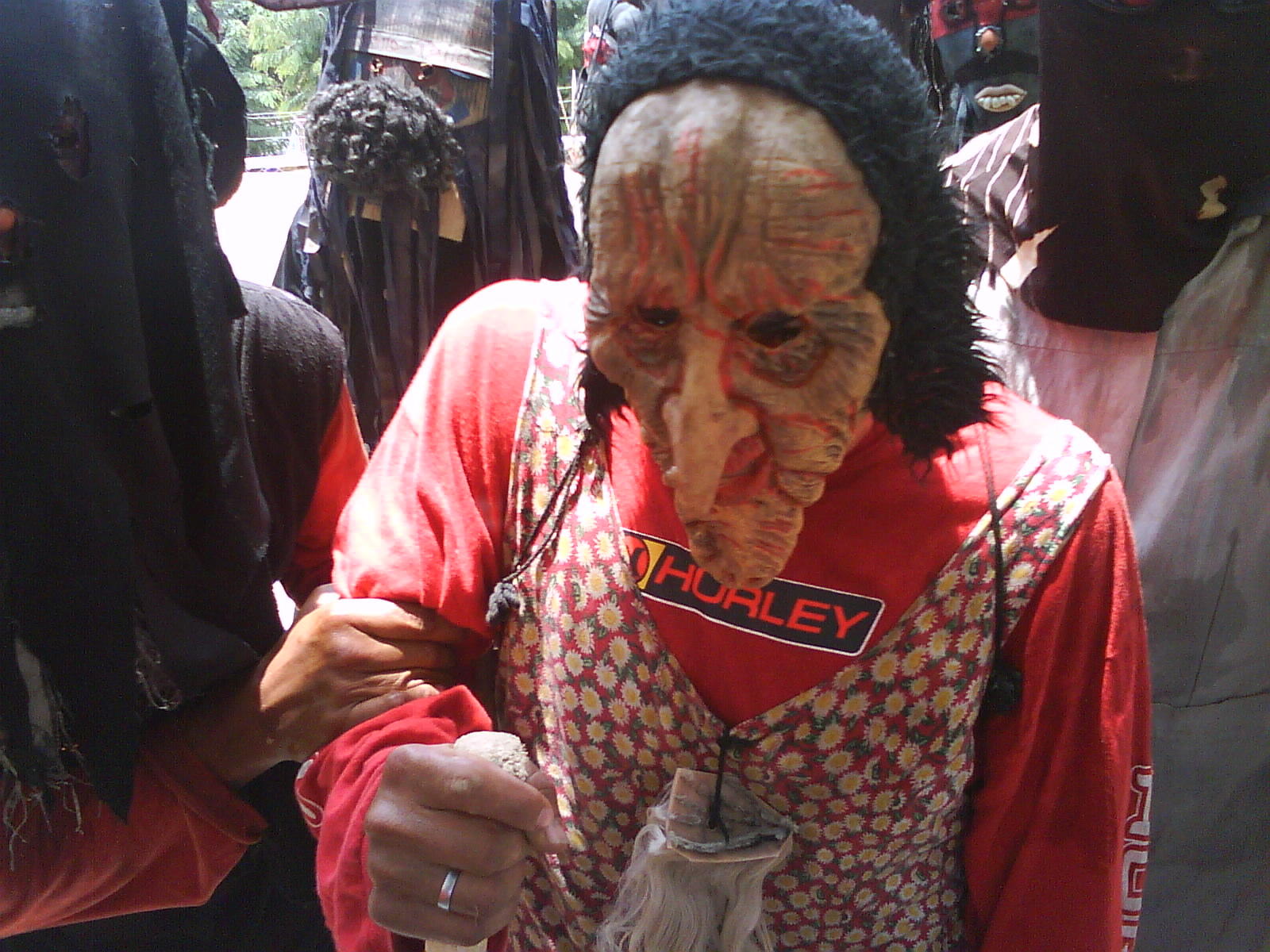
Máscara lúgubre de los judíos del Pavón.

En Semana Santa el esquema se torna muy litúrgico debido a la rica dramatización de la vida y pasión de Cristo reflejada en los cuadros de Judea que consiste en un grupo de personas, en particular jóvenes, que actúan con un papel específico afín a cada situación vivida por Jesús y sus semejantes de aquella era. La idiosincrasia del pueblo desarrolló tradiciones muy originales tales como; el vagabundo diablo que recorre todas las calles del pueblo vestido de traje negro, trinche y una máscara muy lúgubre causando pánico entre los niños, así mismo aparecen el Viernes Santo “Los judíos del pavón” los cuales acechan al pueblo calle a calle pidiendo almíbares o enmelados de casa a casa causando igualmente pánico entre los niños, se conforma también por un grupo de jóvenes que siguen la tradición nacida en la comarca El Pavón desde 1960. (Ver el enlace en Youtube: La Semana Santa en Cinco Pinos)
Y como cualquier jurisdicción del pacífico nicaragüense San Juan Cinco Pinos celebra con mucho fervor la gritería a la Virgen de la Concepción el 7 de diciembre de cada año, tradición traída desde la ciudad metropolitana y universitaria de León (el año en que ocurrió está discutido), el cual con el tiempo se instauró en todas las familias de creencia católica del poblado.

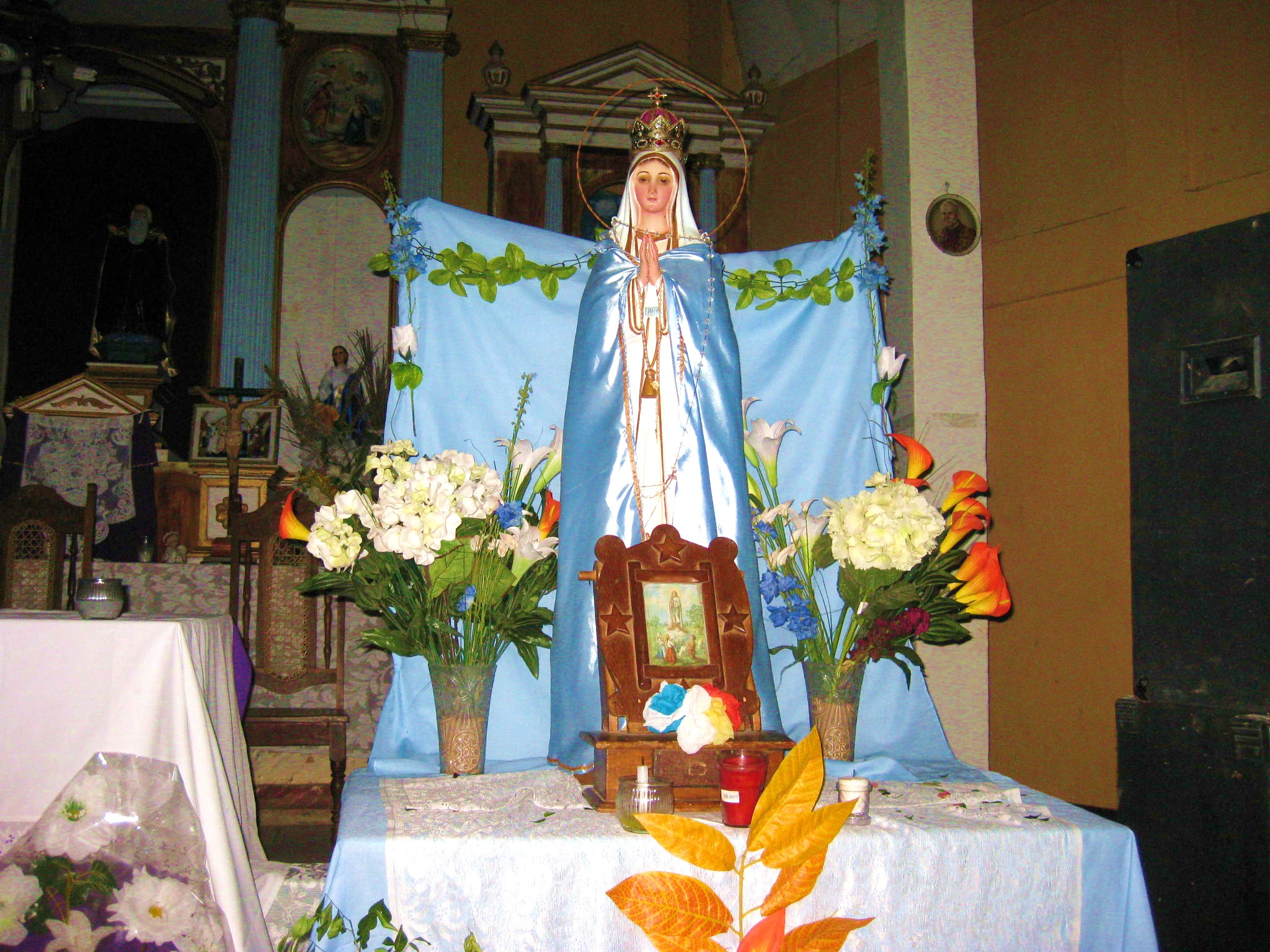
Virgen María de la Concepción en altar

La morfología de la tradición es bastante similar a la de sus homólogos departamentales; se construyen los altares con la presencia de la imagen de la Virgen de la concepción. A eso de las 5 de la tarde arranca la gritería con cantos alusivos a la virgen tales como: “Tu gloria, Pues concebida, Adiós reina del cielo, Ave María, salve salve” entre muchas otras, además quema de pólvoras por el dueño del altar y por parte de los niños que es tradicionalmente la tira de cachinflines o triquitracas, hay brindis por parte del dueño de altar gritando este mismo ¿Quién causa tanta alegría? y gritado por los fervorosos  ¡La concepción de María!, también ¿Por quién se celebra este día? Contestando ¡por la virgen María!, Los brindis muy comnes son los gofios de pinolillo y jengibre, las canastitas, los inditos, los pitos entre otros. Este fervor atiende a la dimensión demográfica del pueblo culminando a las 9 de la noche.

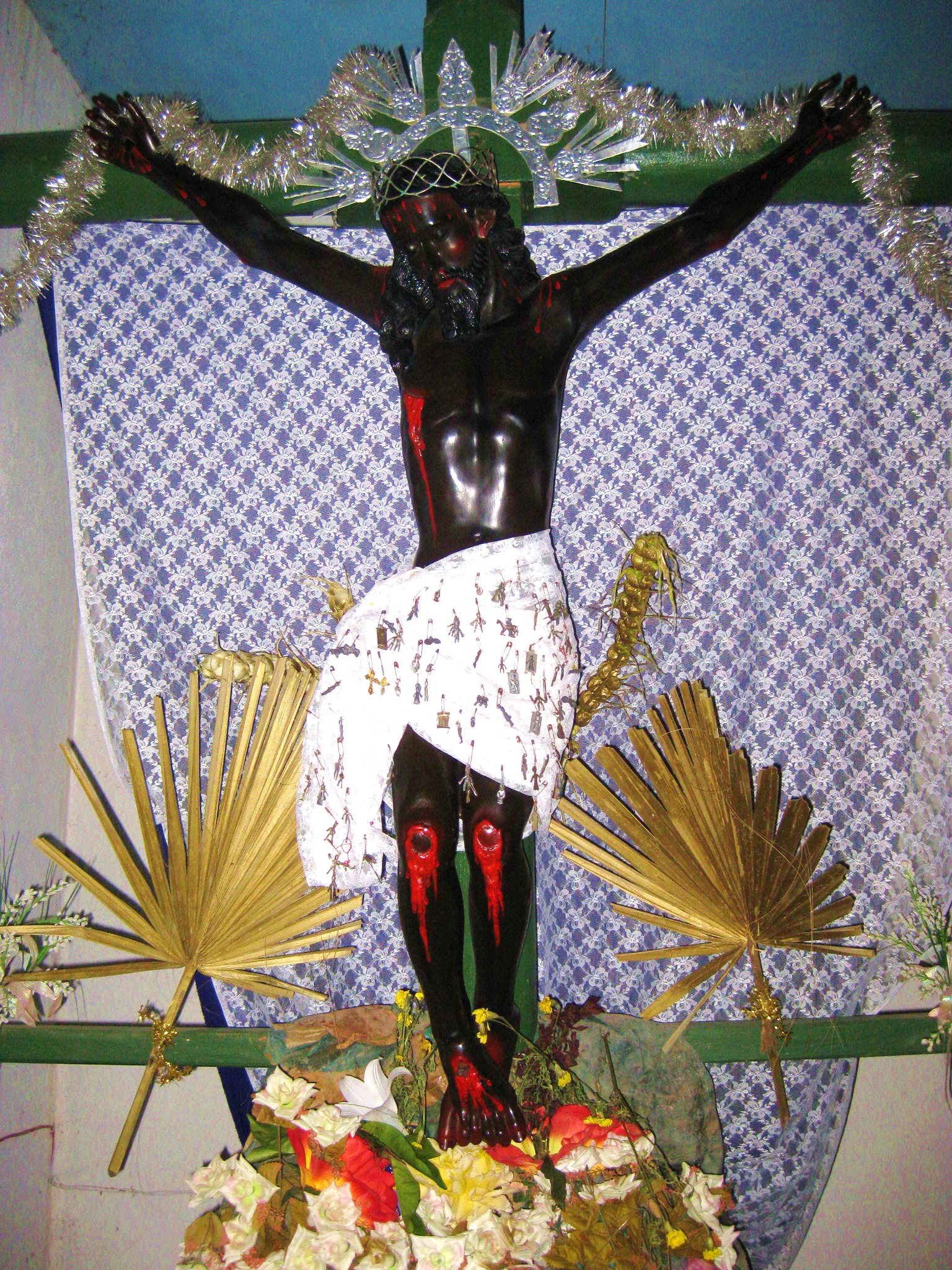
Esquipulas

La exaltación católica se refleja en la mayoría de los meses del año con la celebración de algún santo en particular, a ello se suma la celebración del Cristo Negro de Esquipulas, patrono de El Sauce – León a petición de sus penitentes desde el año 2007 el cual se ha introducido ligeramente la tradición entre sus creyentes.

## Galería

### Galería de imágenes del área urbana de San Juan de Cinco Pinos

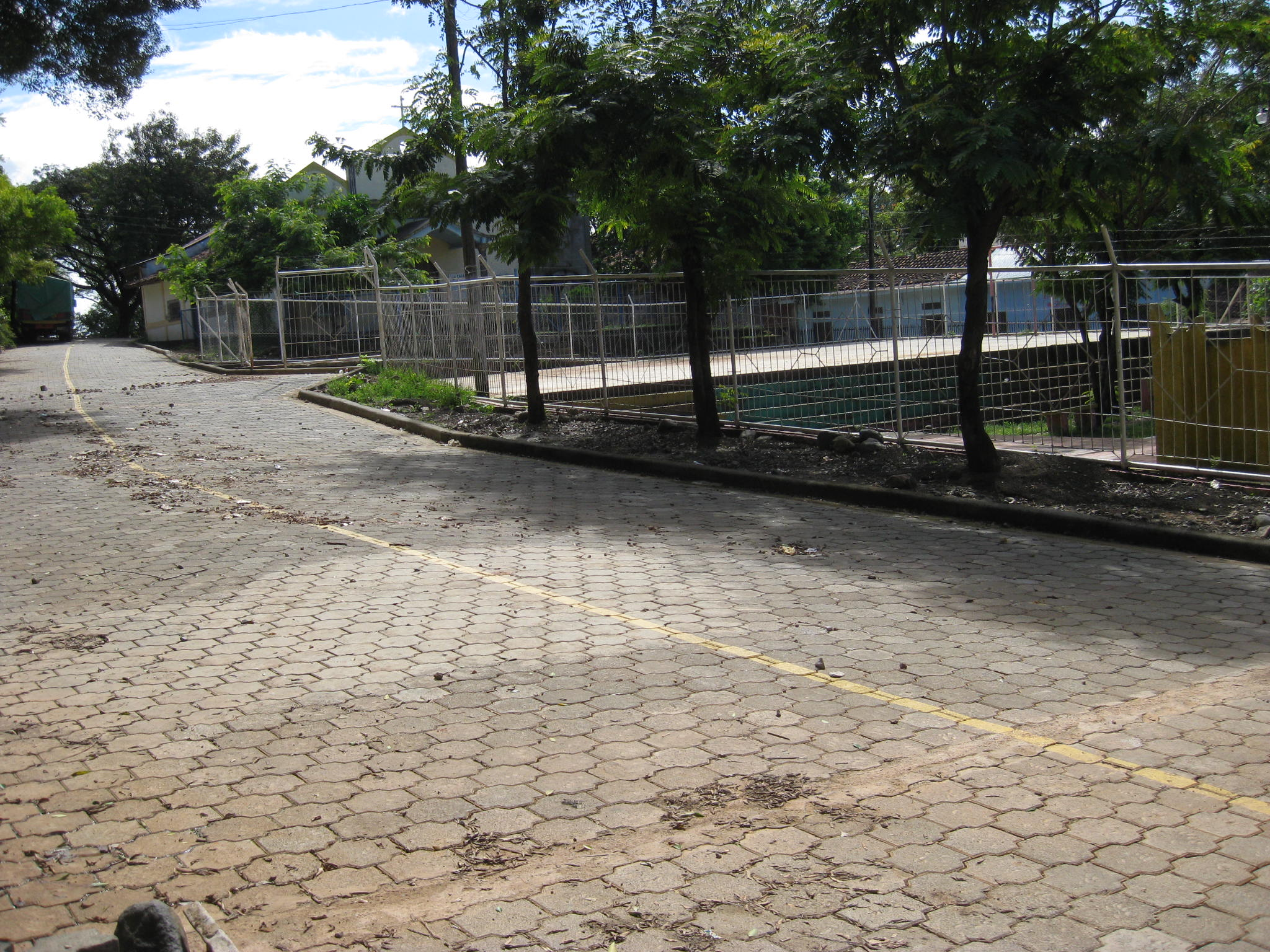
Vista hacia la Plaza así llamada en la época de la Revolución Sandinista.
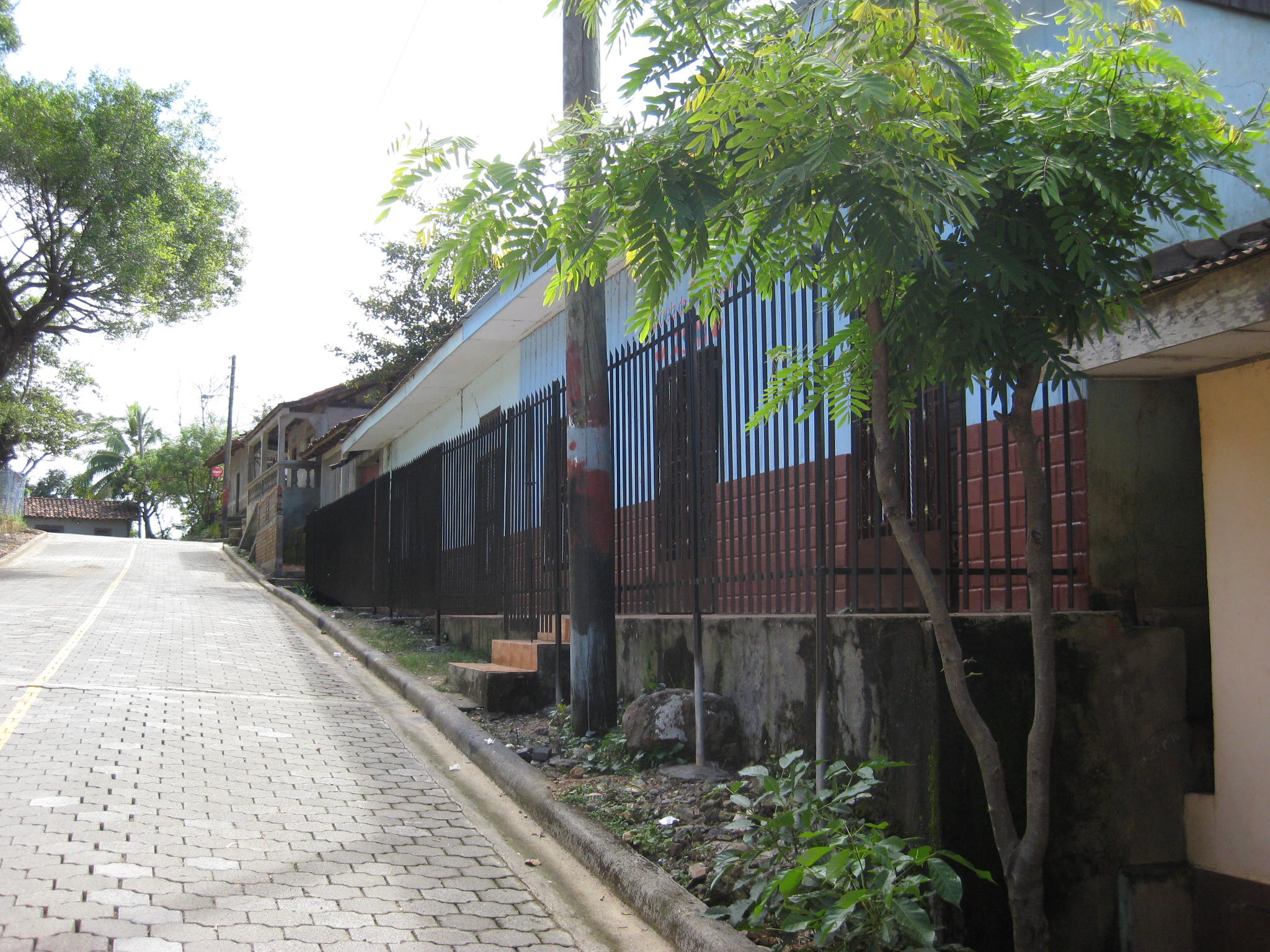
Casa Cural de San Juan de Cinco Pinos.
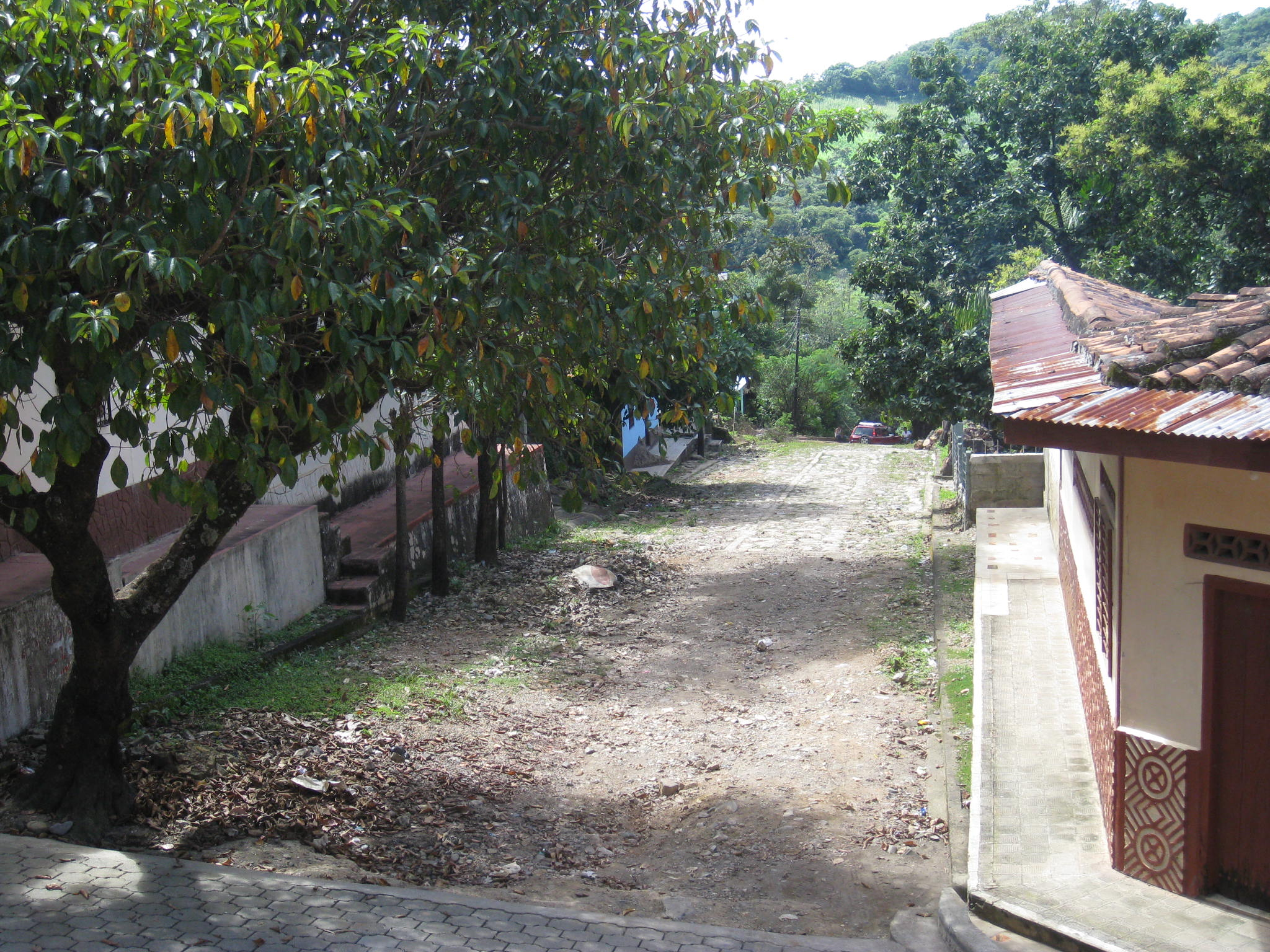
Calle calzada en San Juan de Cinco Pinos.
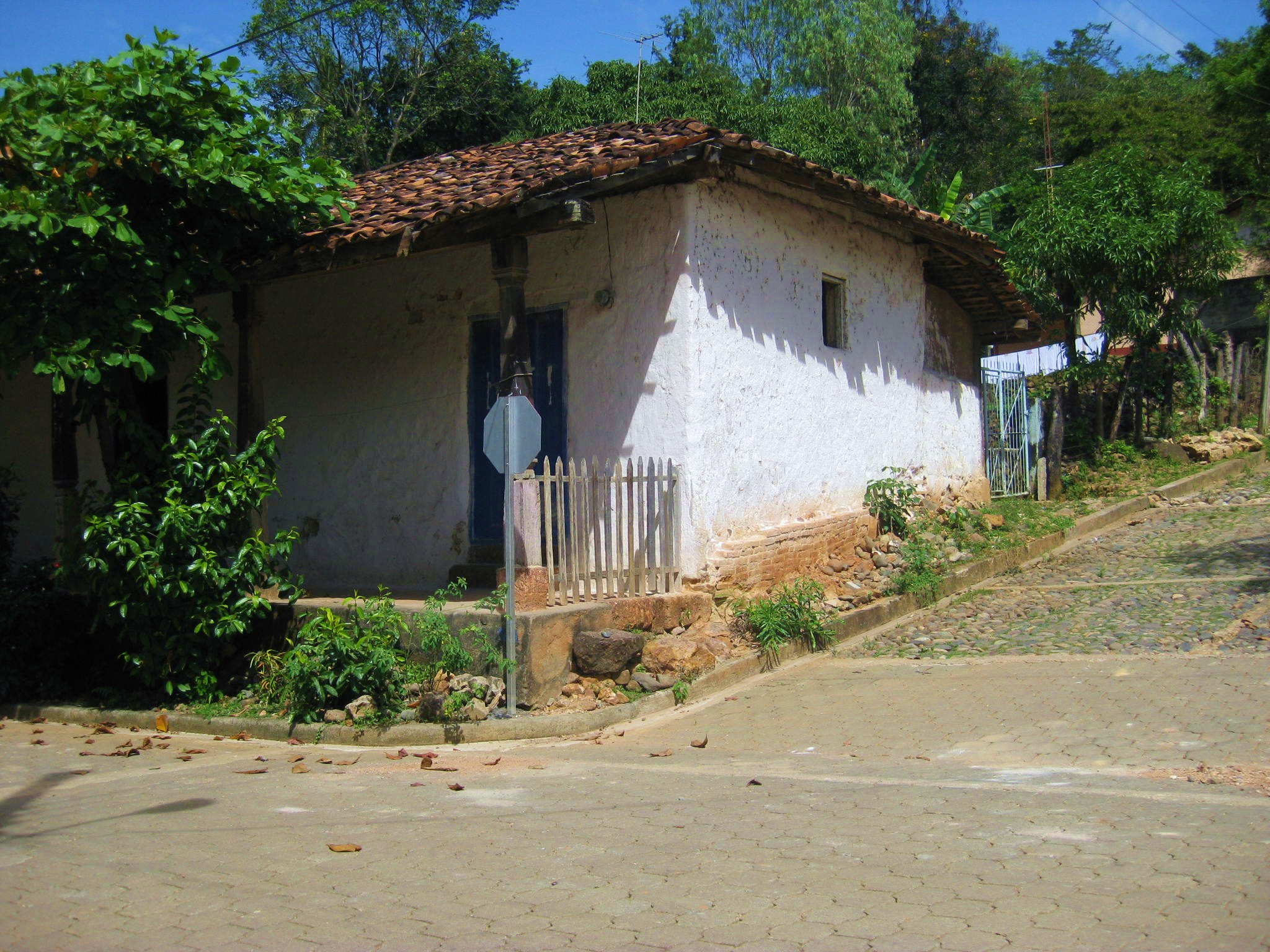
La casa más antigua de San Juan de Cinco Pinos.
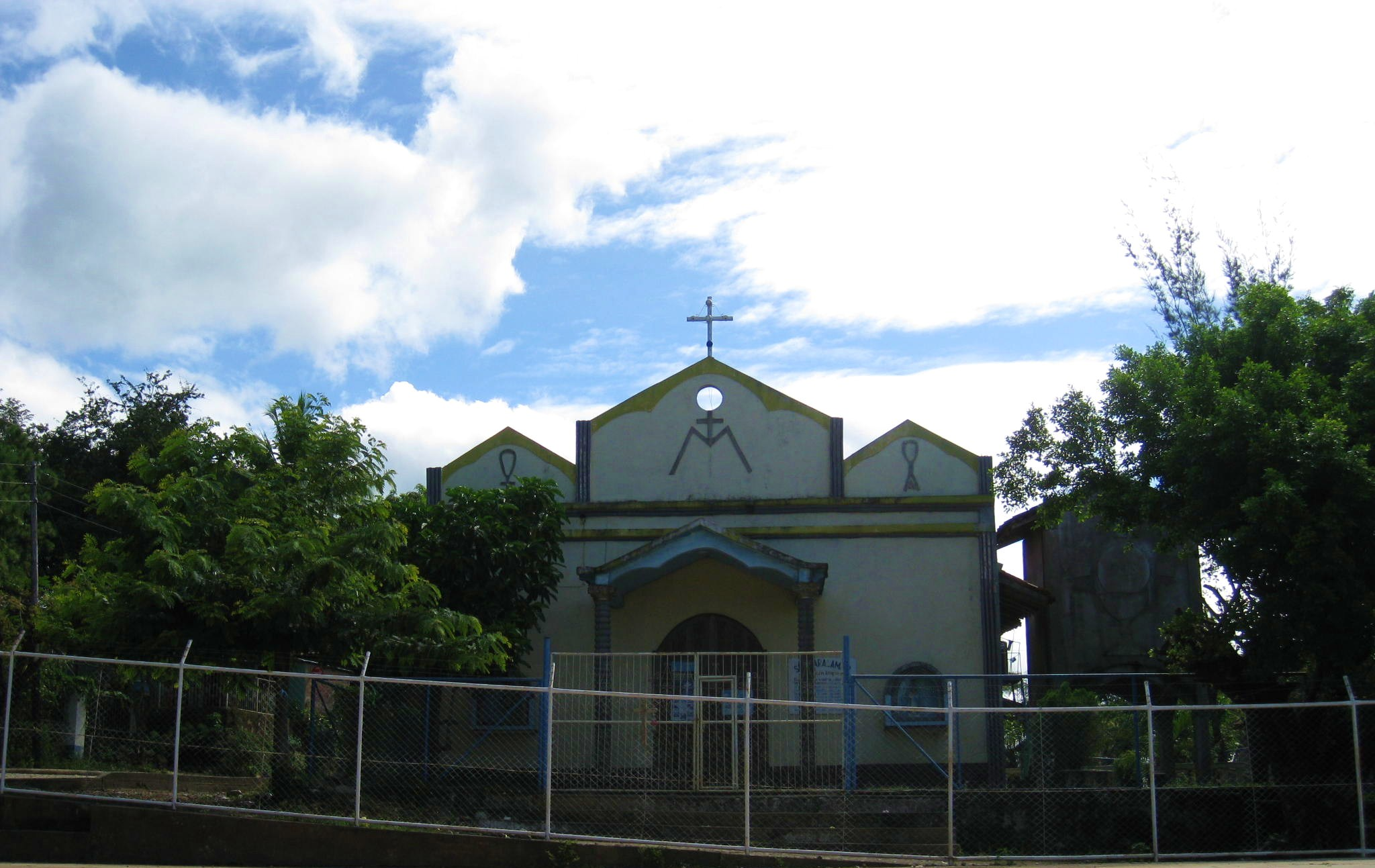
Parroquia San Caralampio.
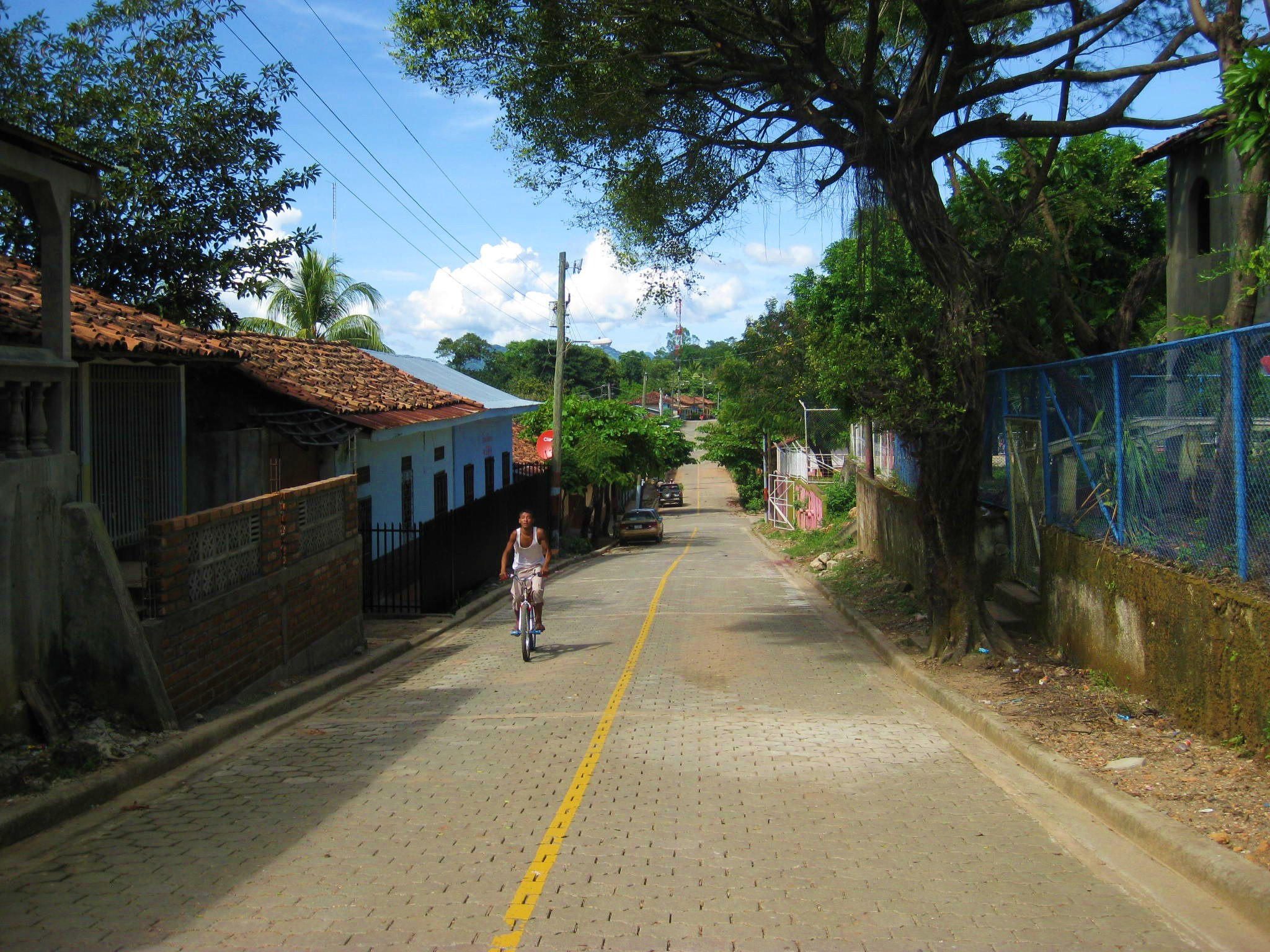
Calle central de San Juan de Cinco Pinos.
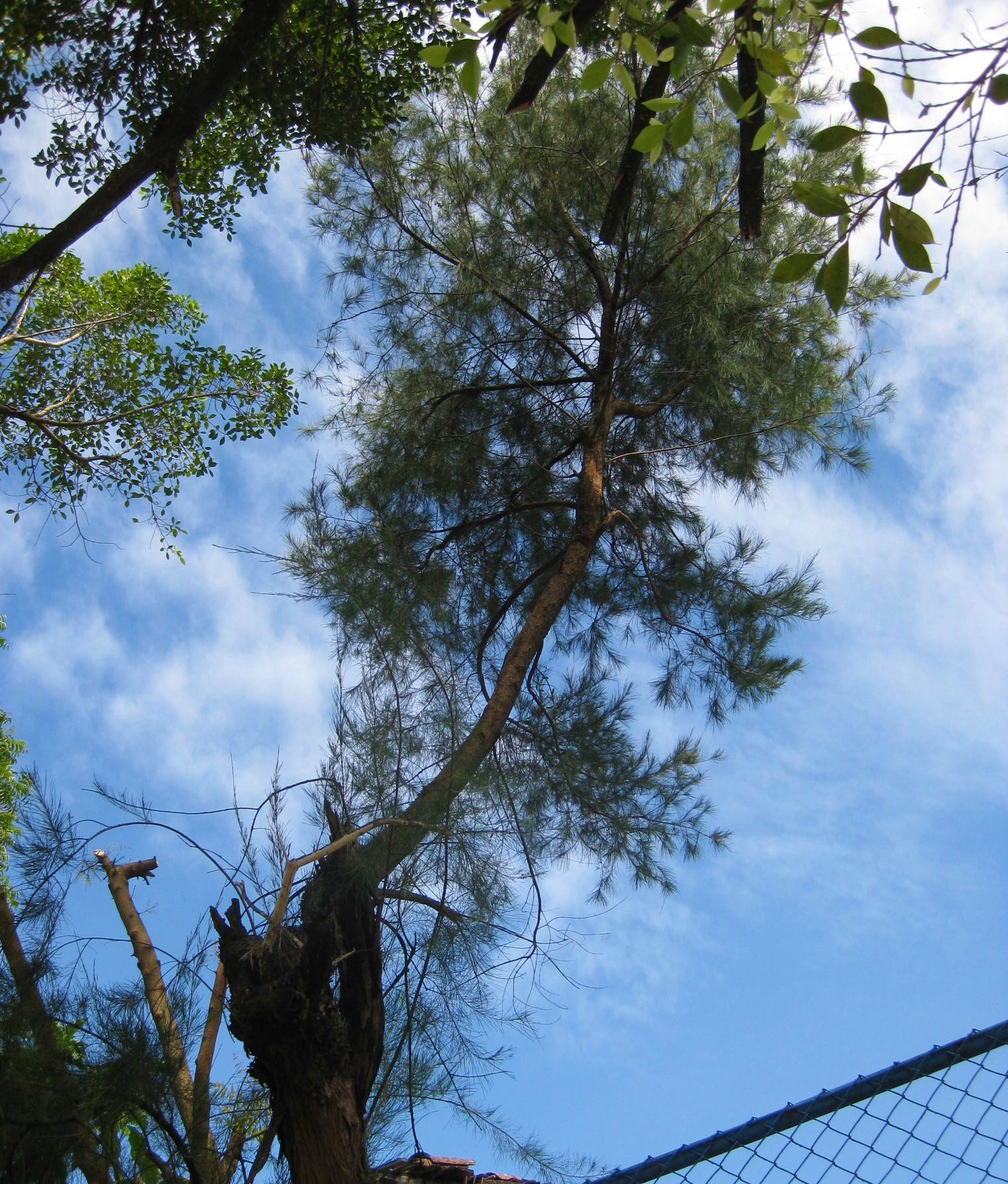
Casuarina junto a la Parroquia de San Caralampio.
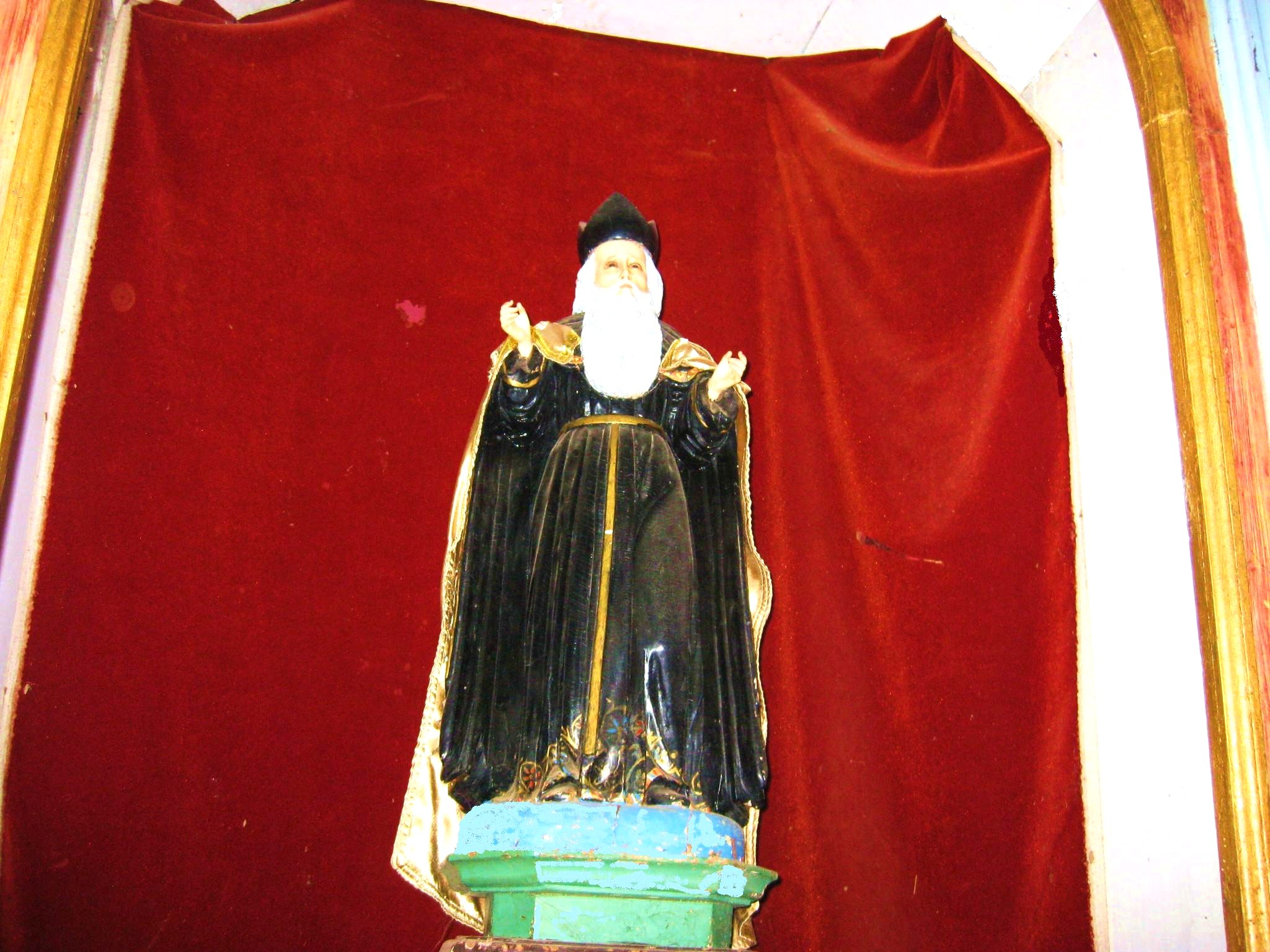
San Caralampio en el altar.
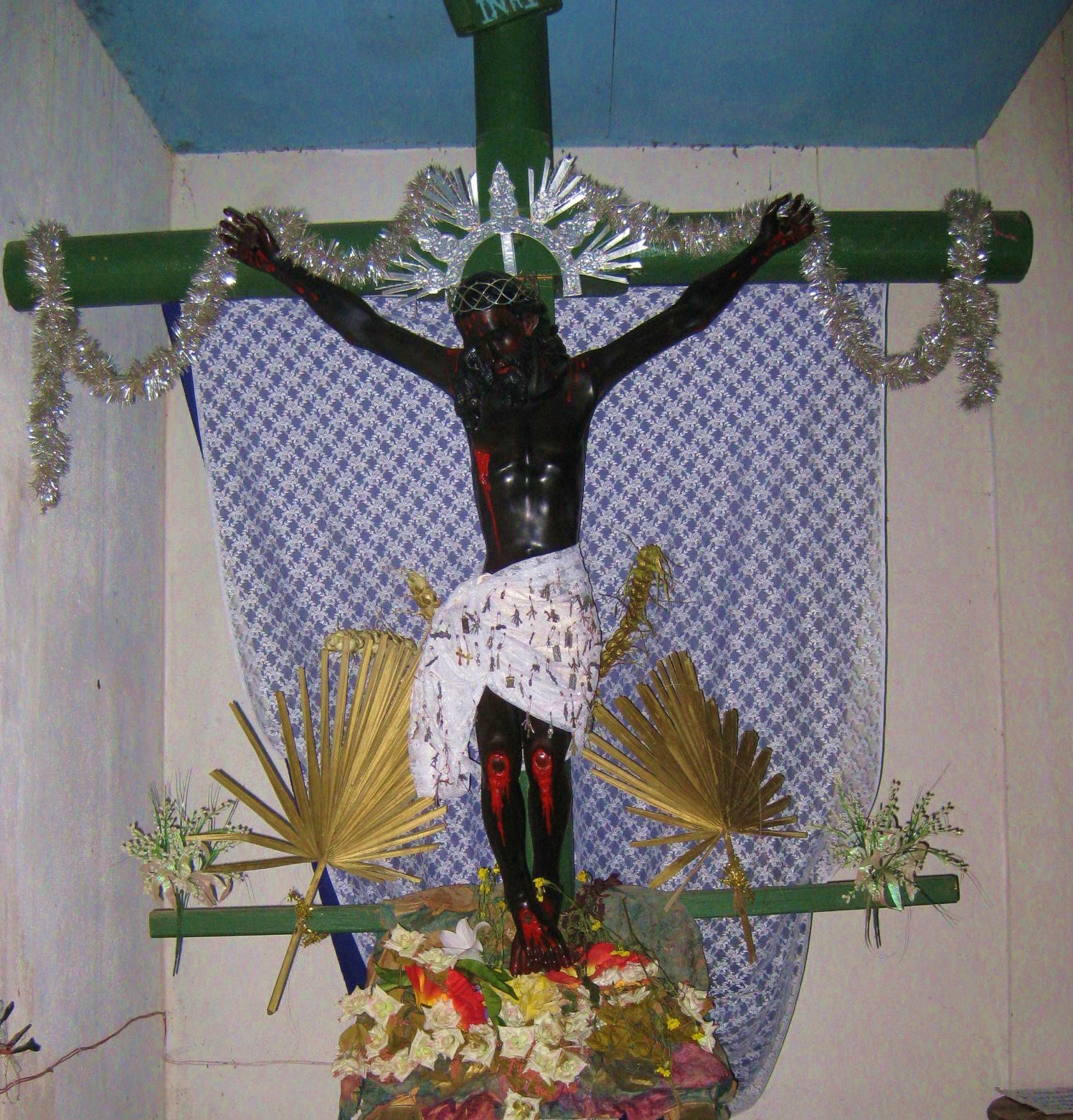
Cristo Negro de Esquipulas, réplica del original del municipio de El Sauce.
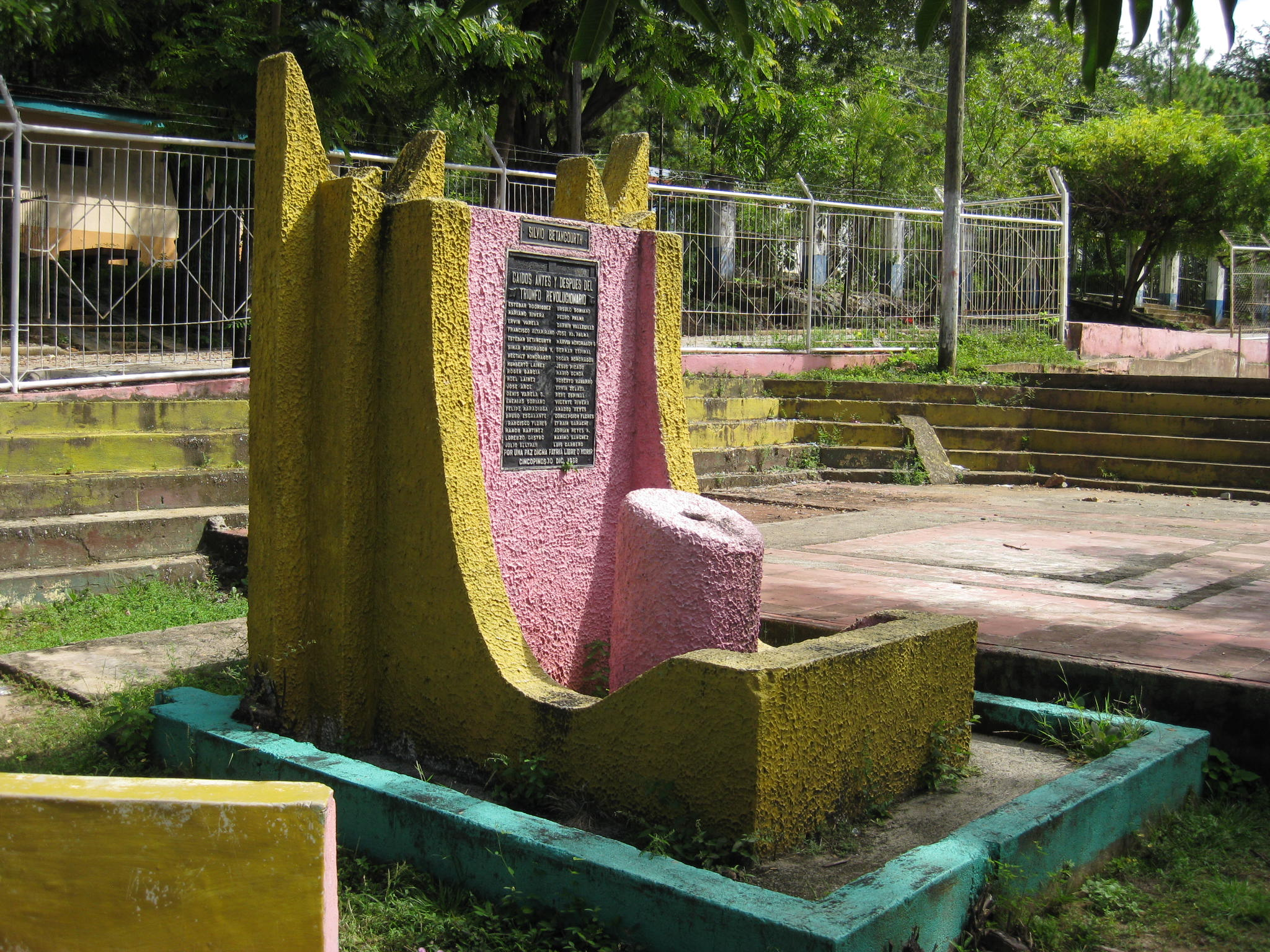
Mausoleo de los Héroes y Mártires caídos en la guerra de 1979.
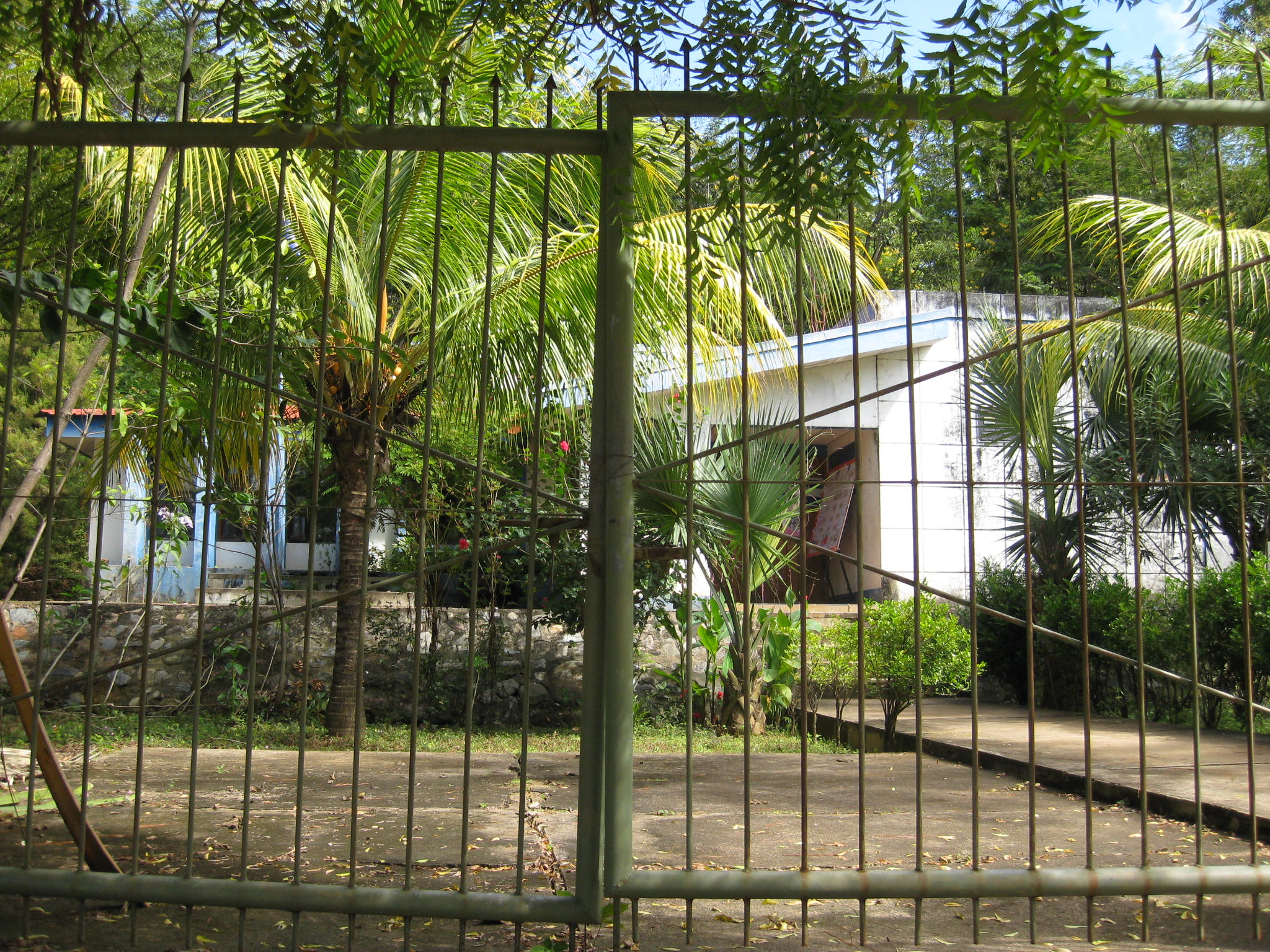
Edificio del Ministerio de Educación.
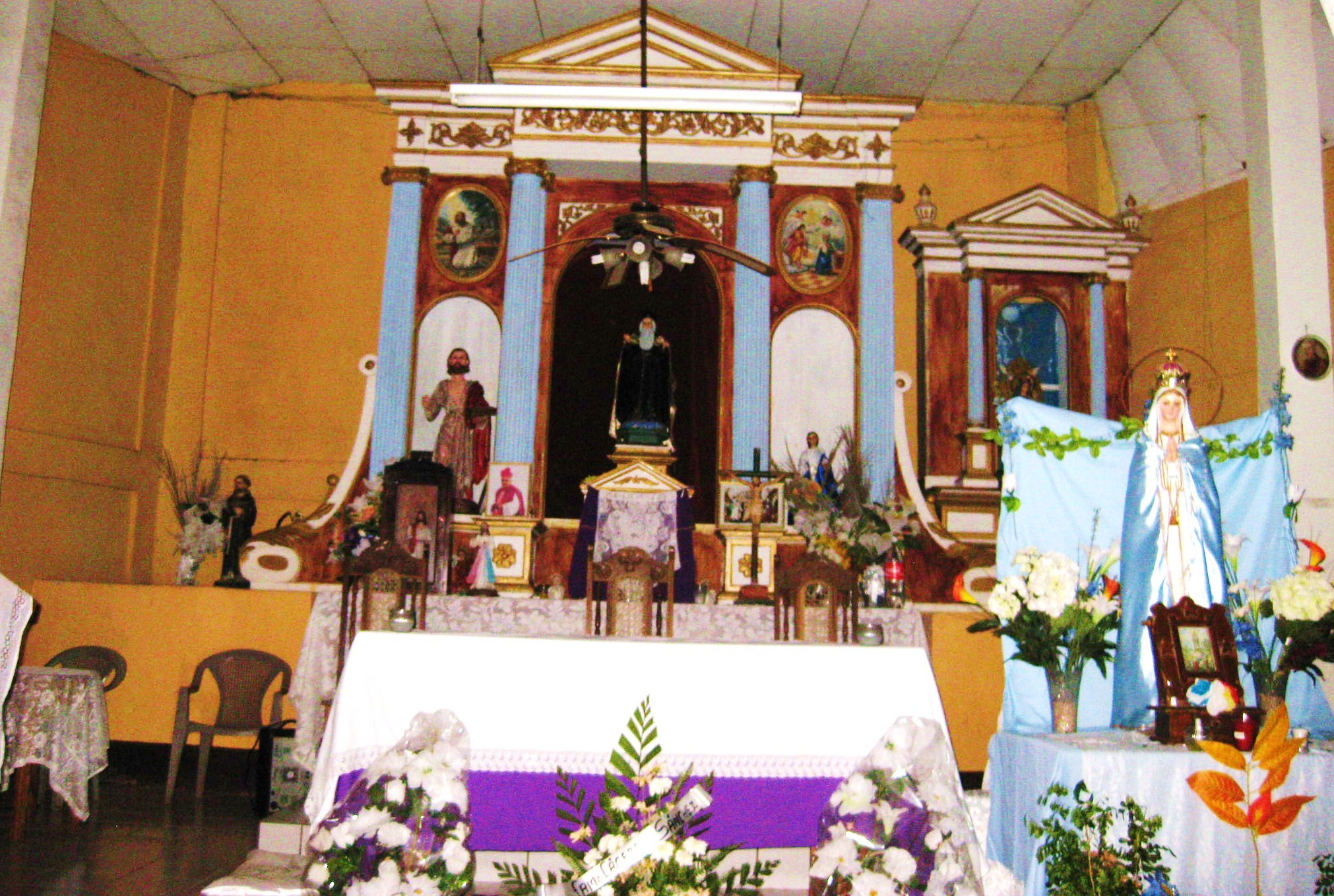
Altar mayor de la Parroquia San Caralampio.
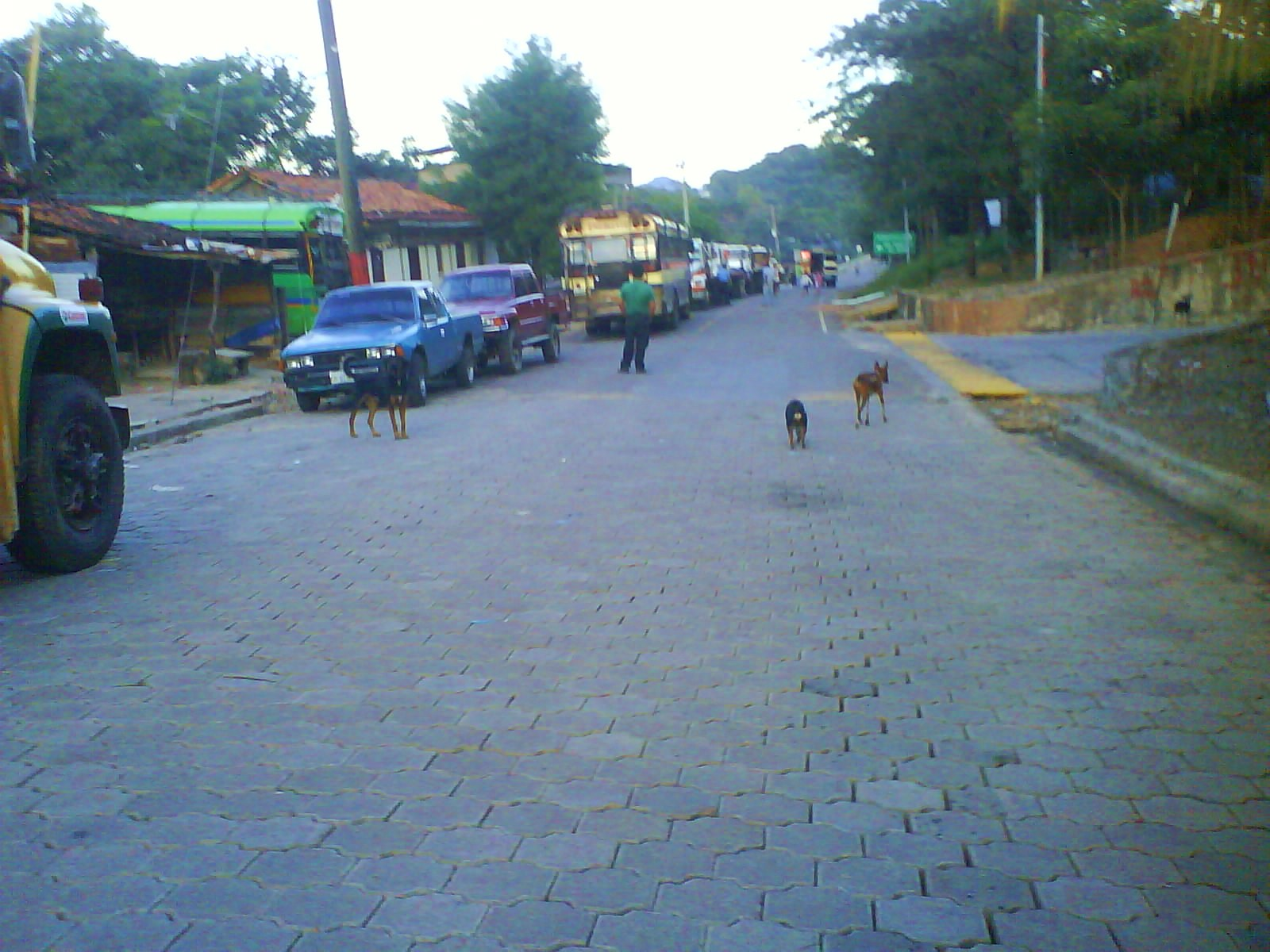
El empalme en San Juan de Cinco Pinos.
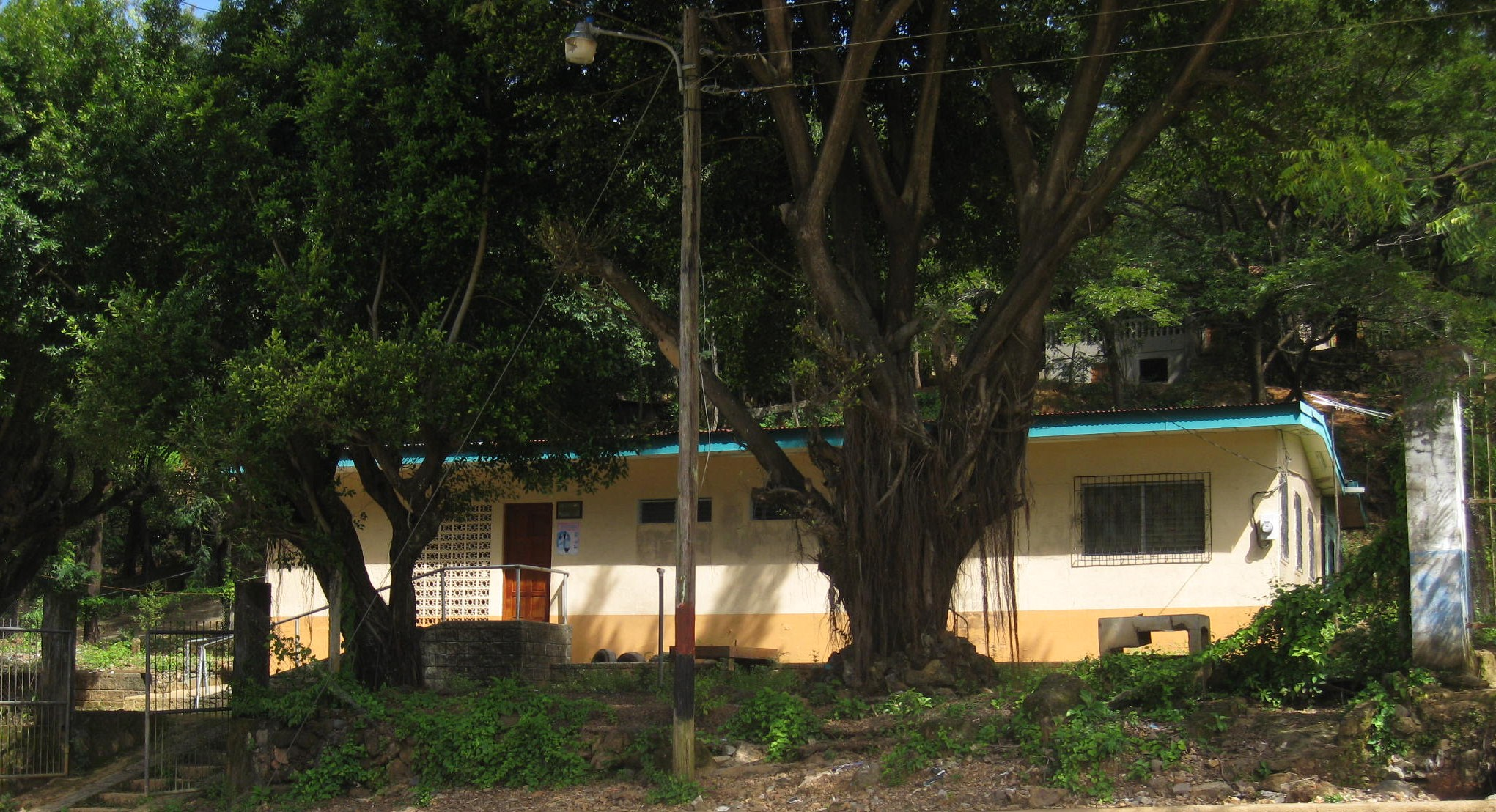
Antiguo centro de salud del municipio.
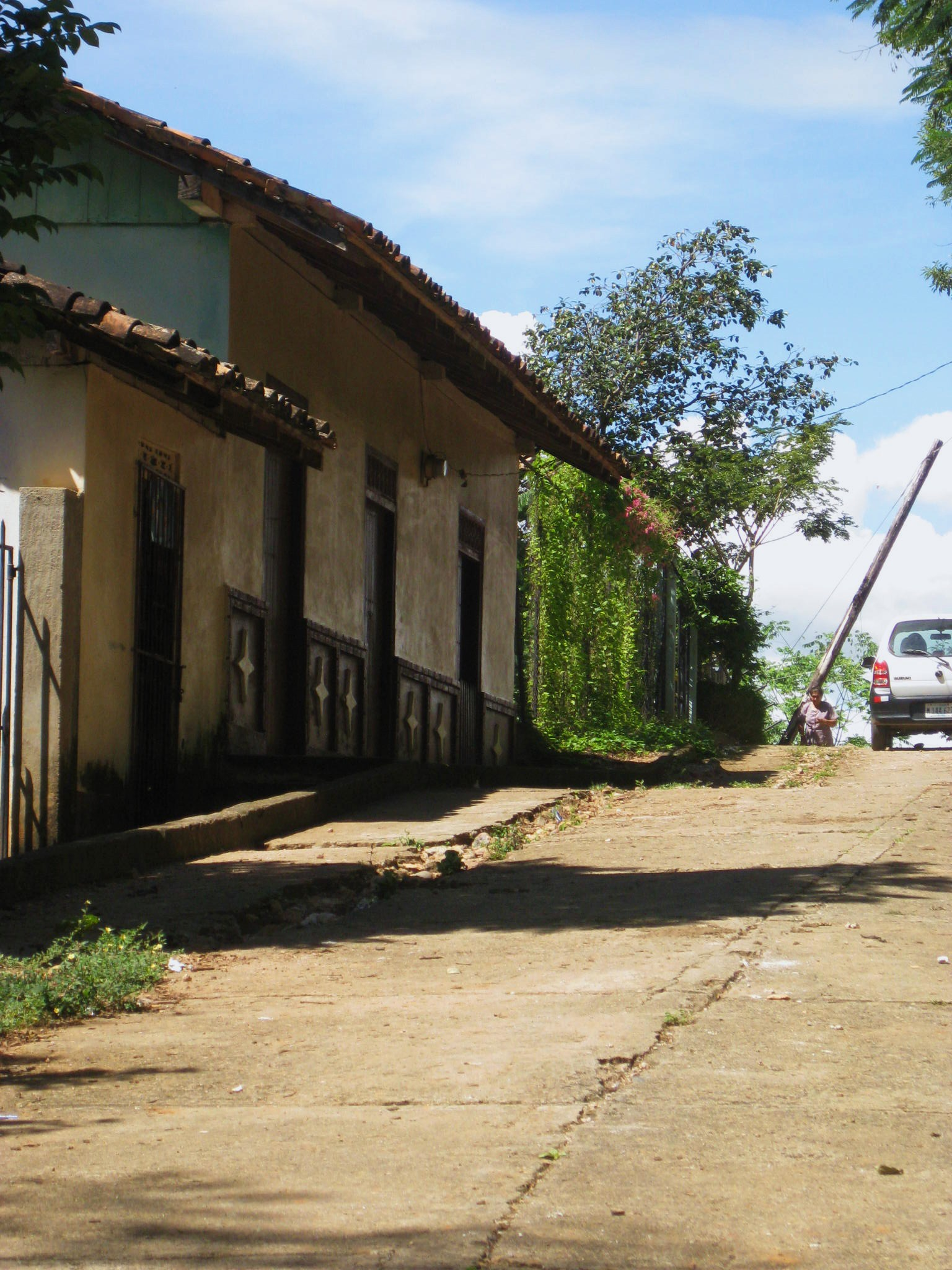
Casa típica del municipio.
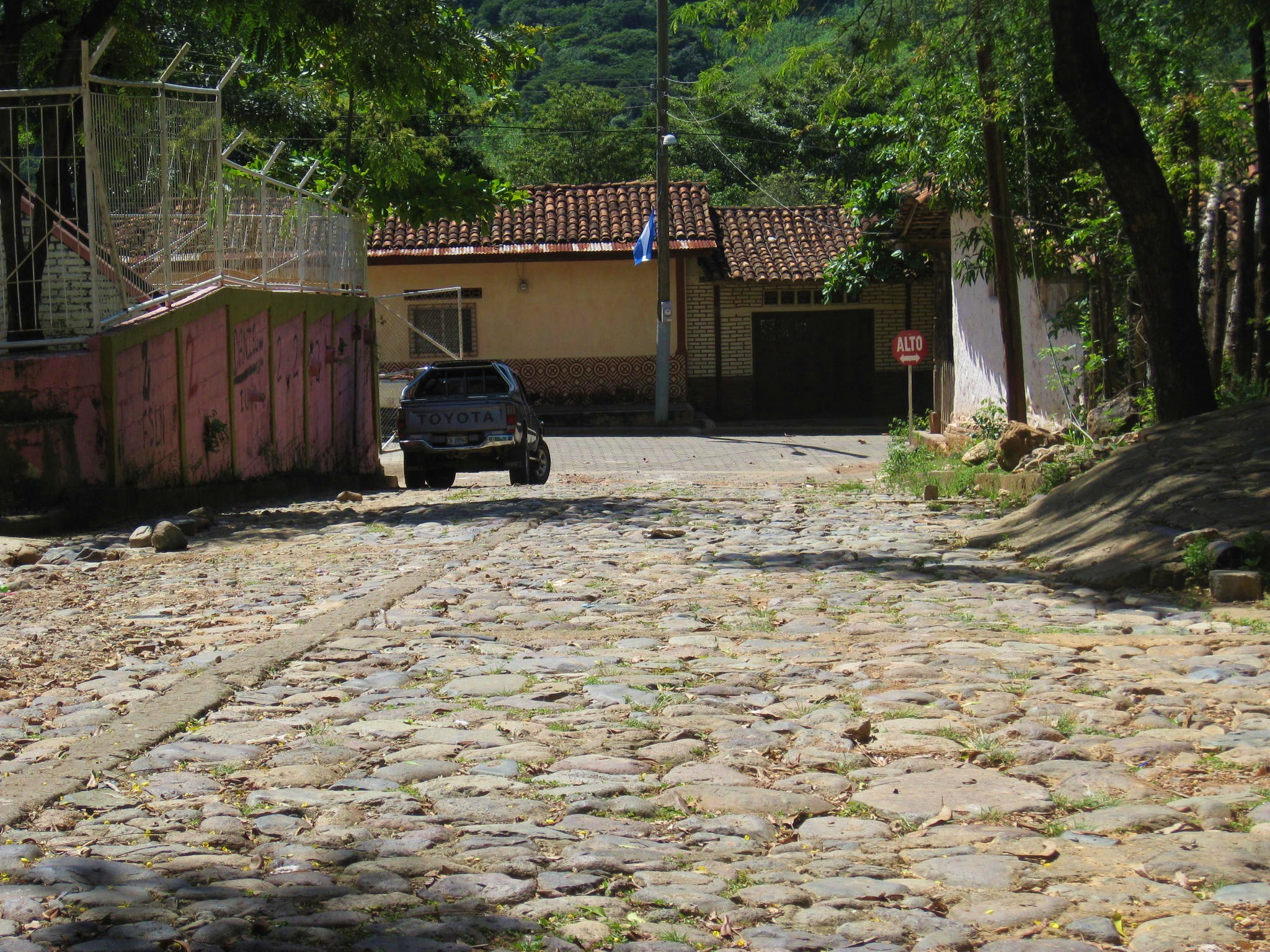
Calle calzada junto al parque municipal de Cinco Pinos.
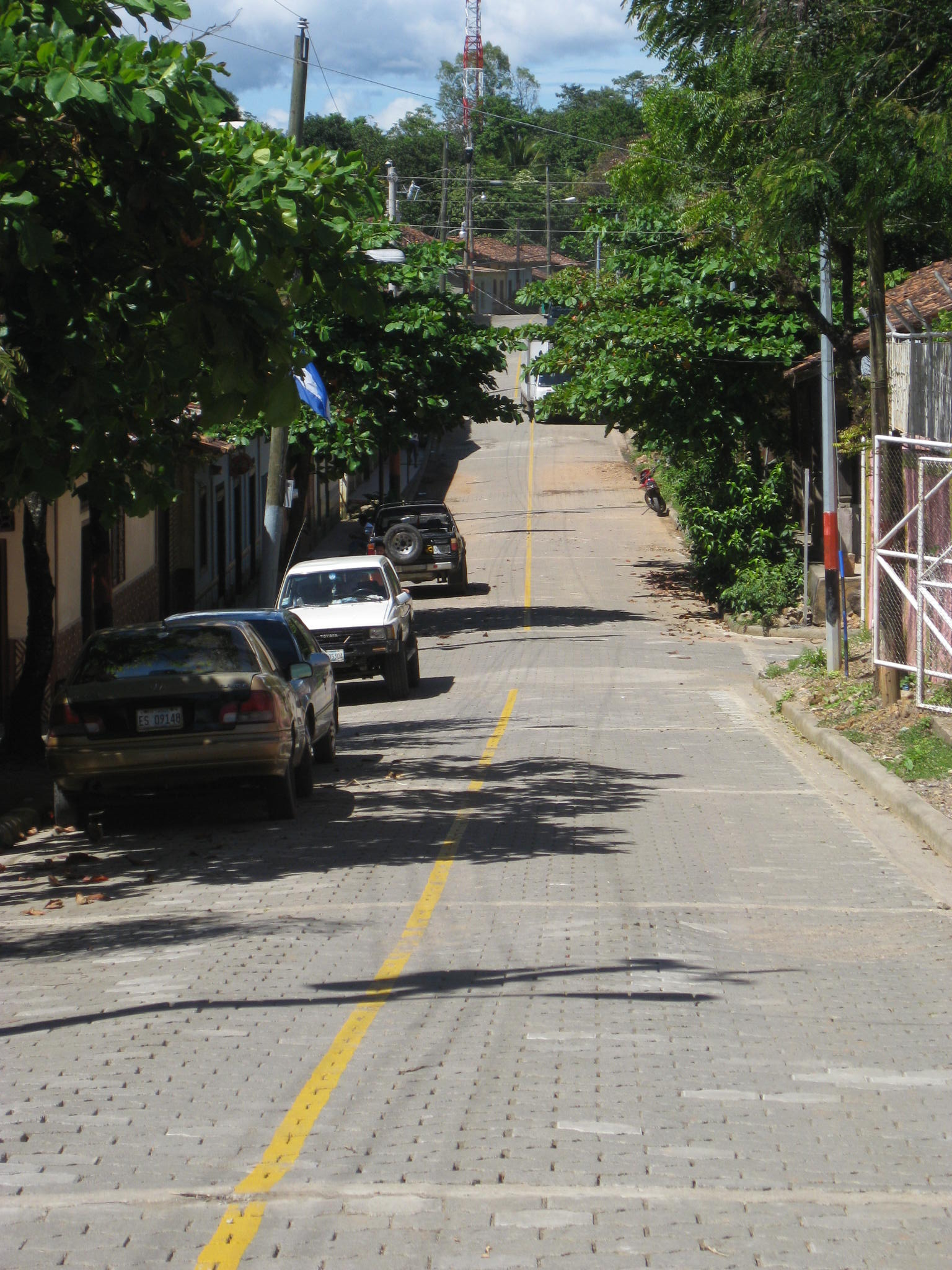
Calle central.
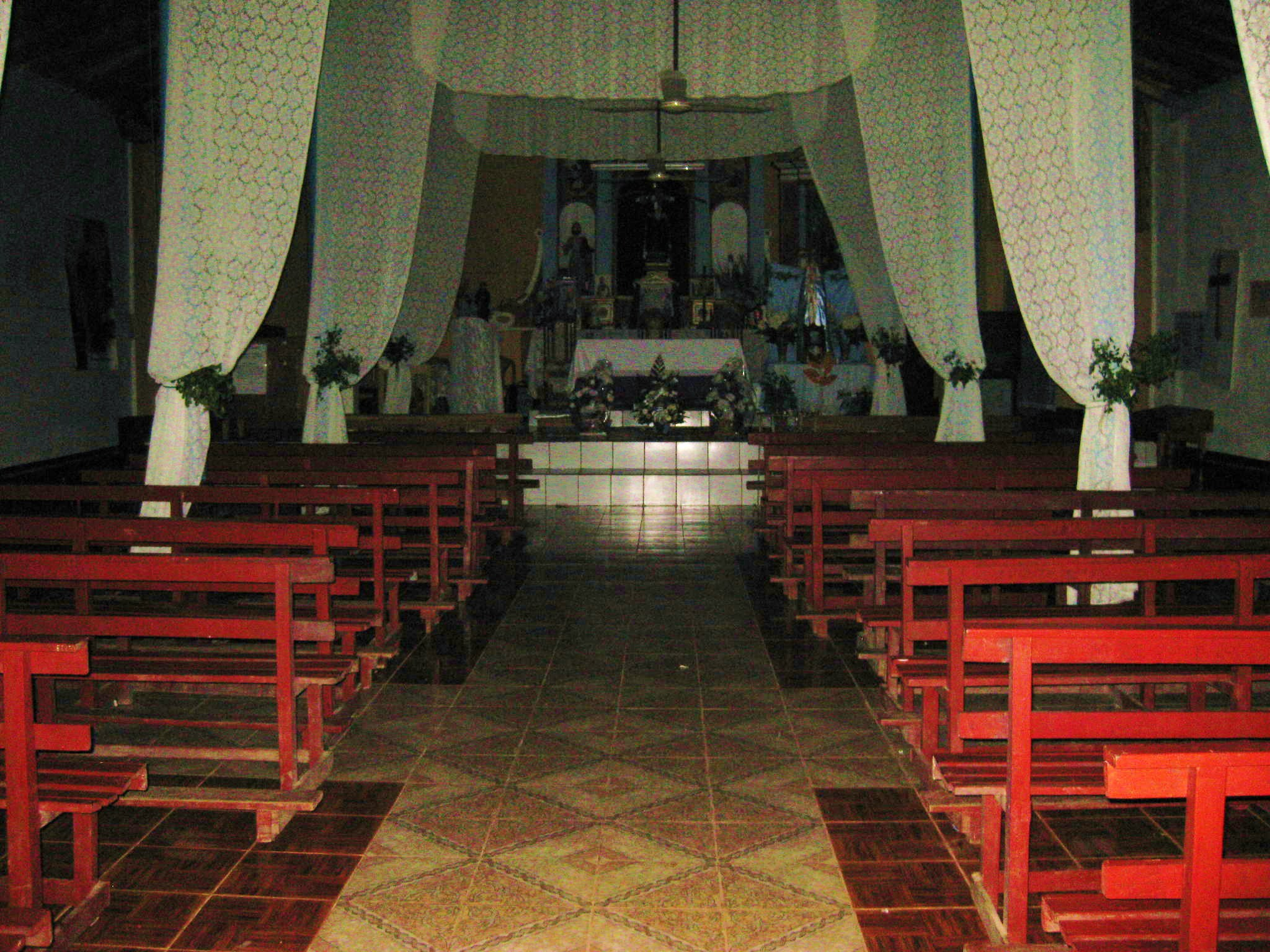
Pasillo principal de la parroquia.
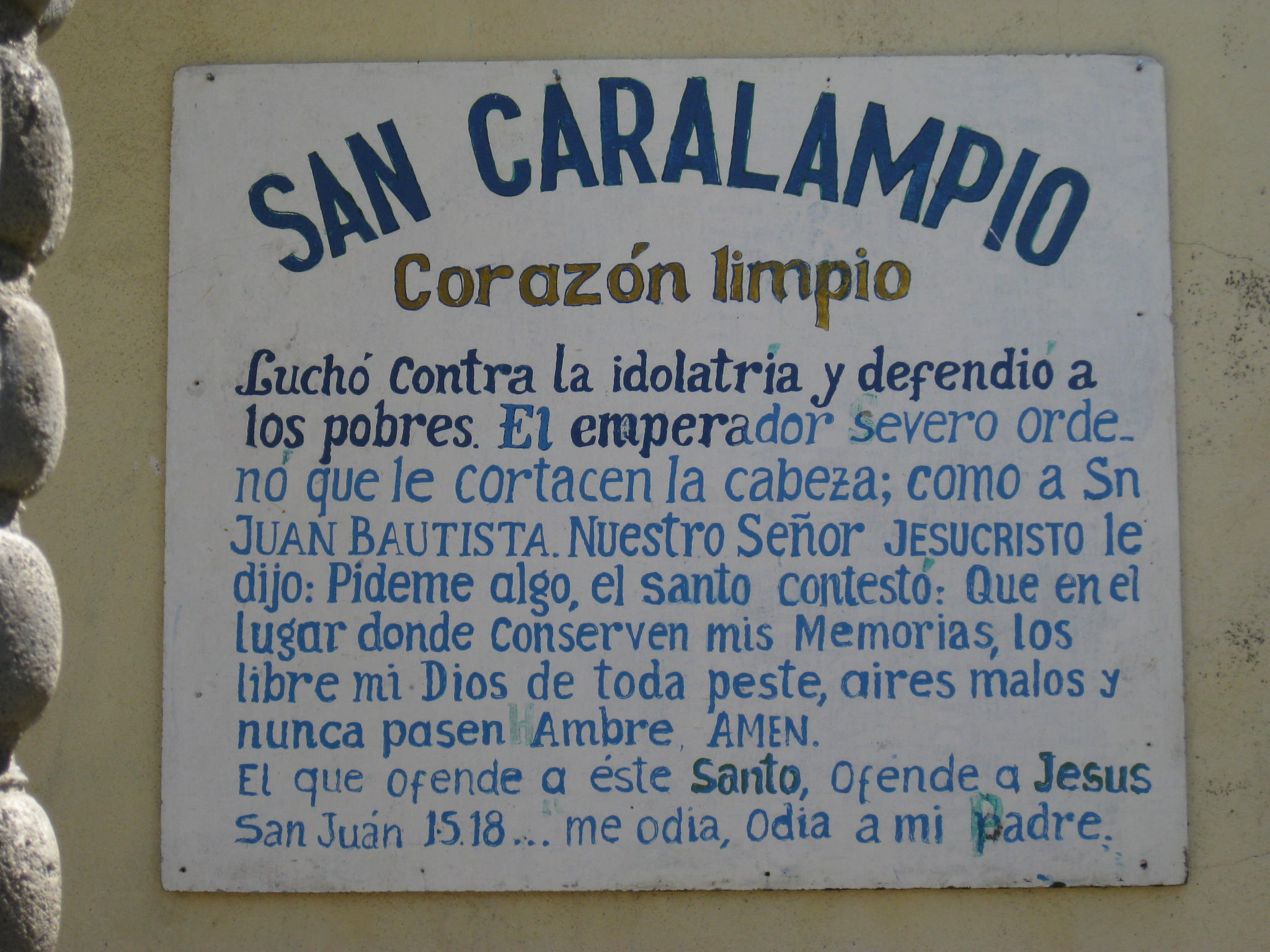
Promesa de San Caralampio.
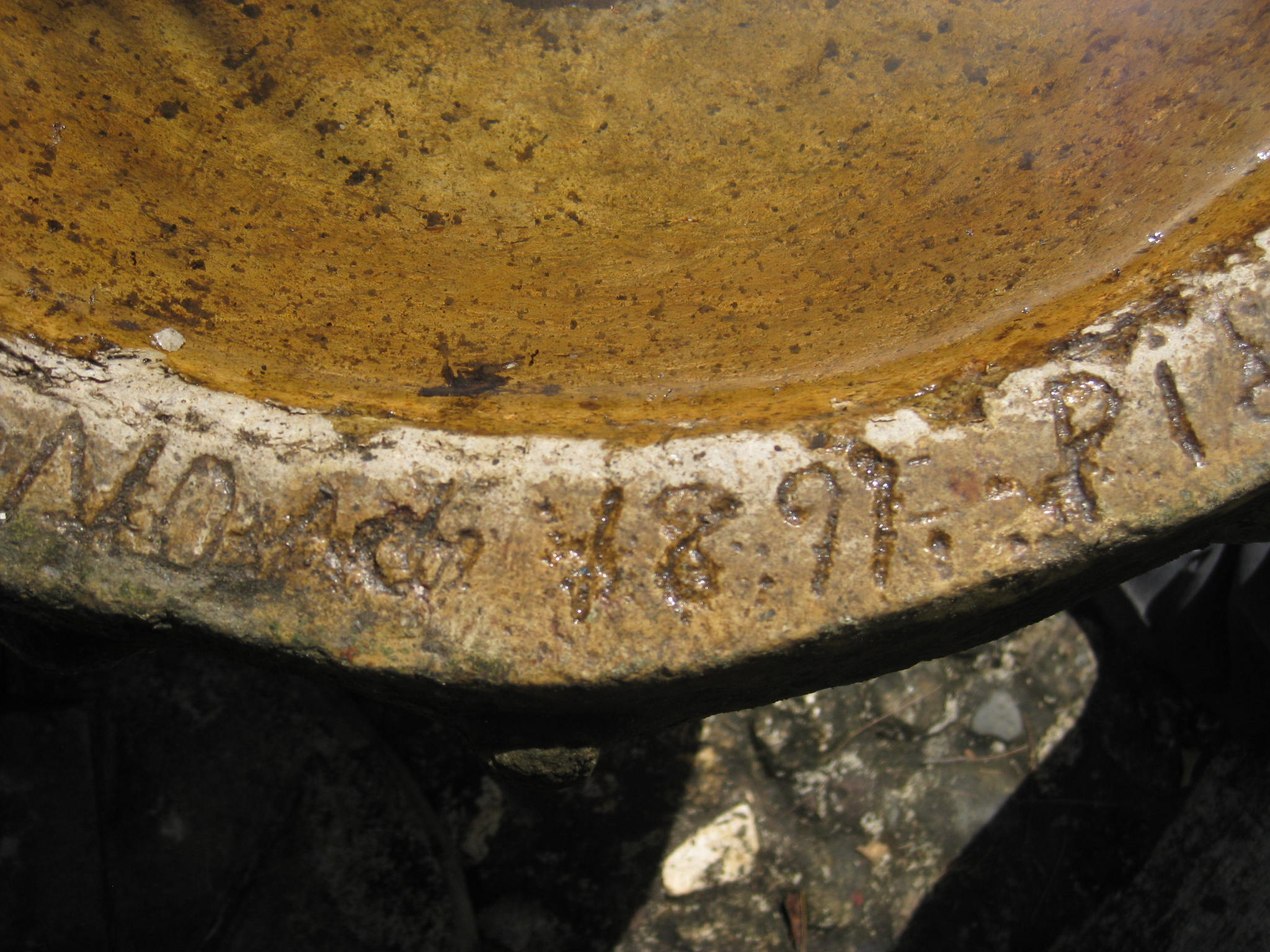
Fecha de manufactura de la pila bautismal.
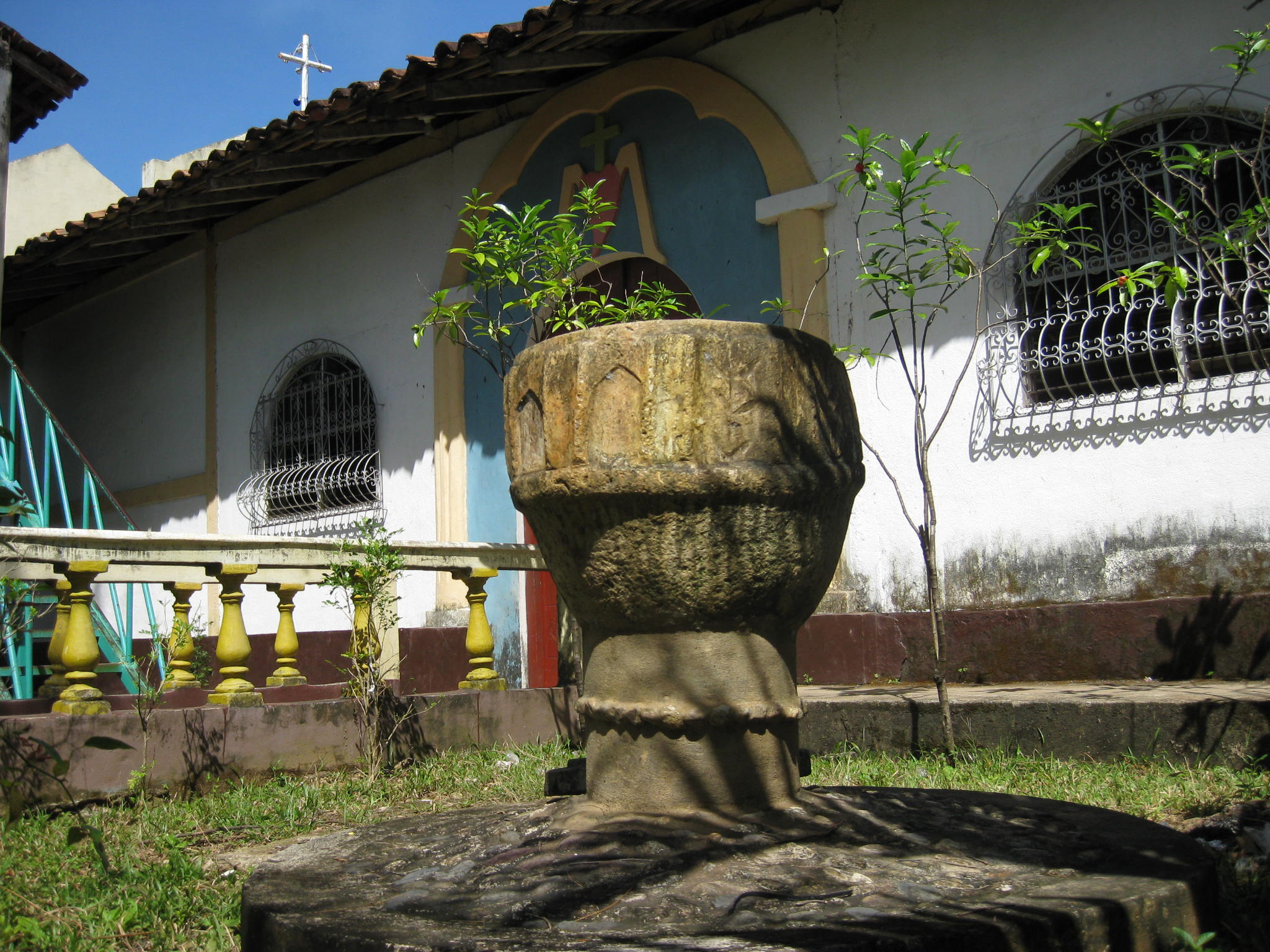
La pila bautismal hecha en 1891.
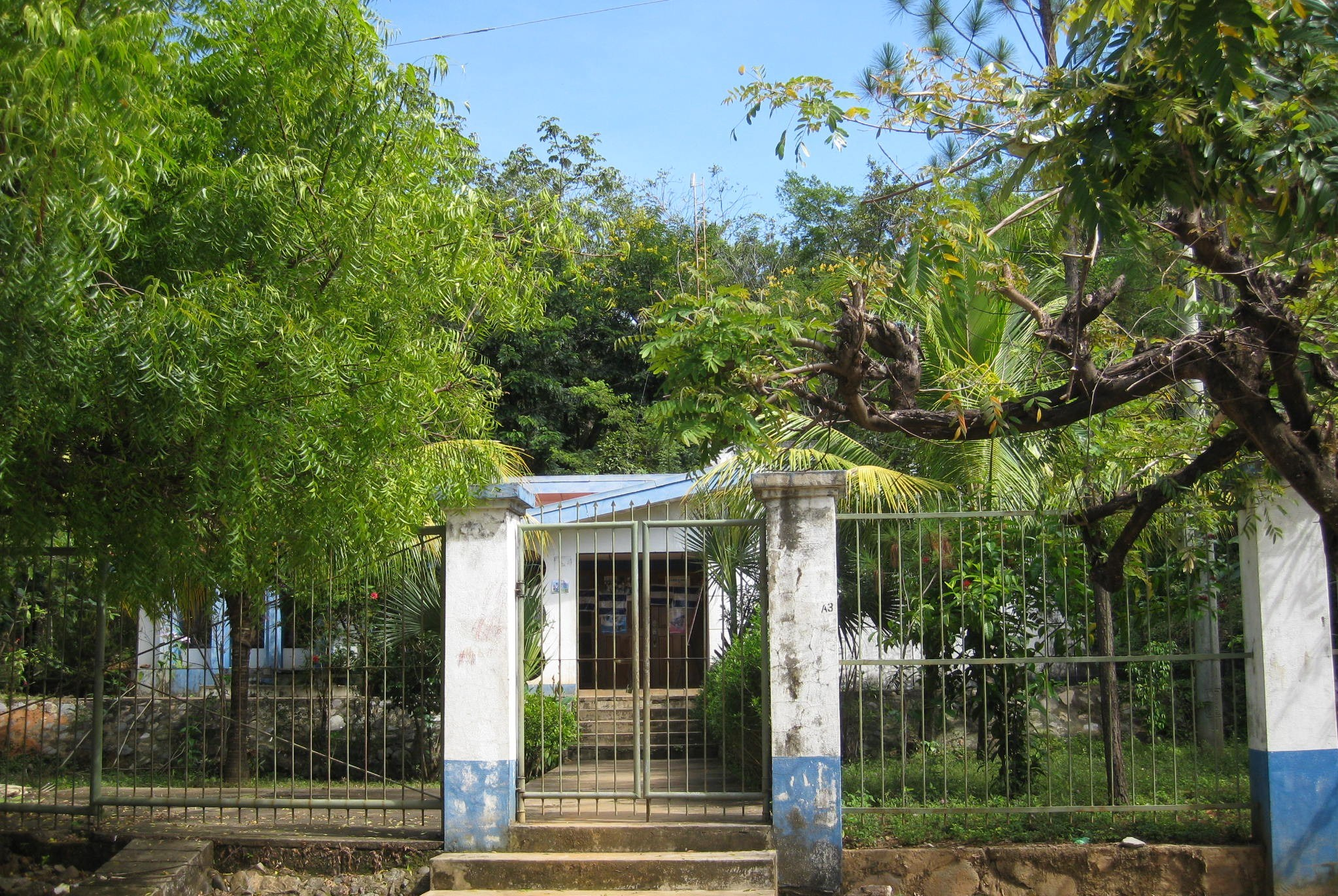
Entrada principal al MINED.
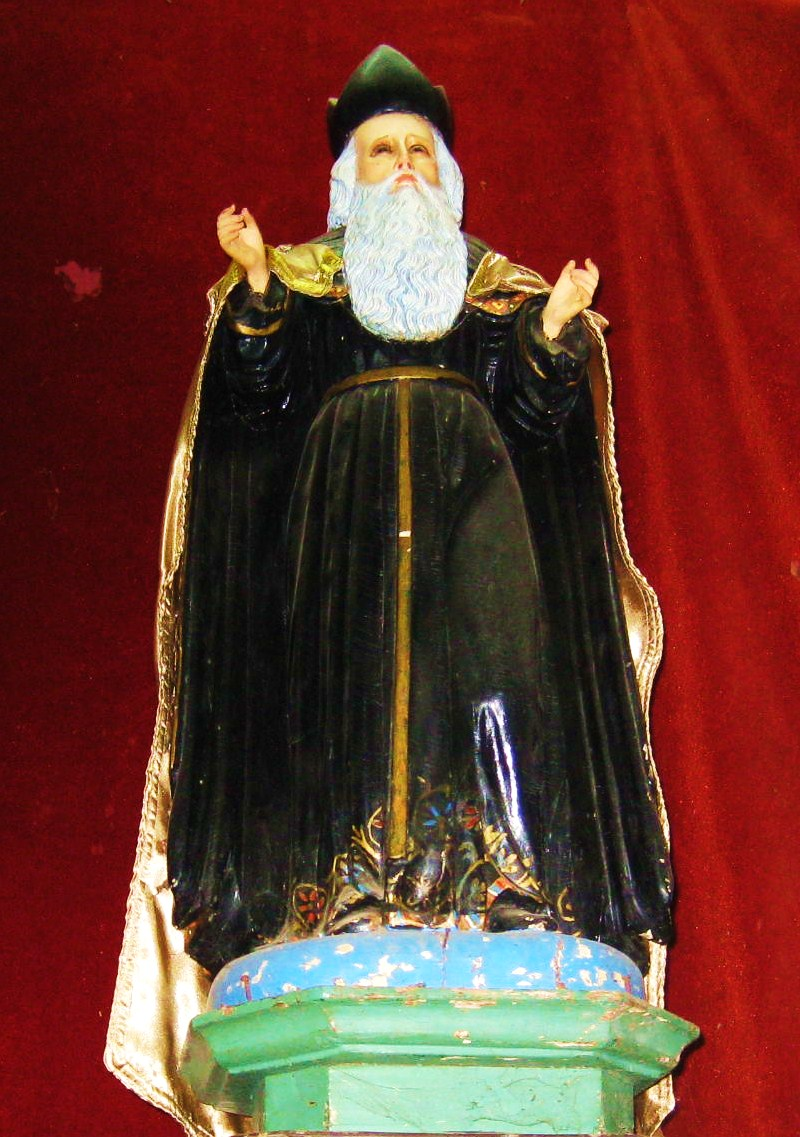
El santo patrono de San Juan de Cinco Pinos: San Caralampio.
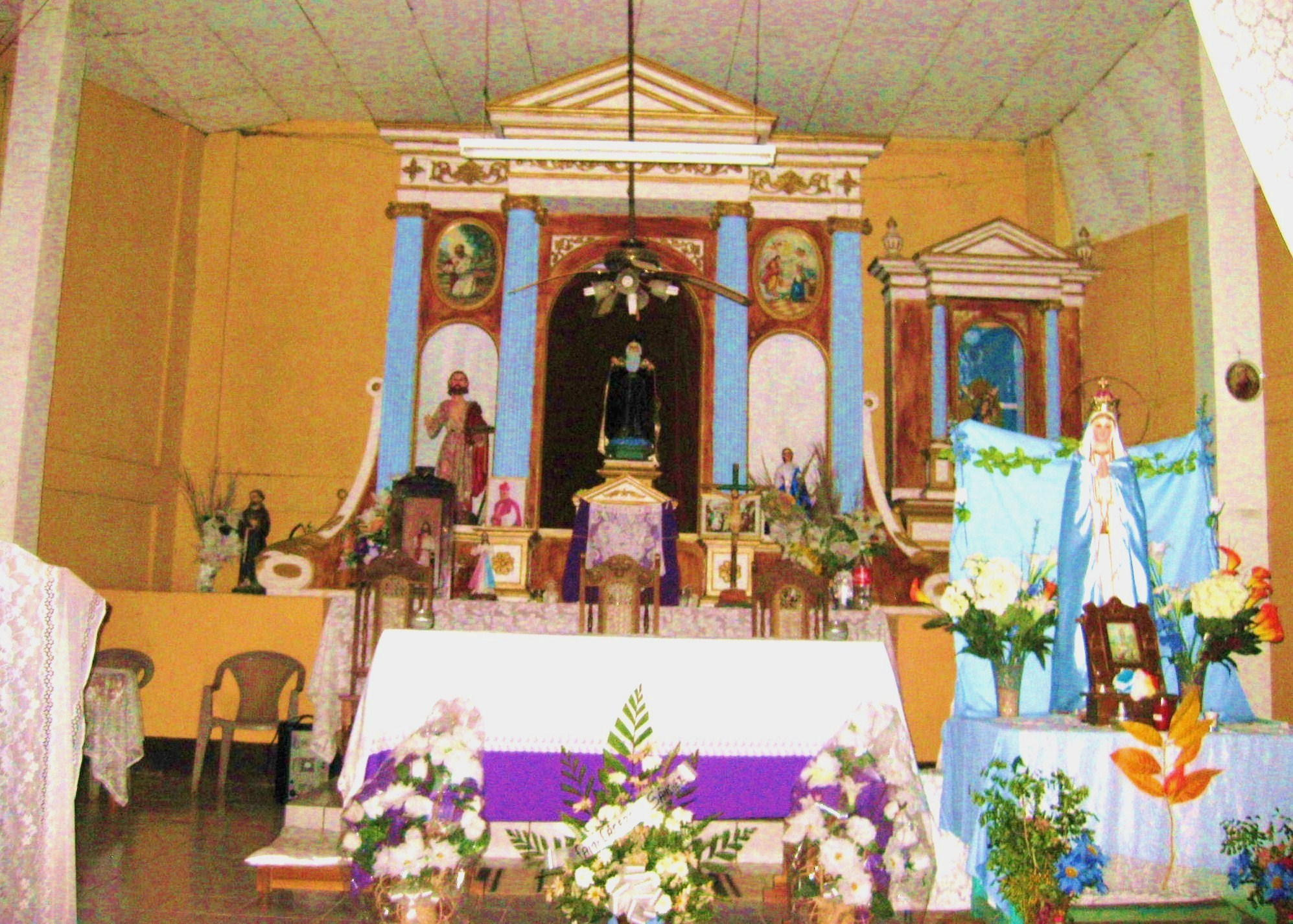
Altar Mayor. San Caralampio en el centro del altar.
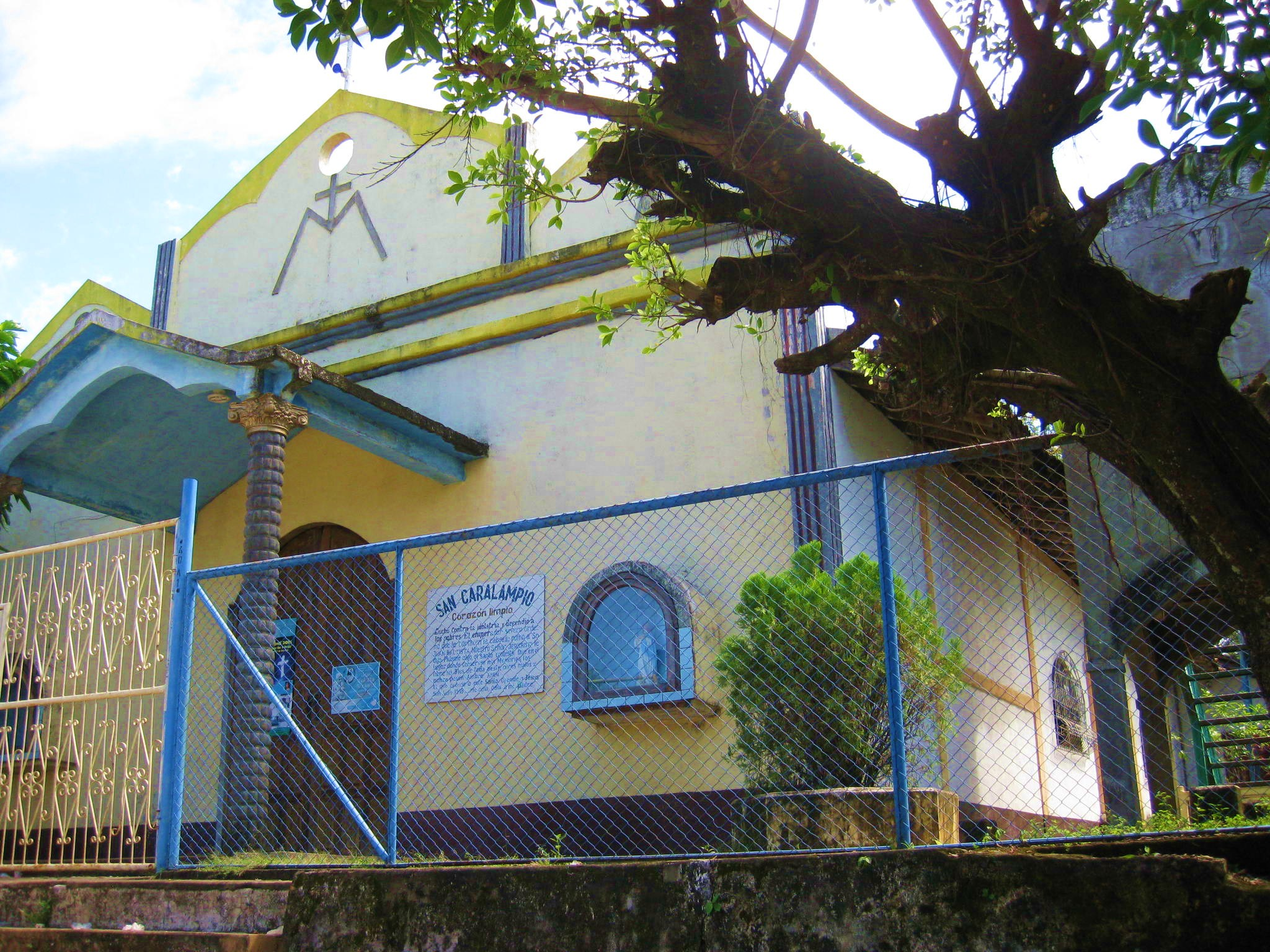
Parroquia de San Caralampio.
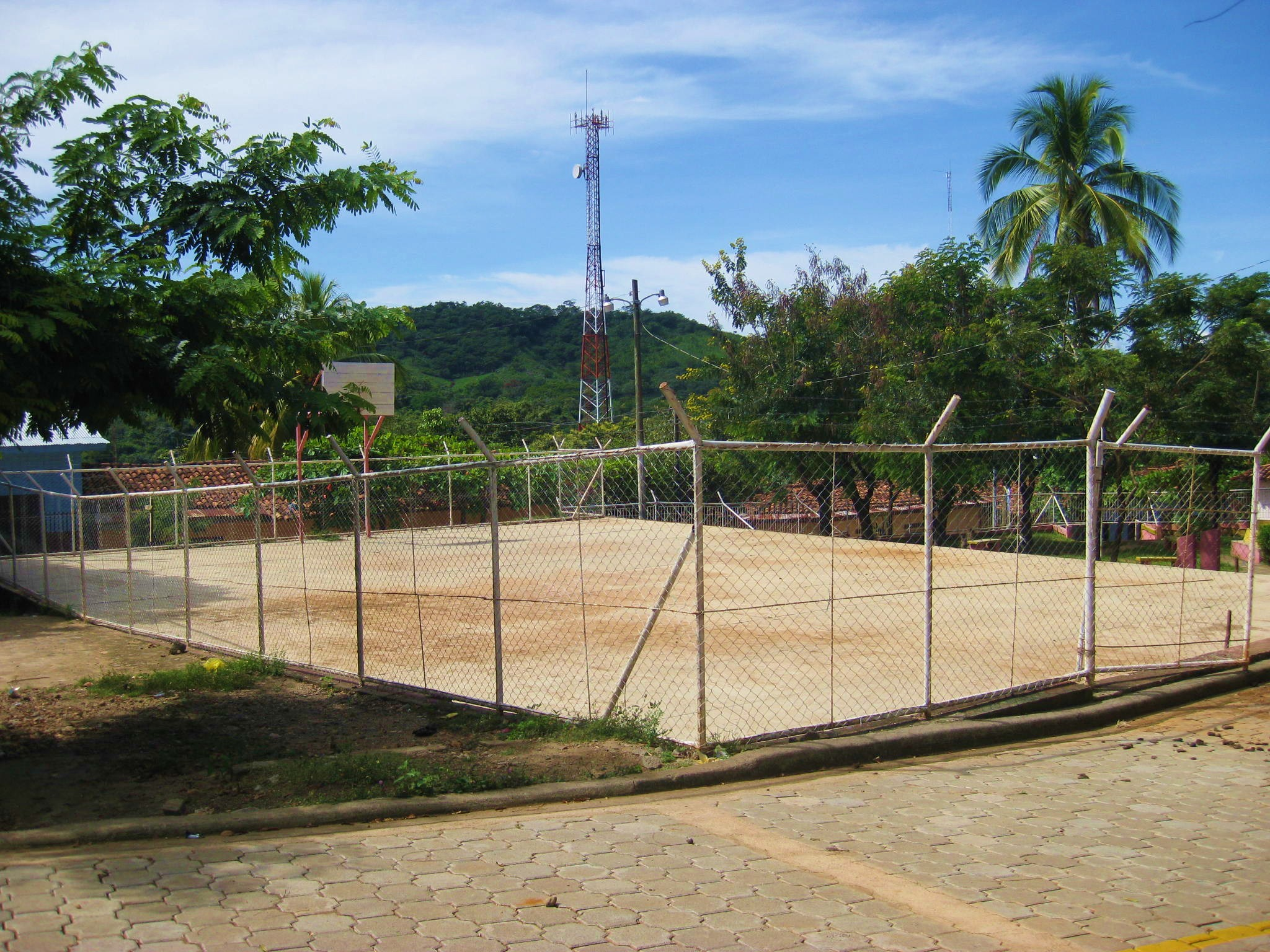
Cancha municipal.
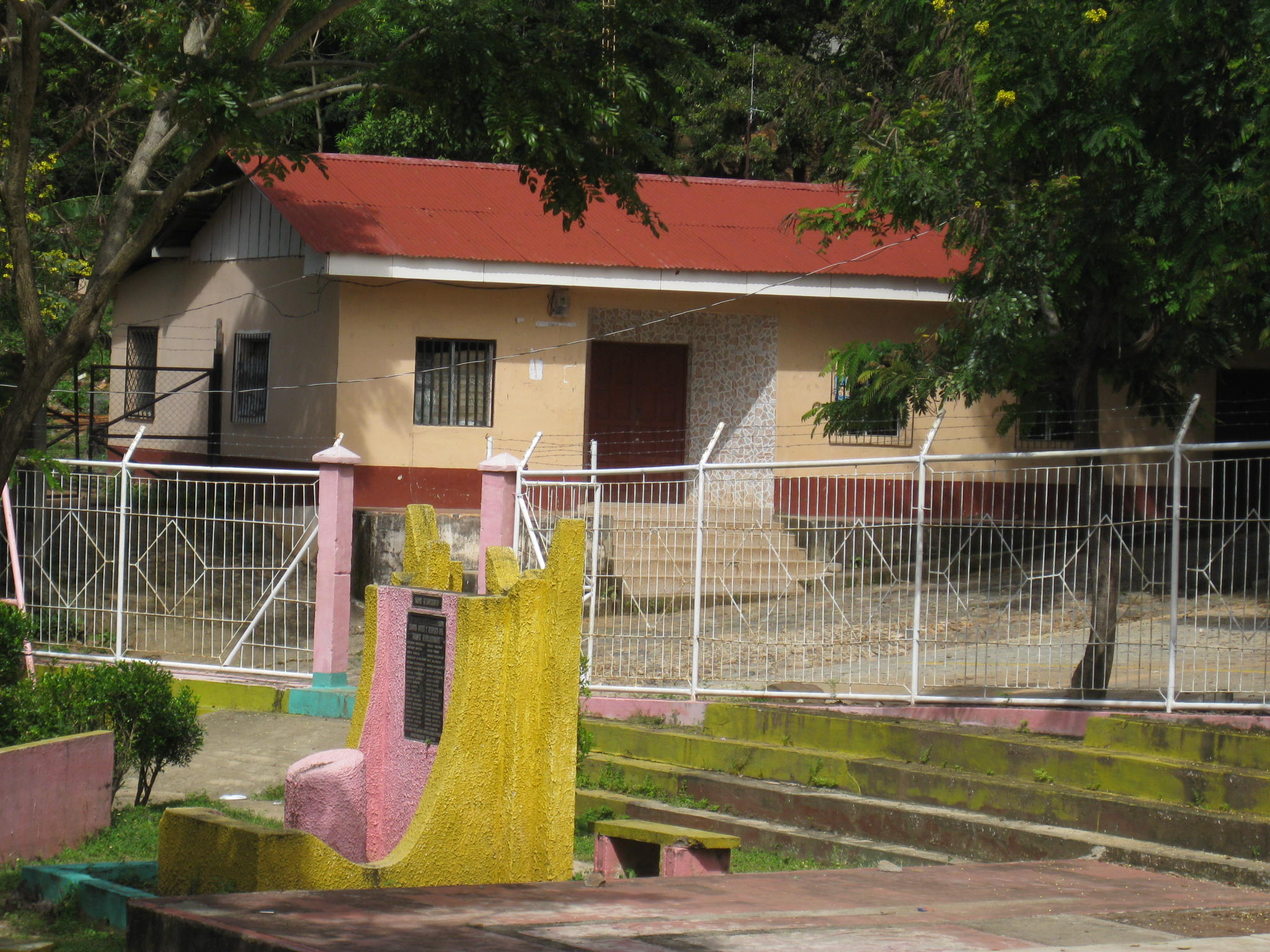
Casa Comunal de San Juan de Cinco Pinos.
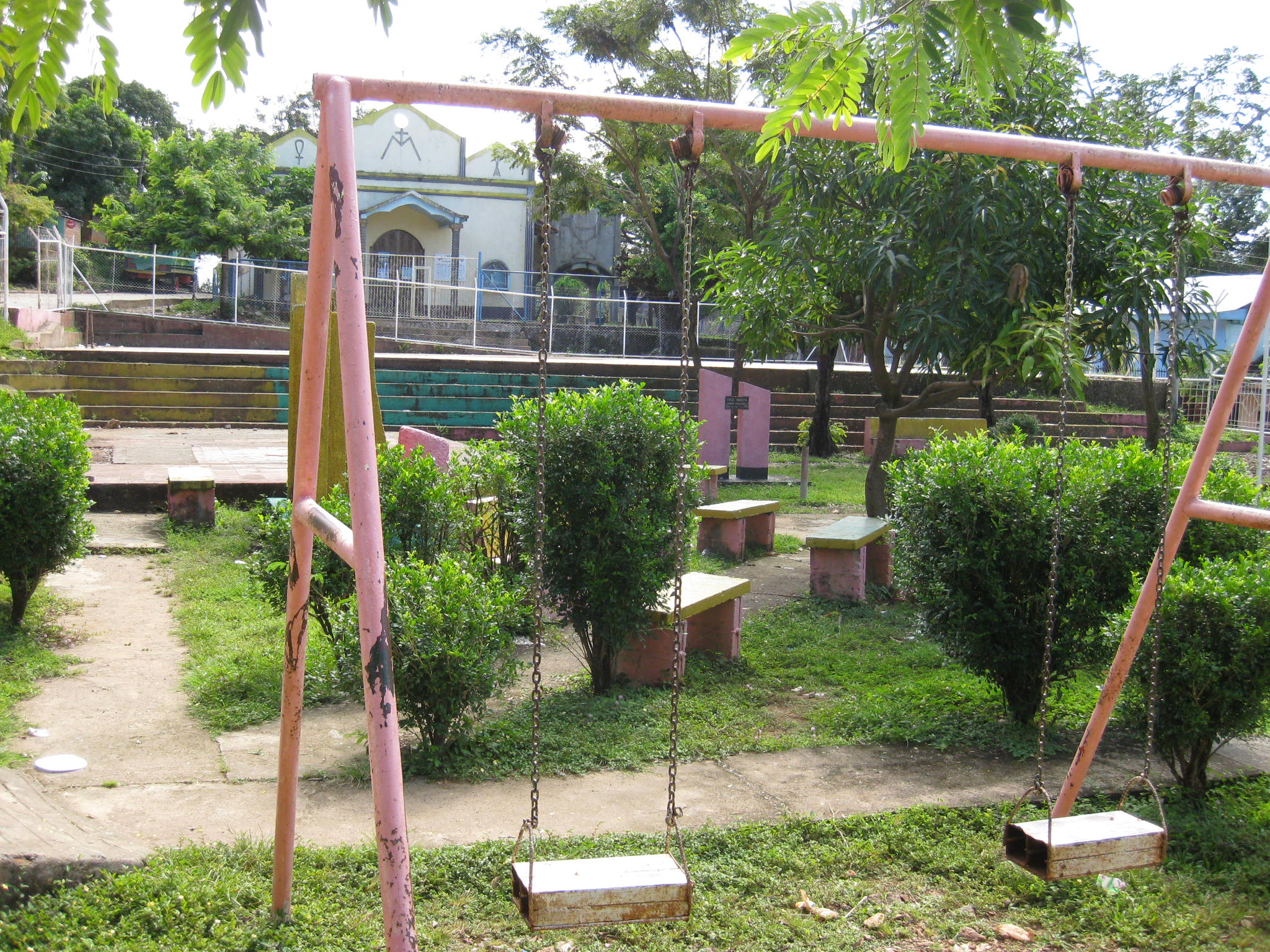
Parque Municipal de San Juan de Cinco Pinos.
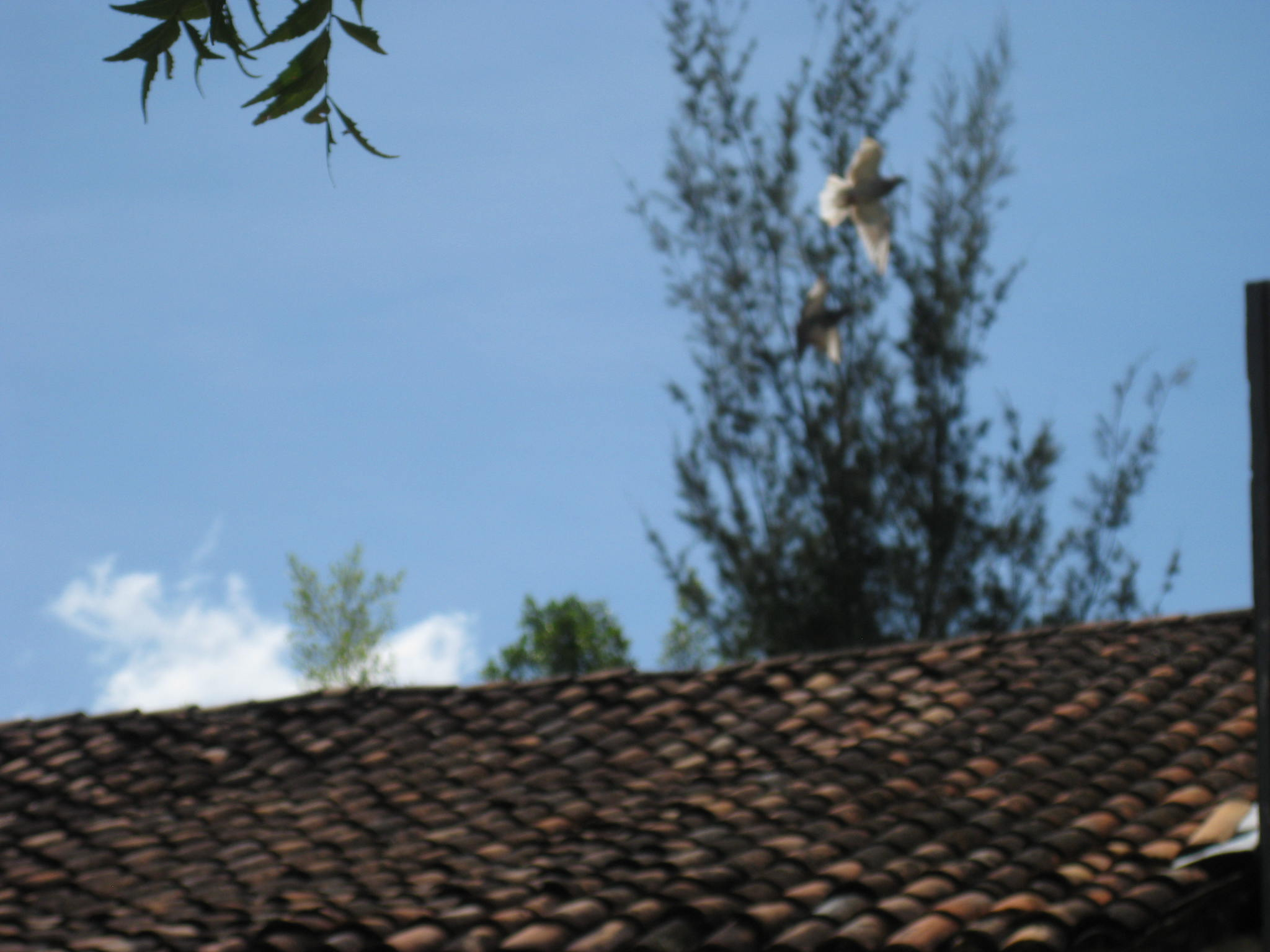
Tejado típico del poblado.
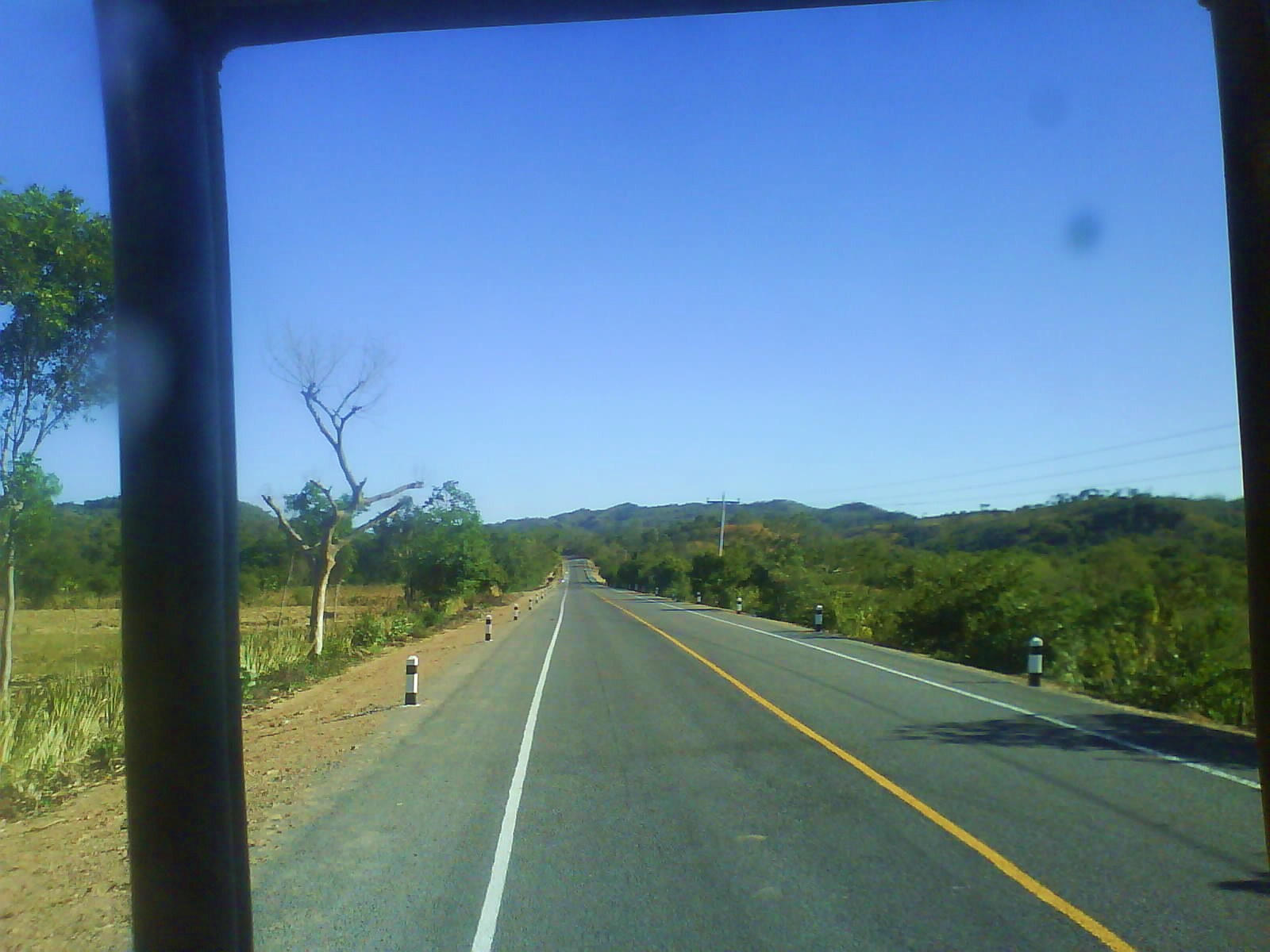
Carretera a Somotillo – San Juan de Cinco Pinos.
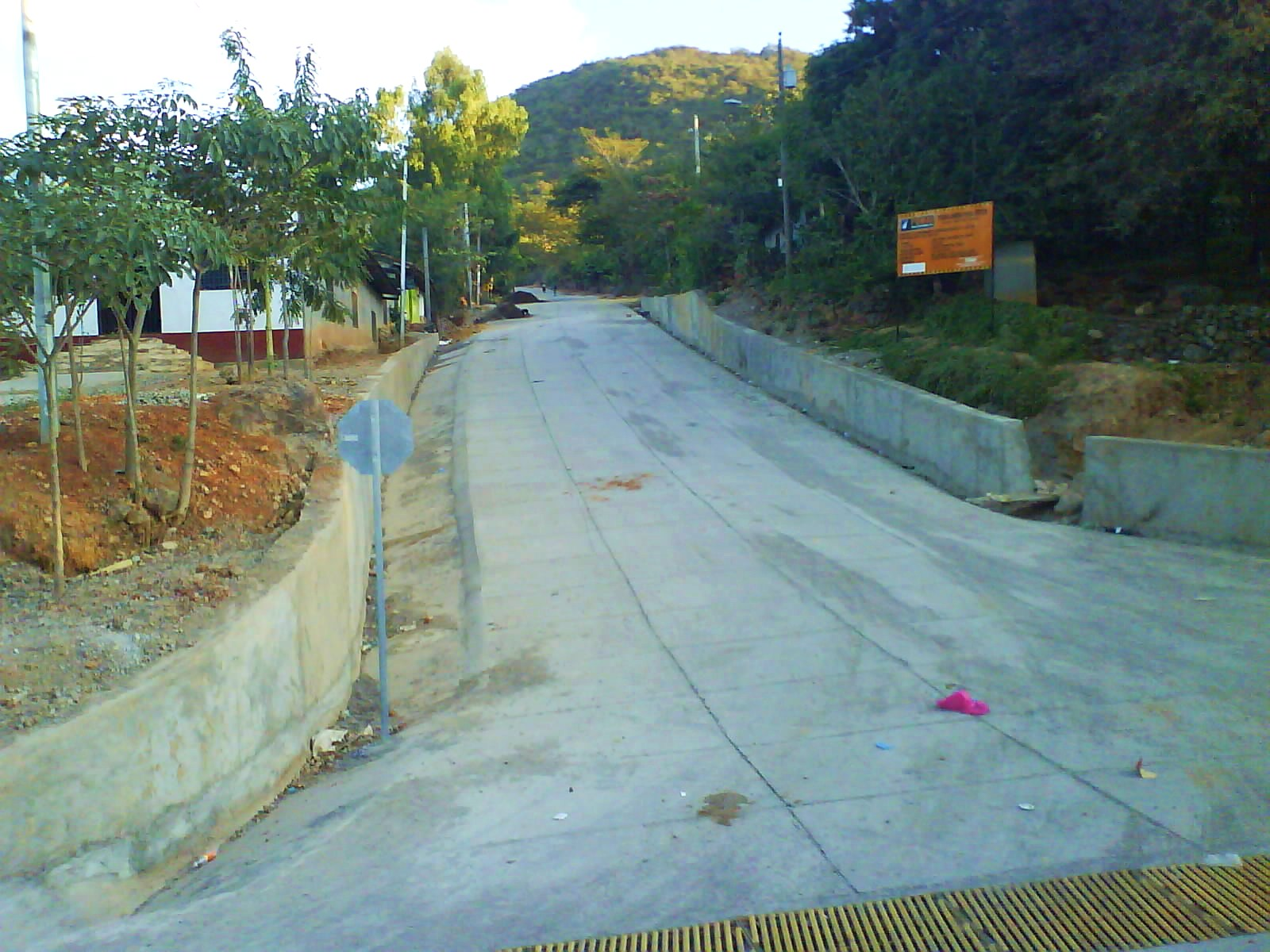
Carretera hacia San Pedro del Norte.
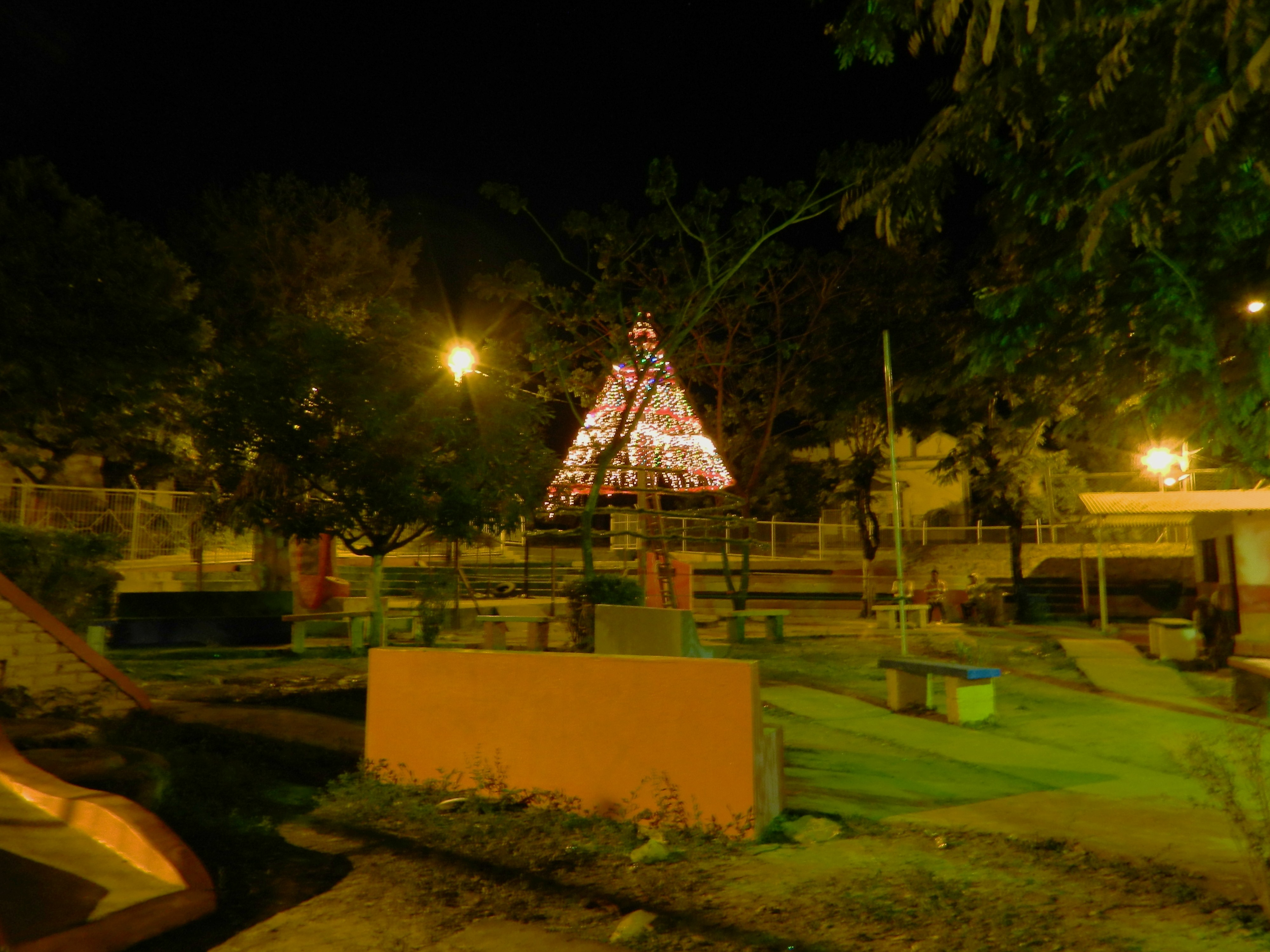
El árbol.
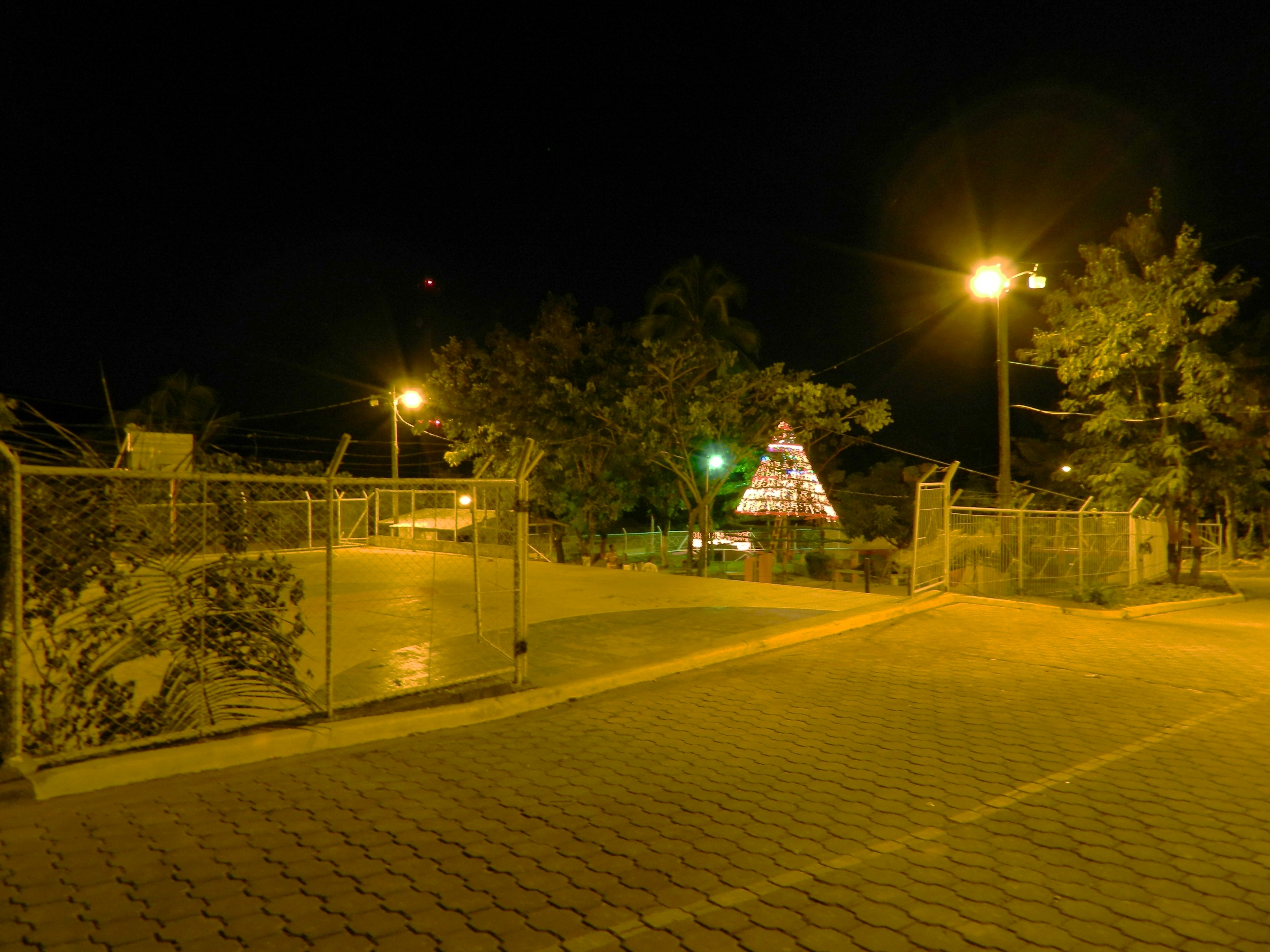
El parque.
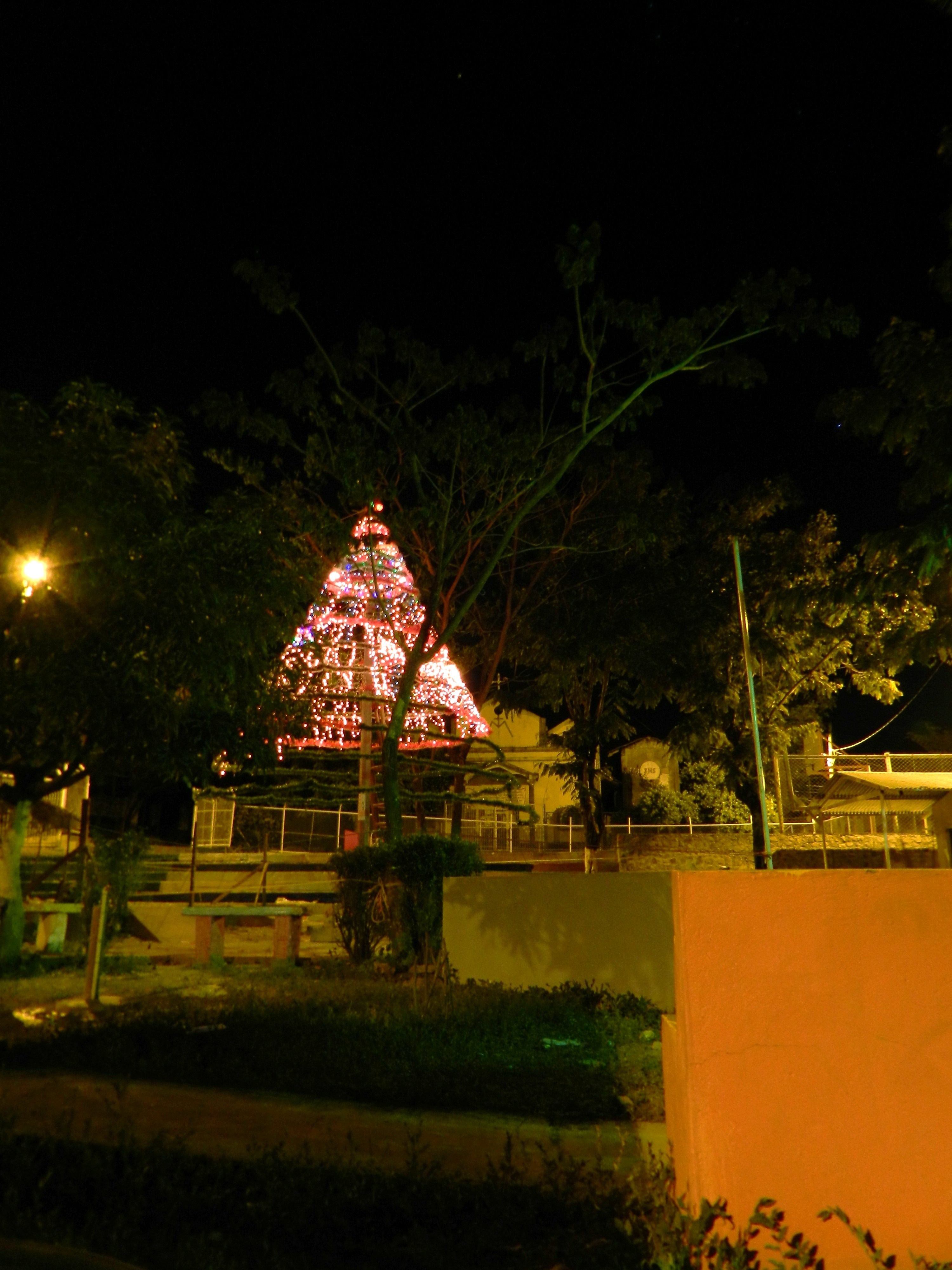
El parque y el árbol.
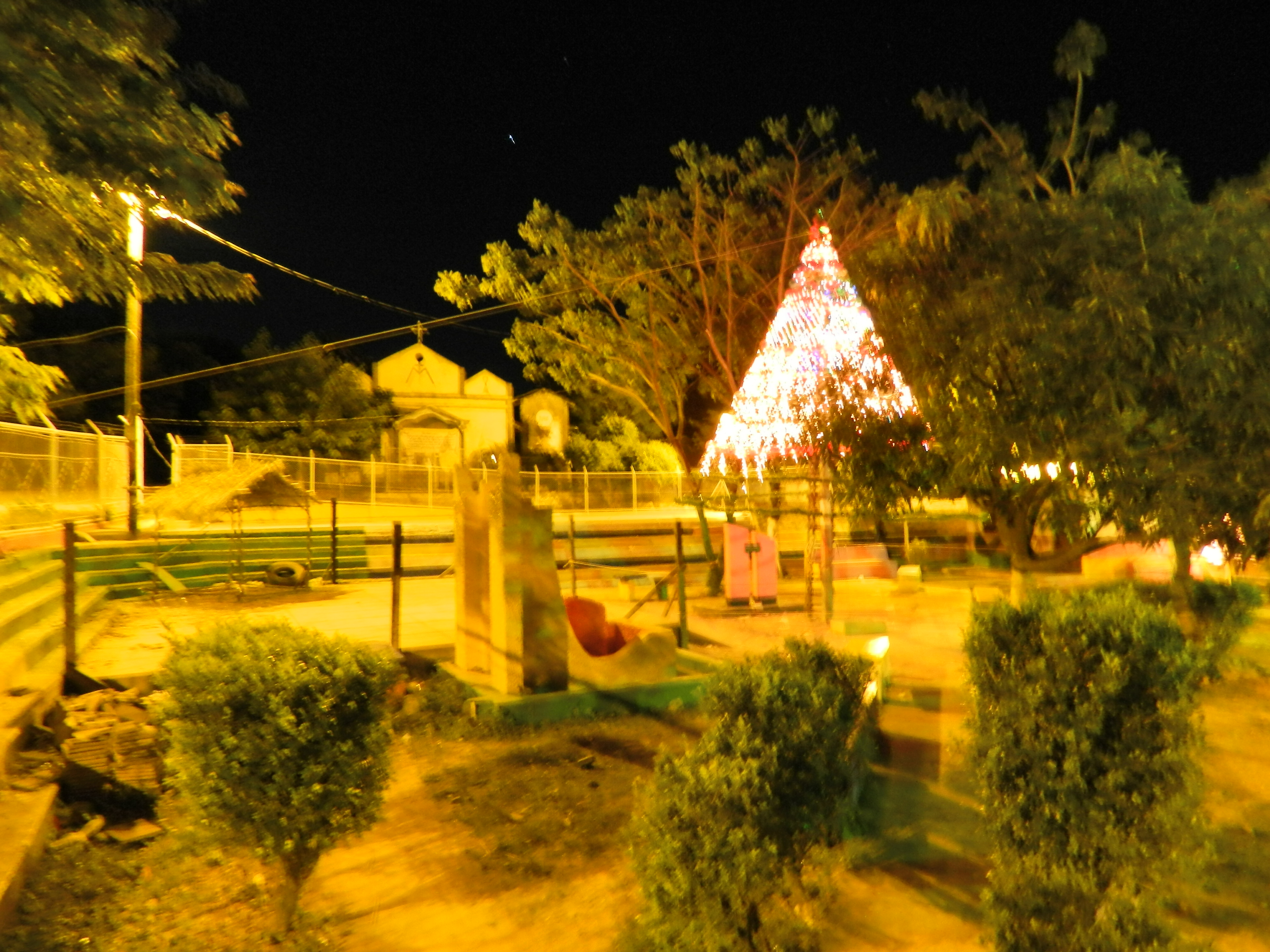
La plaza.

### Galería de imágenes de las áreas boscosas de San Juan de Cinco Pinos

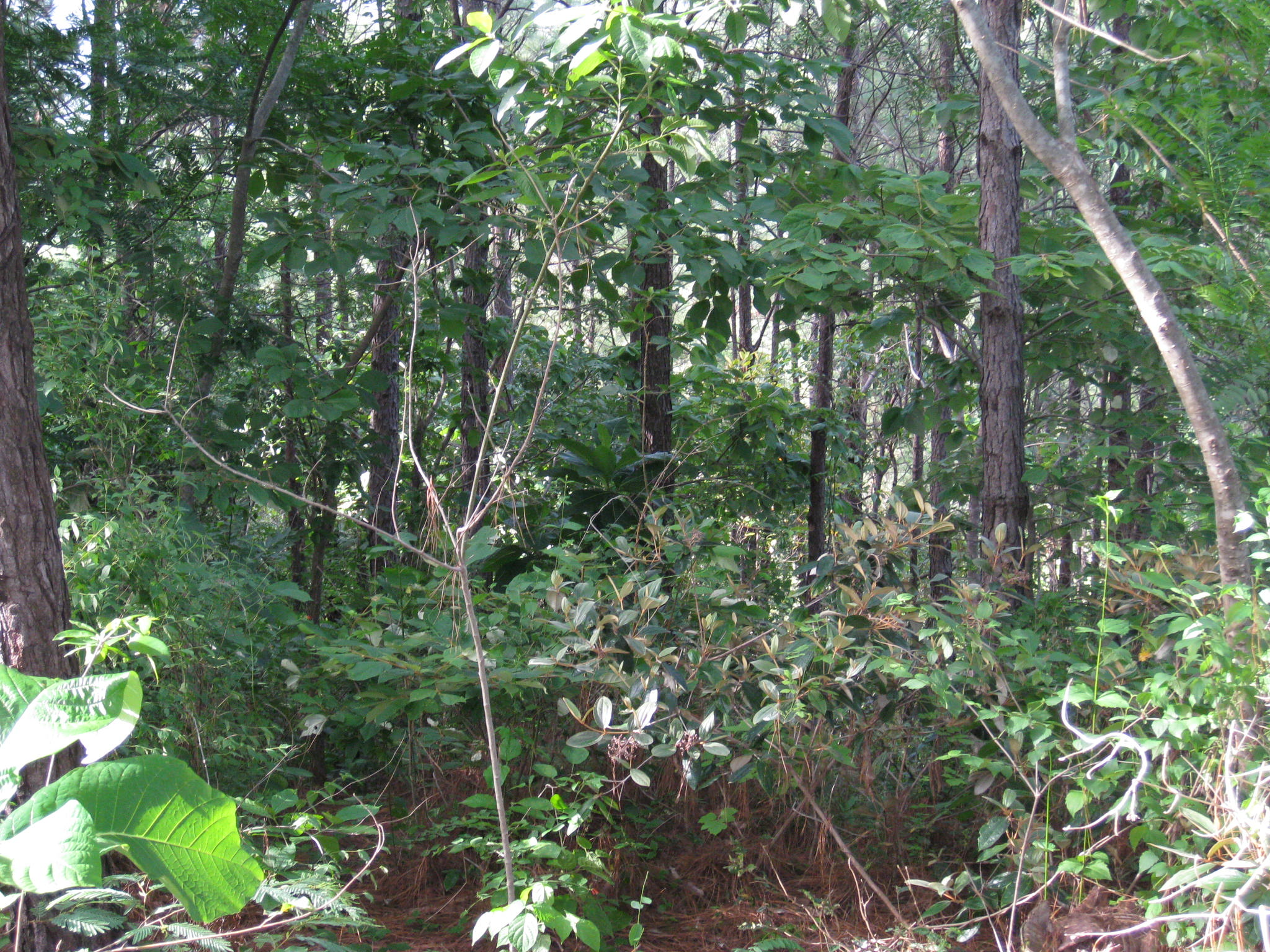
Bosque mixto del cerro.
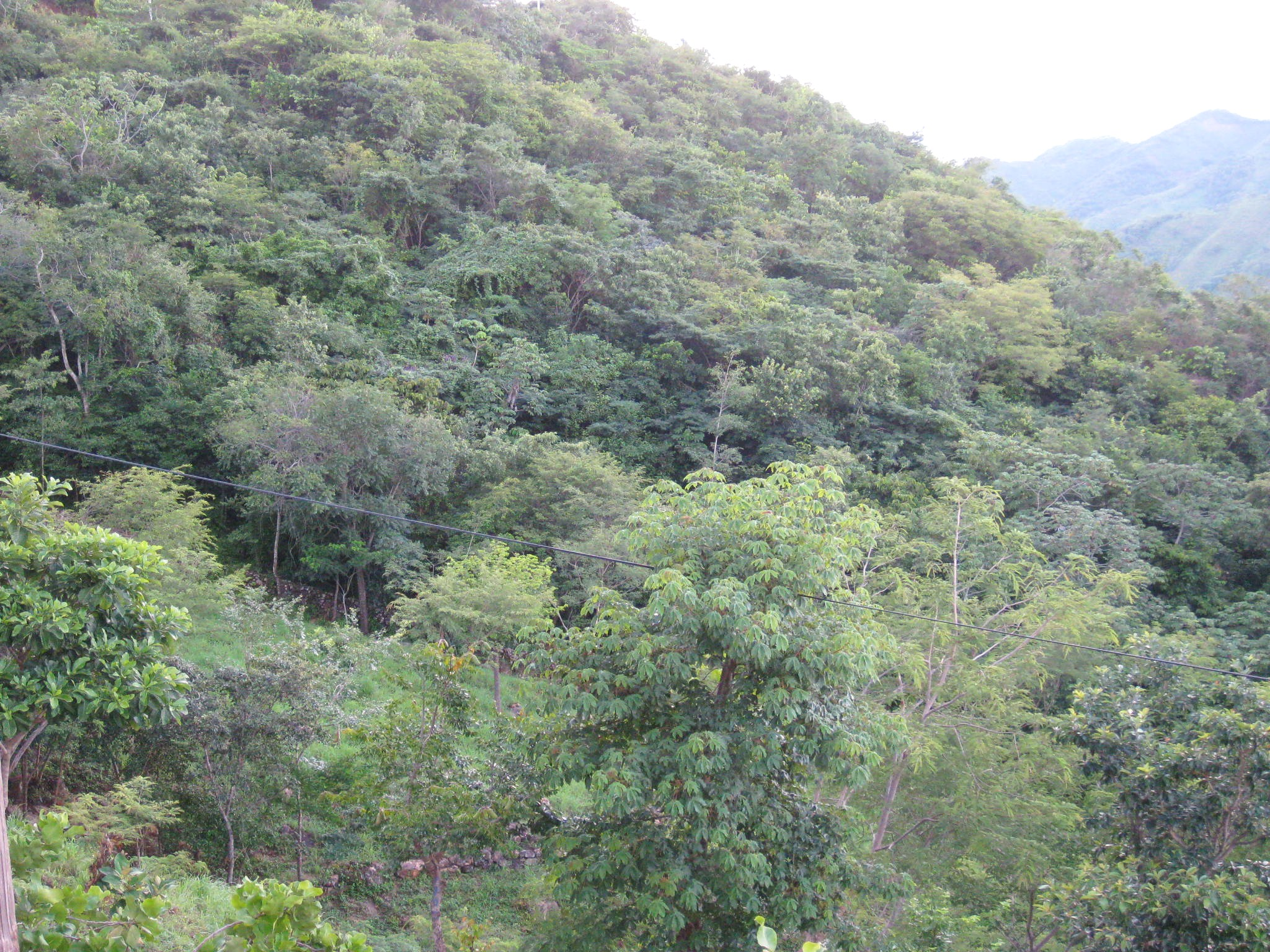
Bosque semiselvático a las orillas de San Juan de Cinco Pinos.
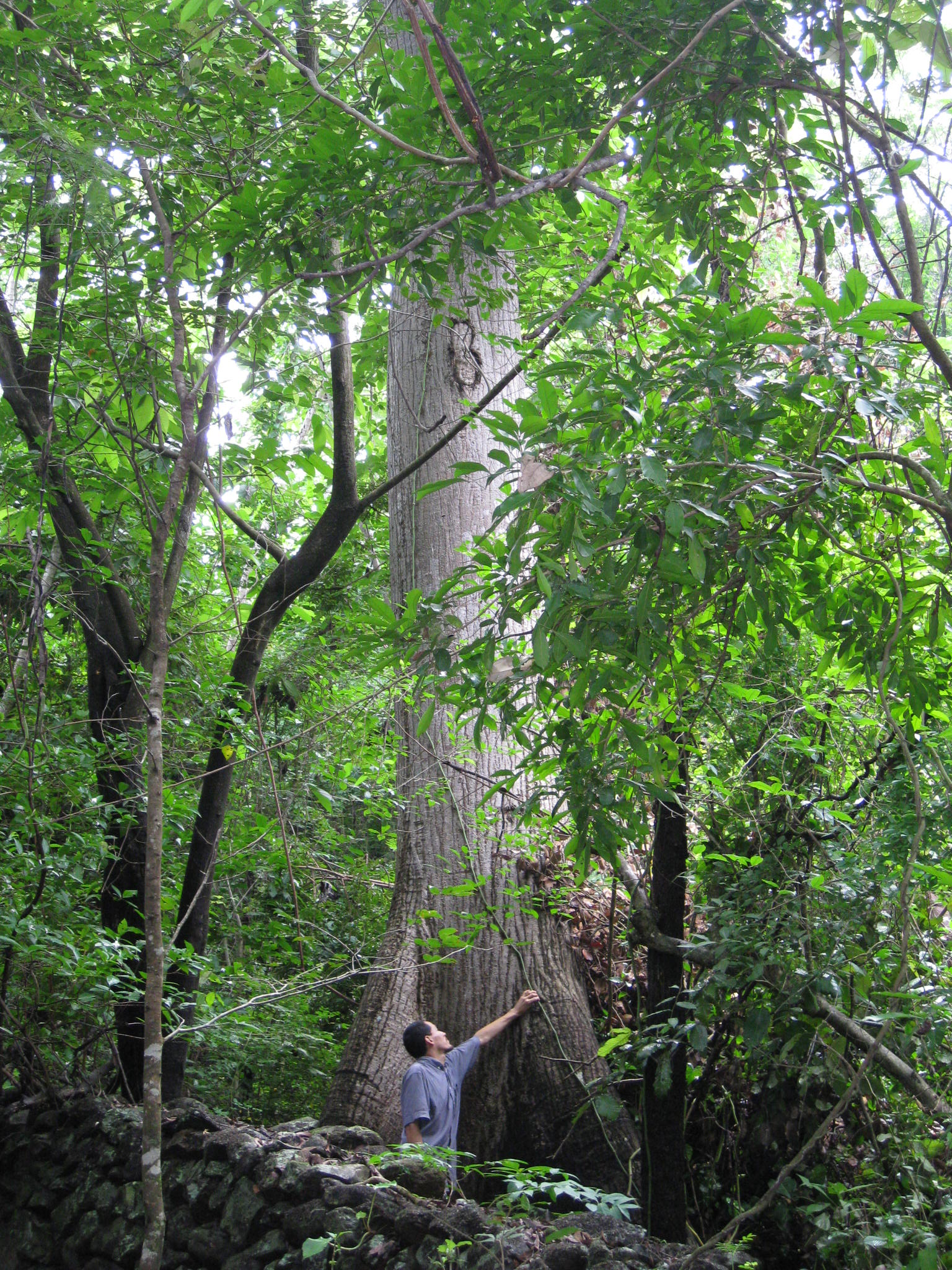
Árbol en un bosque de Cinco Pinos.
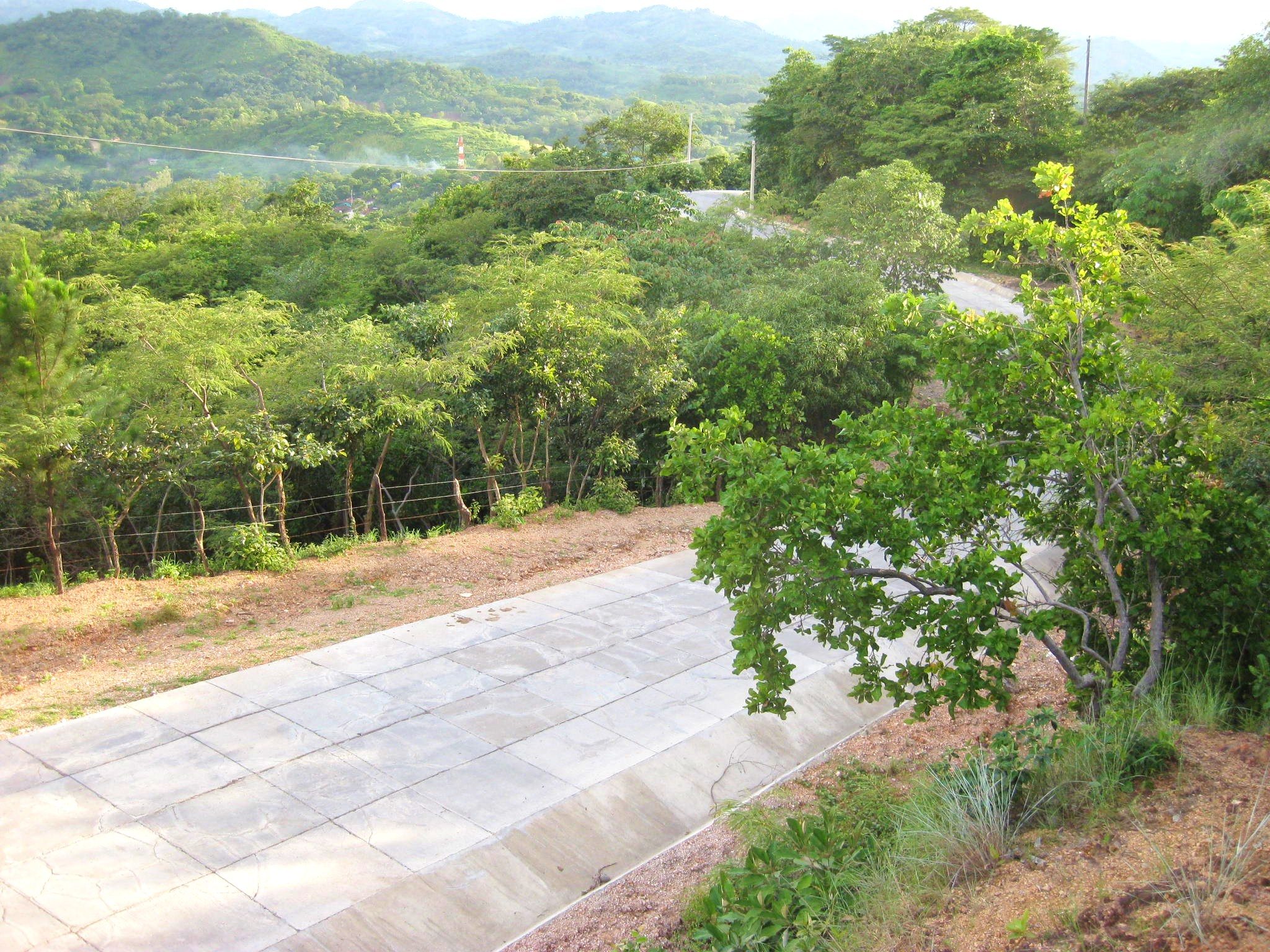
Carretera o rehabilitación de la vía terrestre San Pedro del Norte - Cinco Pinos.
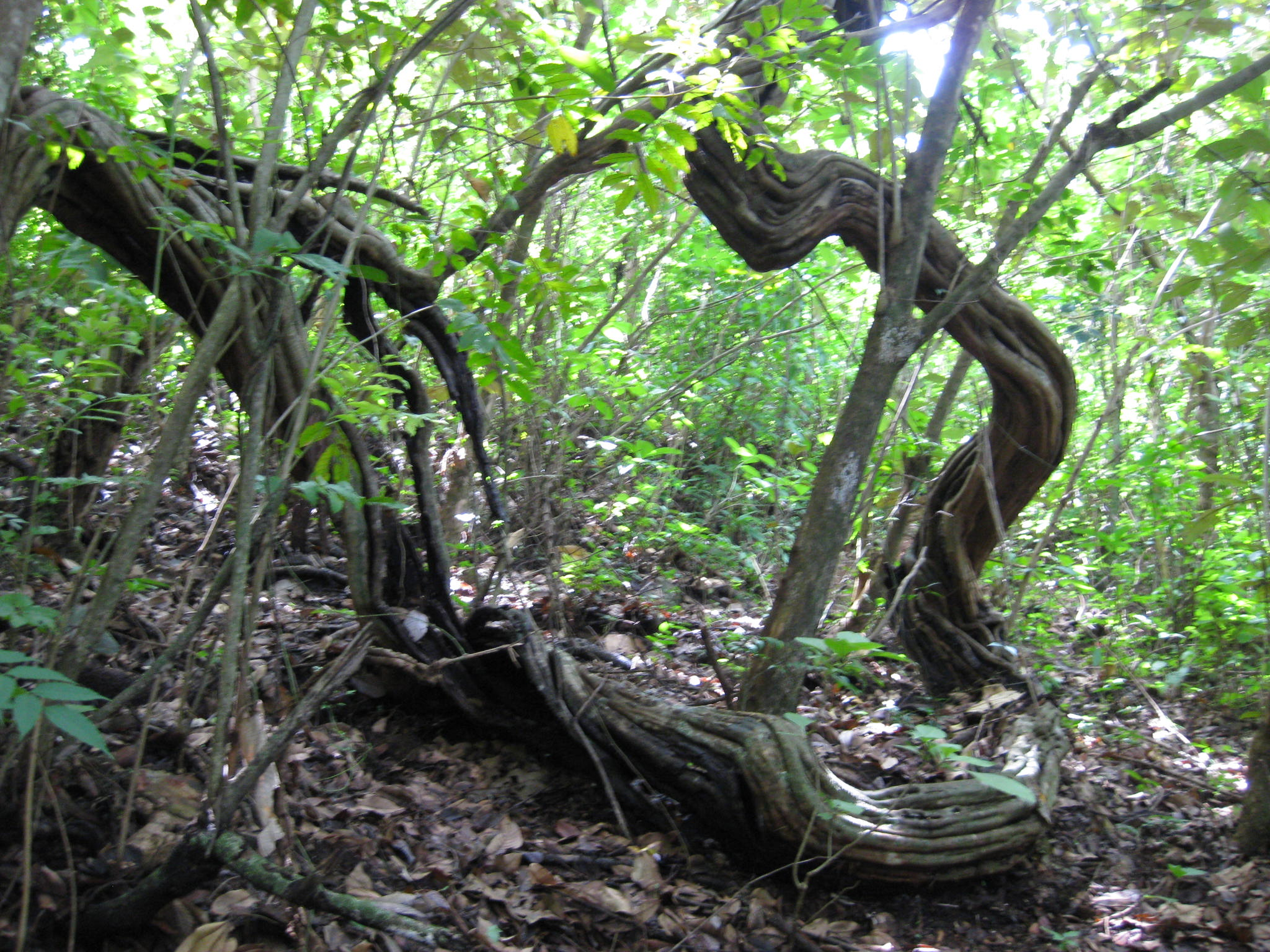
Bejuco adulto.
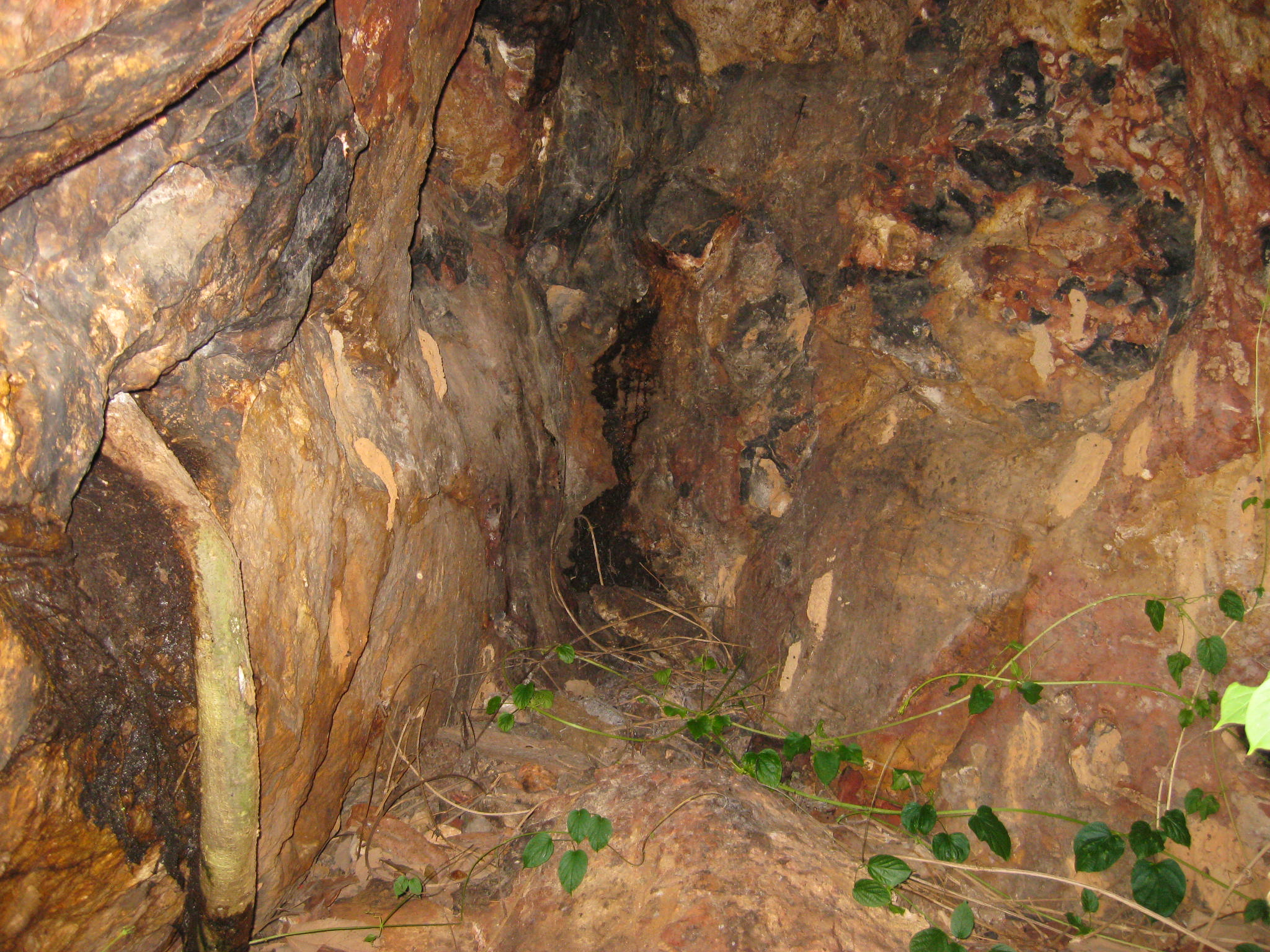
Dentro de la Cueva del León.
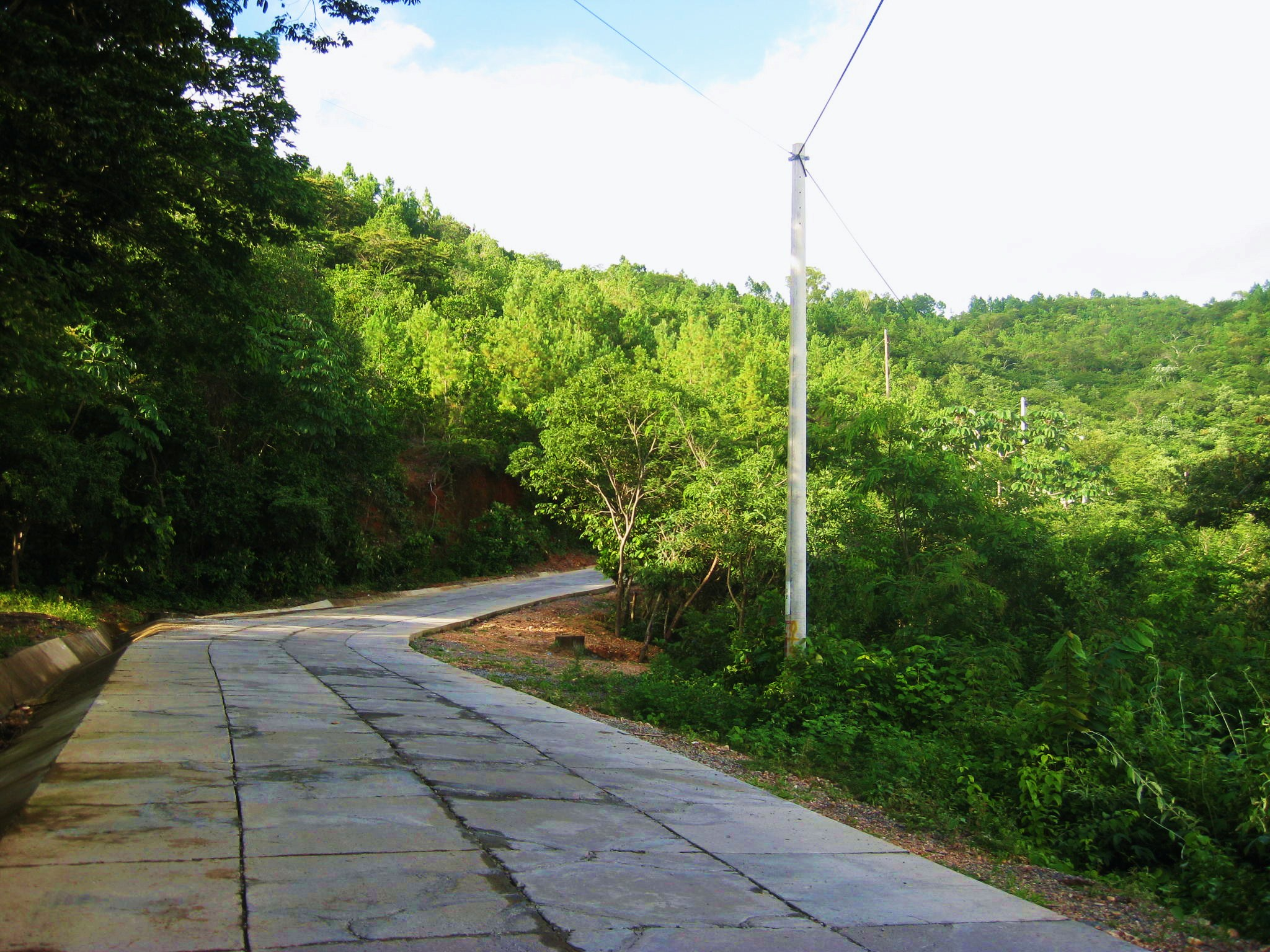
Carretera hacia el municipio de San Pedro del Norte al pie del Cerro San Rafael.
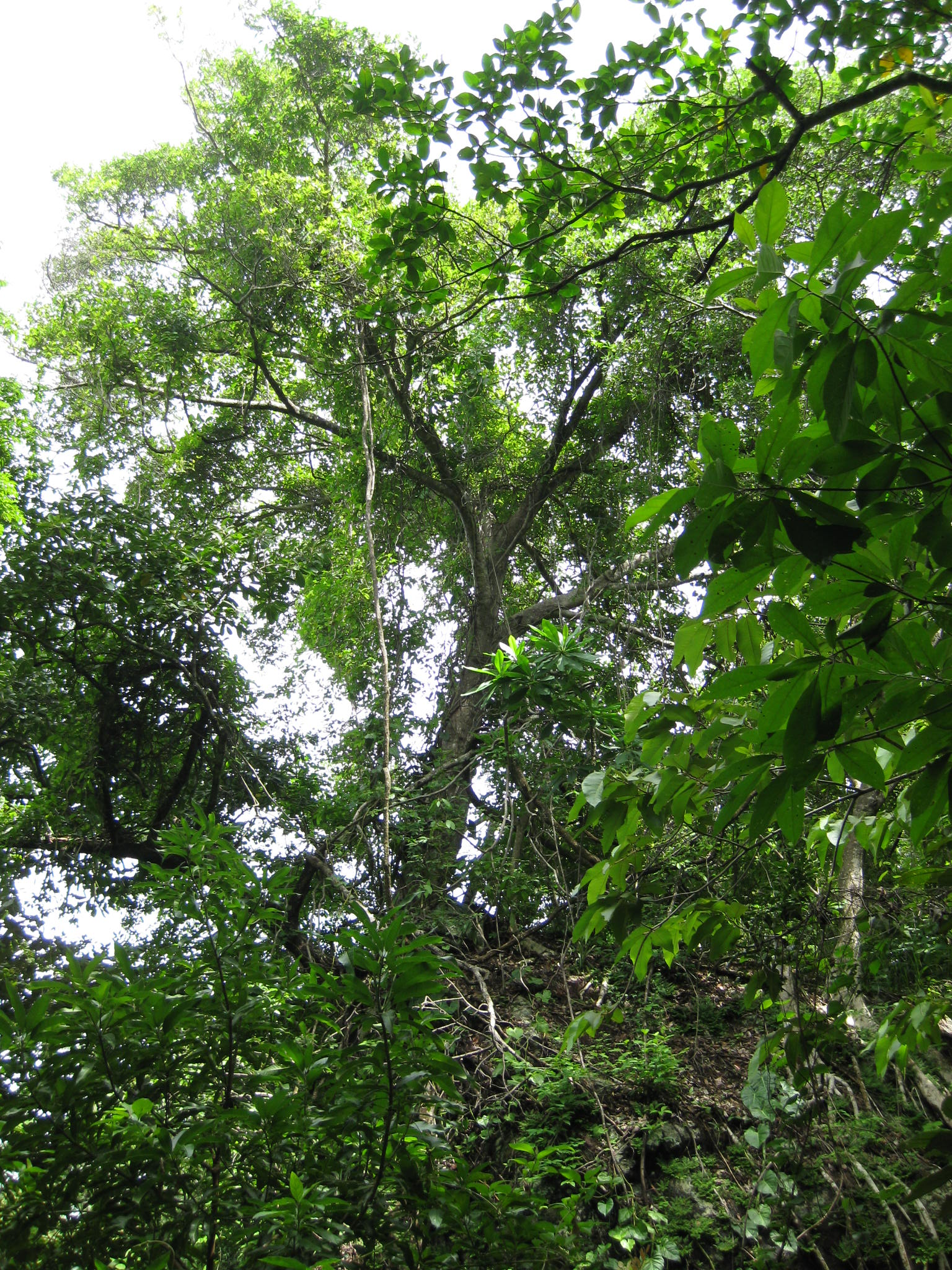
Árbol de higo sobre la Cueva del León.
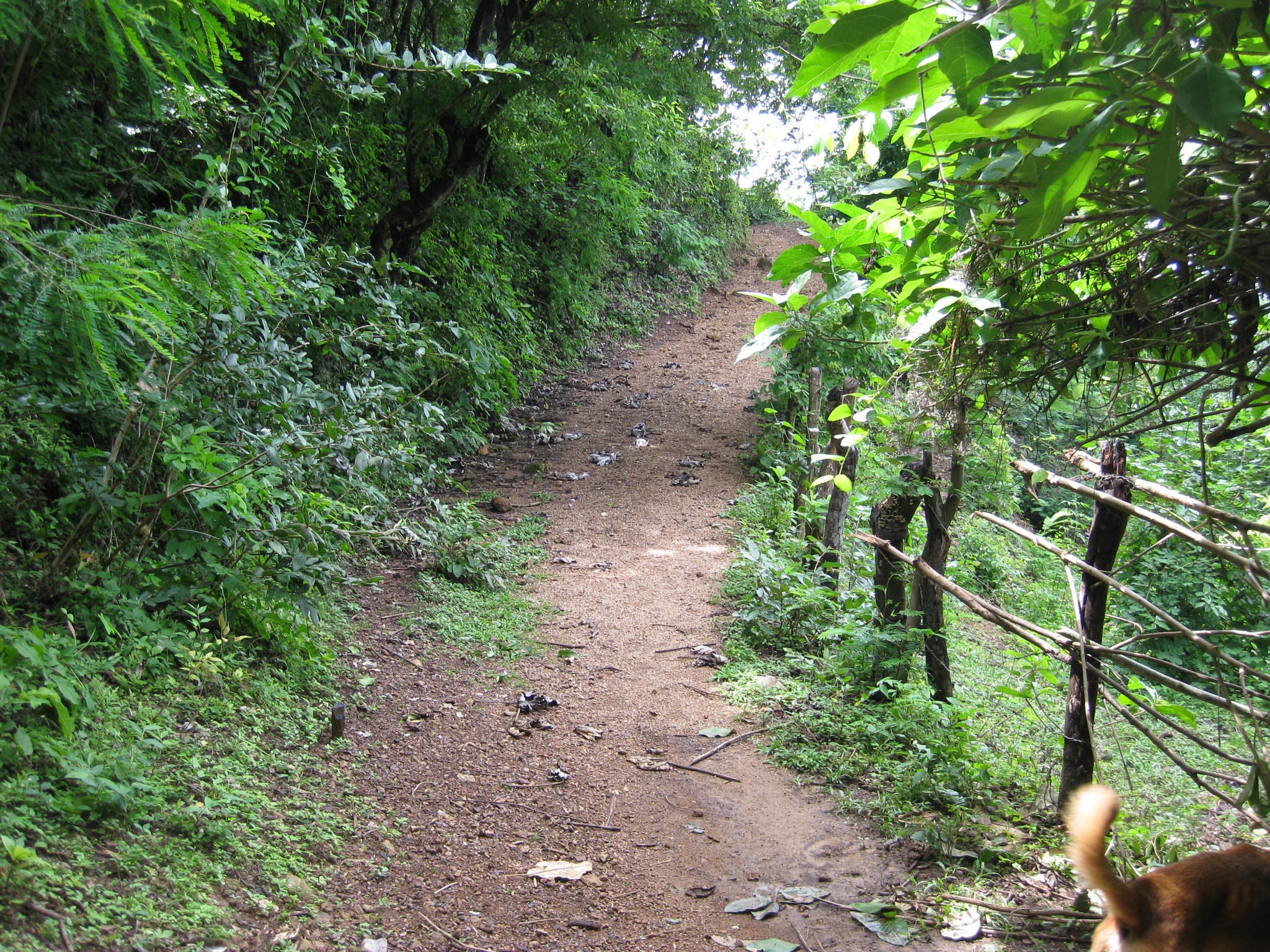
Camino a las zonas de siembros.
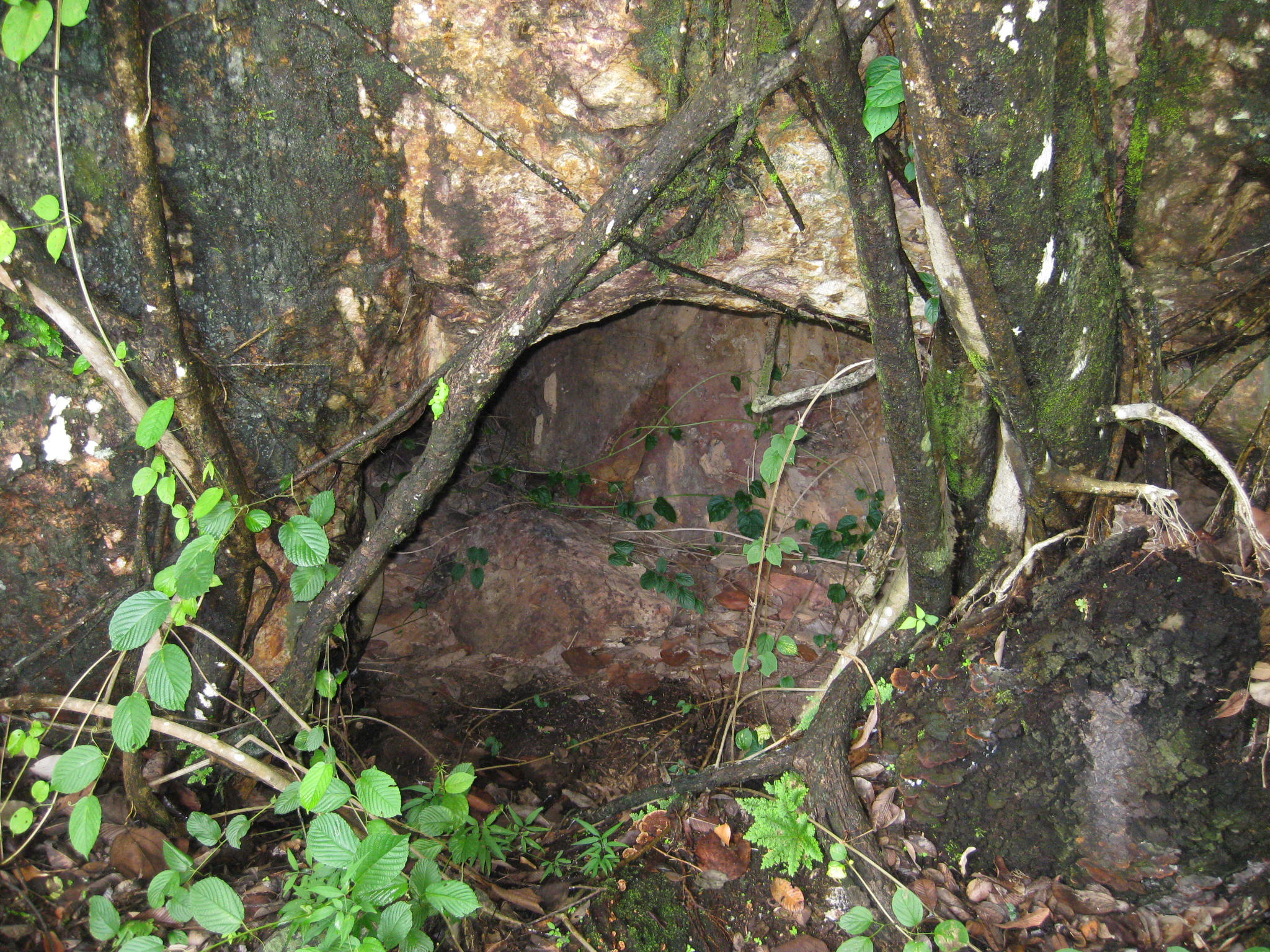
Cueva del León.
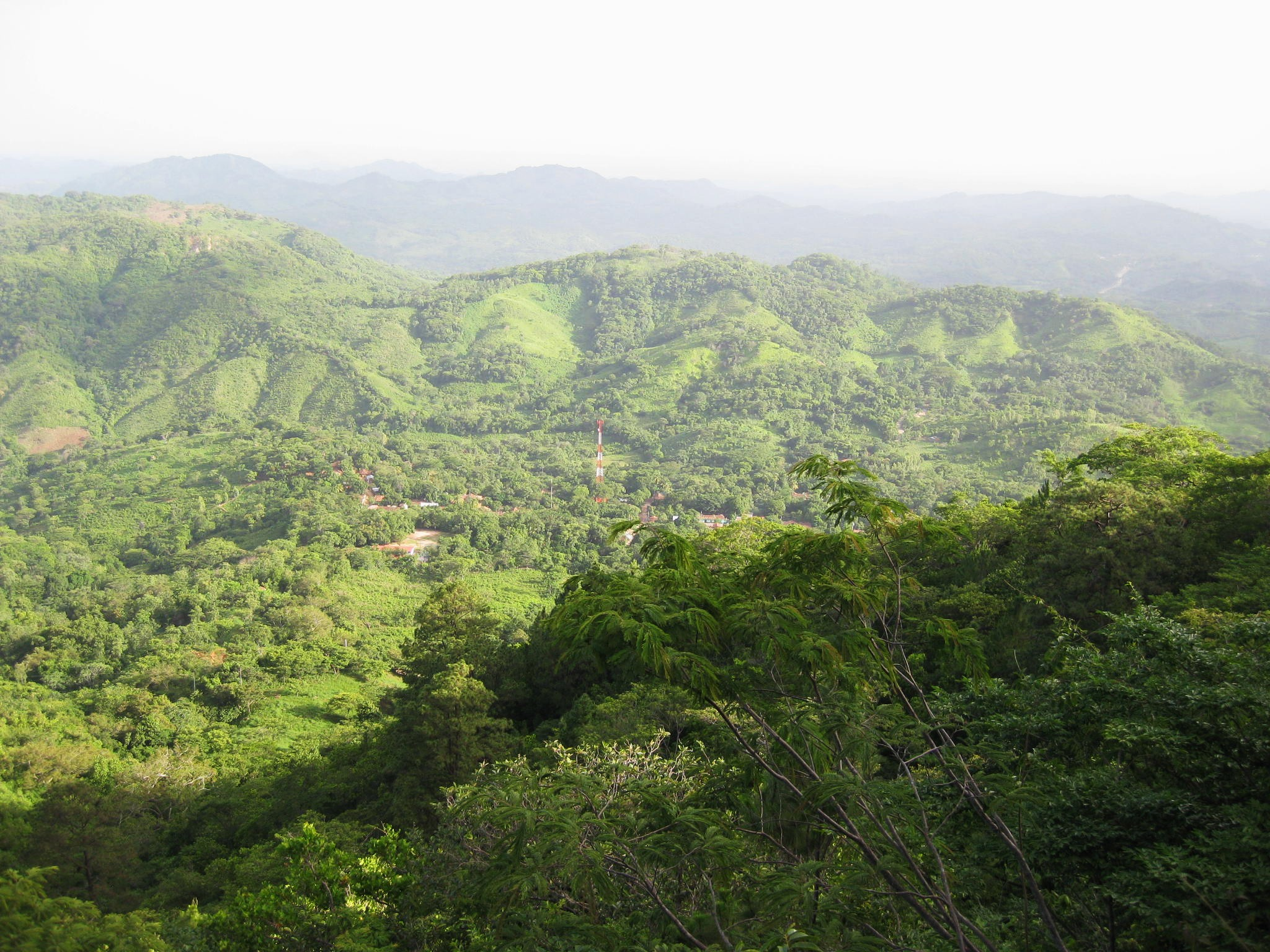
Vista parcial del pueblo desde la cúspide del cerro.
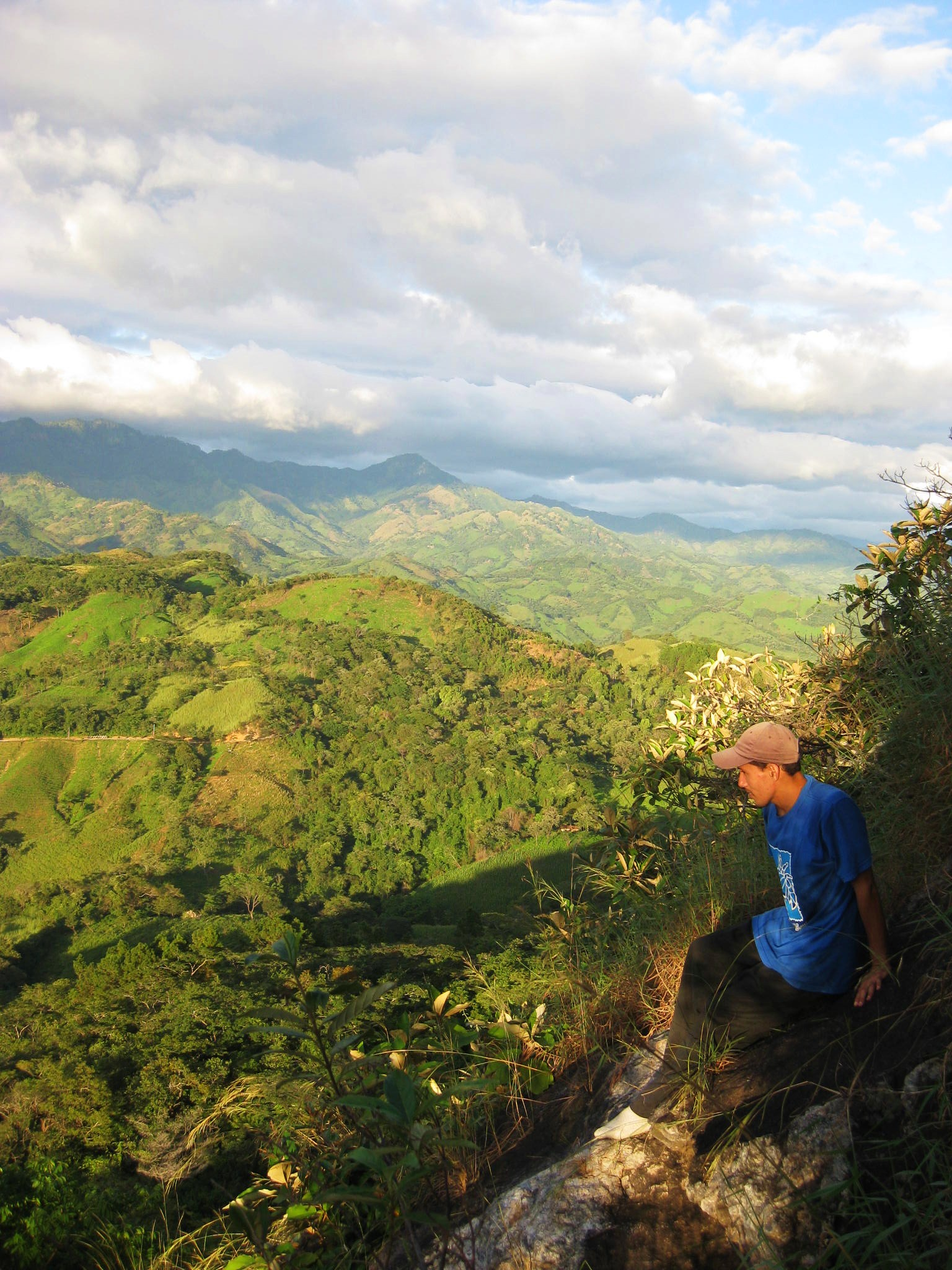
Cerro el variador al fondo.
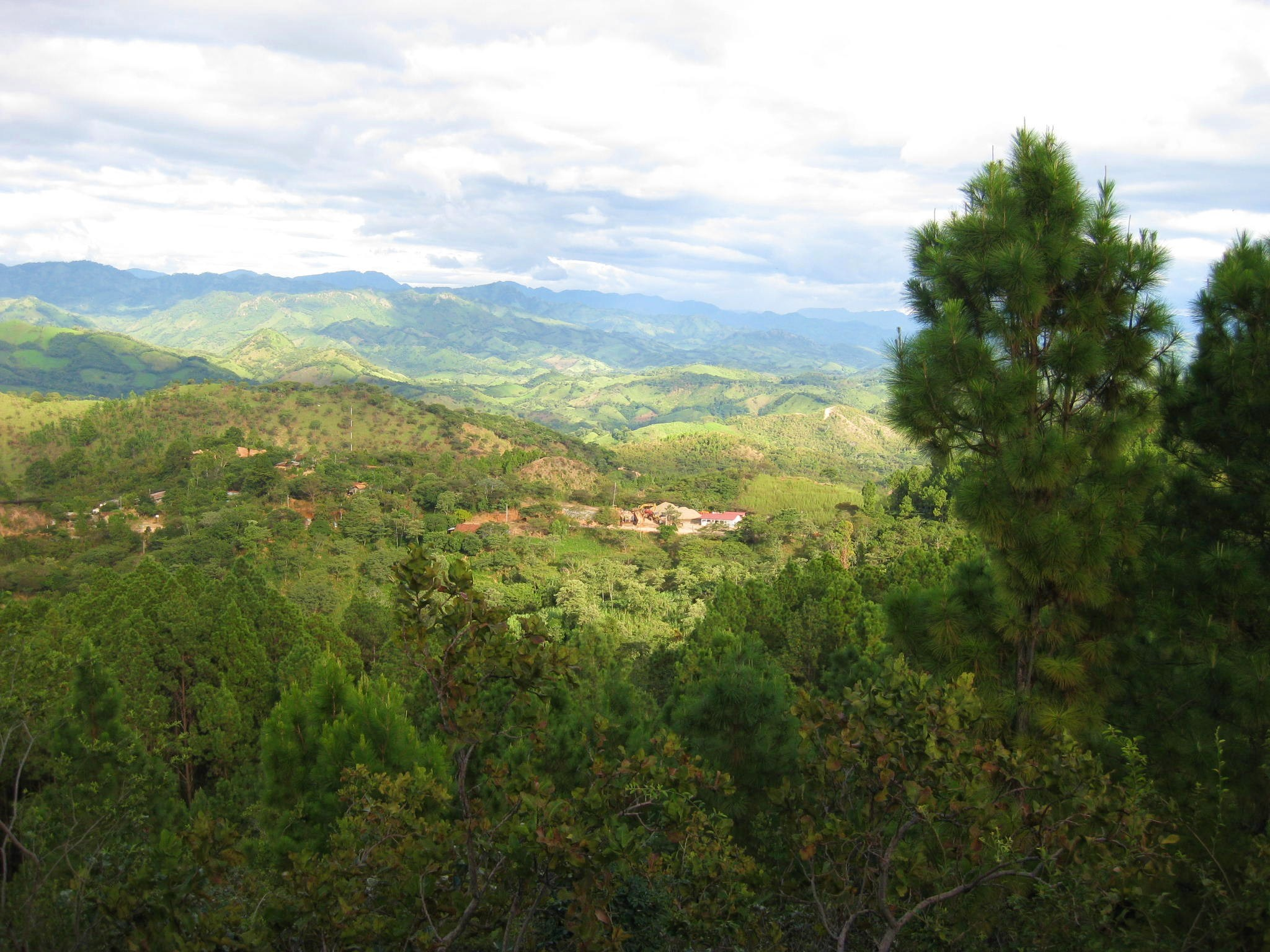
Comarca el cerro municipio de Cinco Pinos.
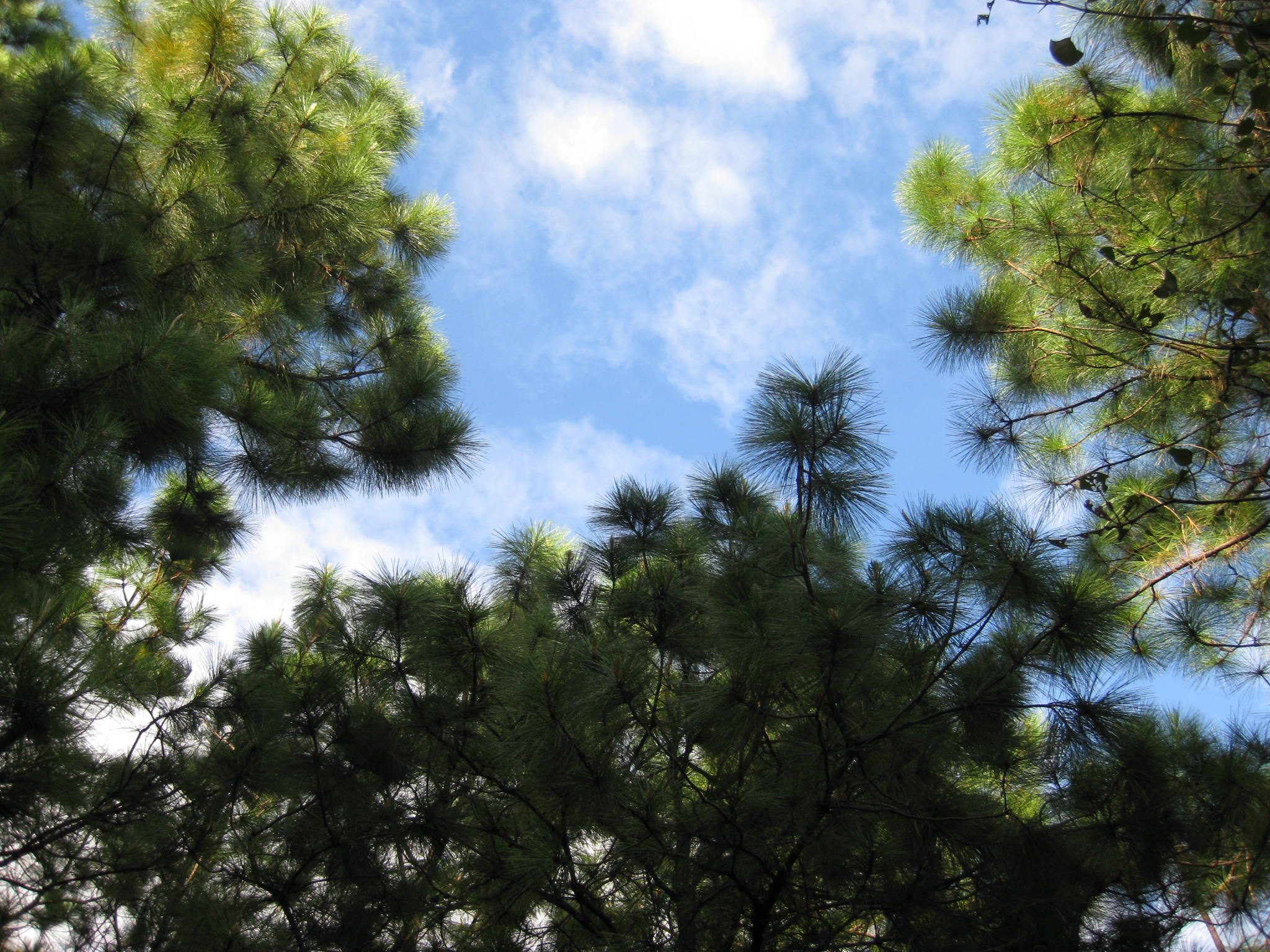
Pino Ocarpa.
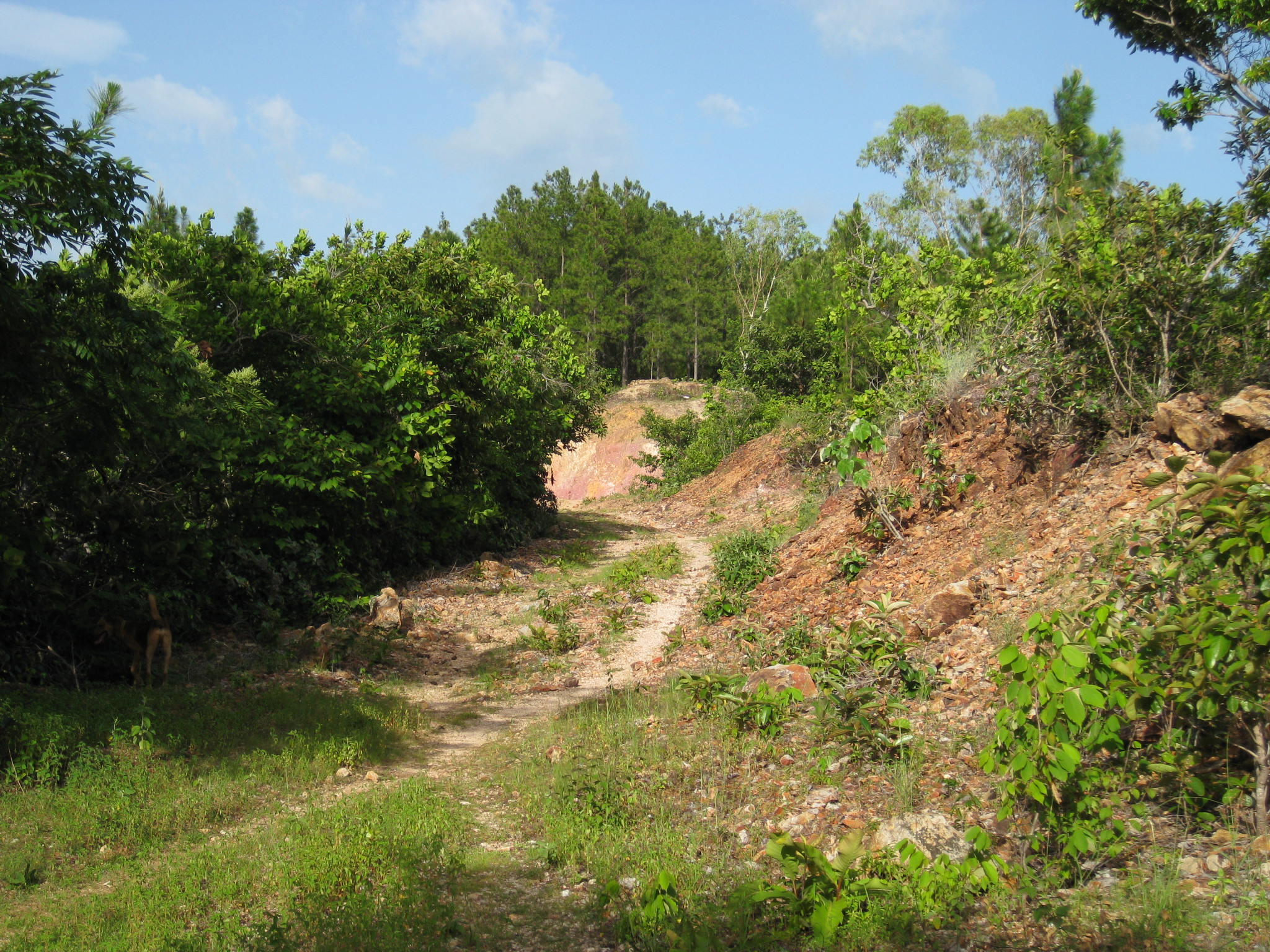
Cúspide del cerro.
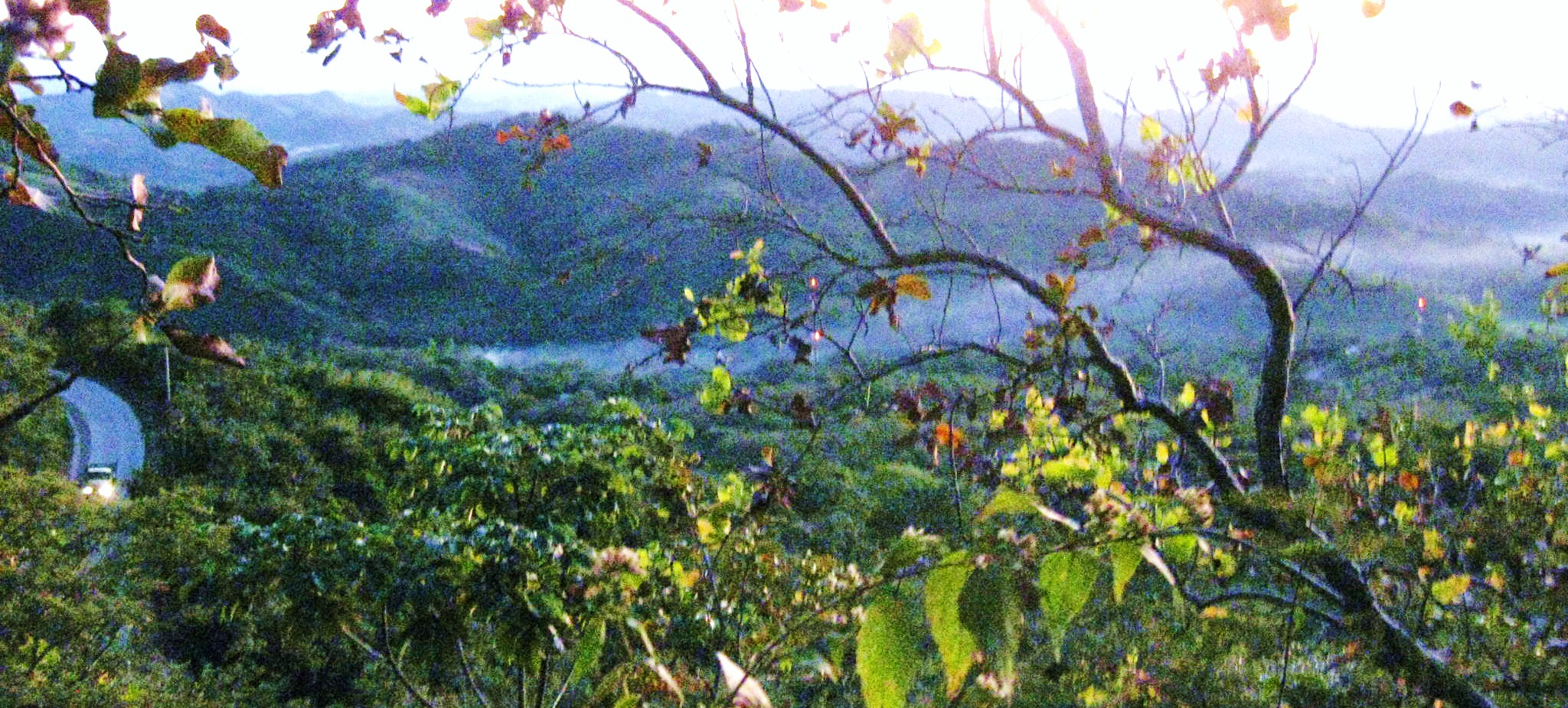
Atardecer en Cinco Pinos, visto desde el cerro la cruz.
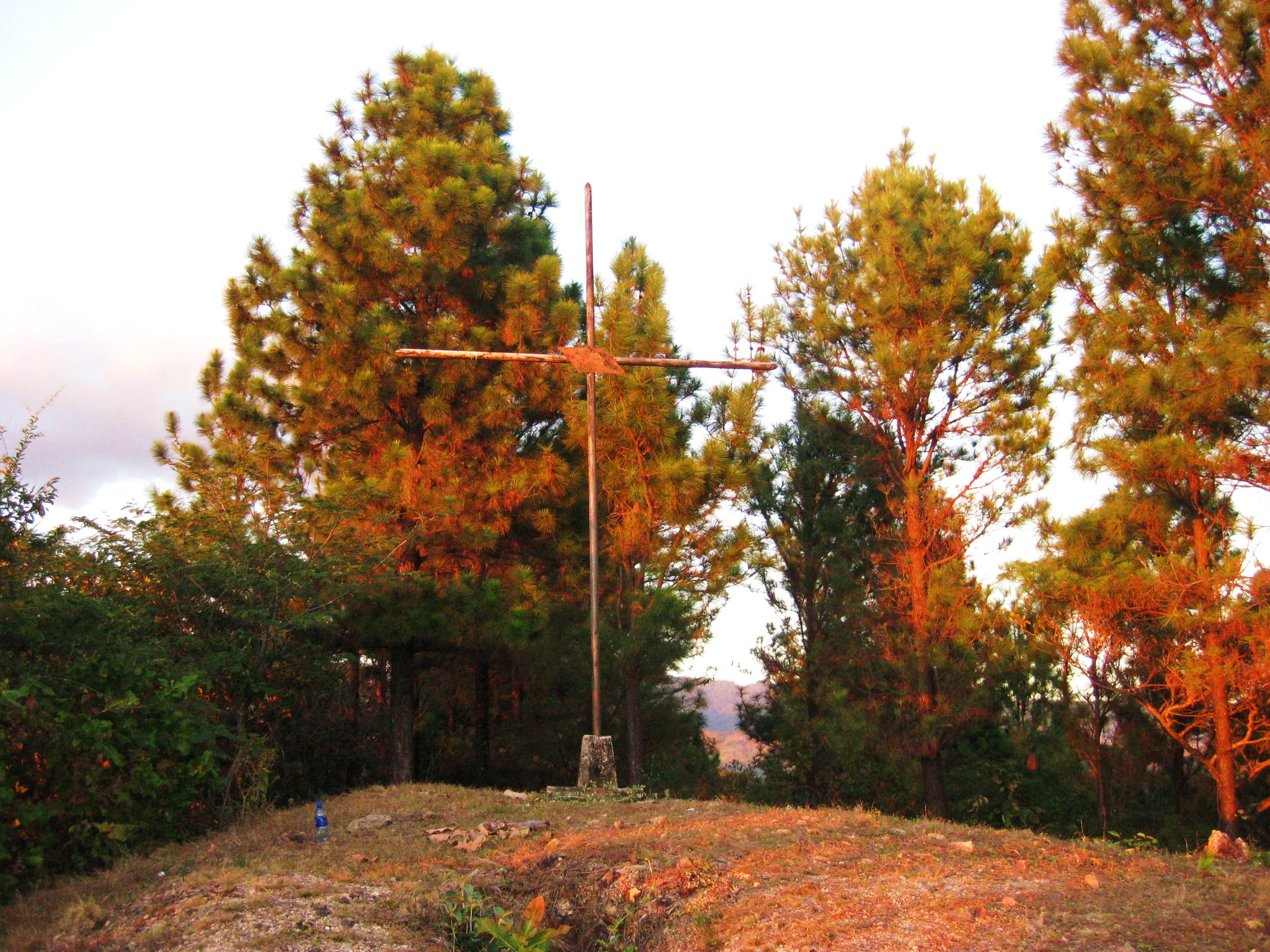
Cruz sobre el cerro San Rafael.
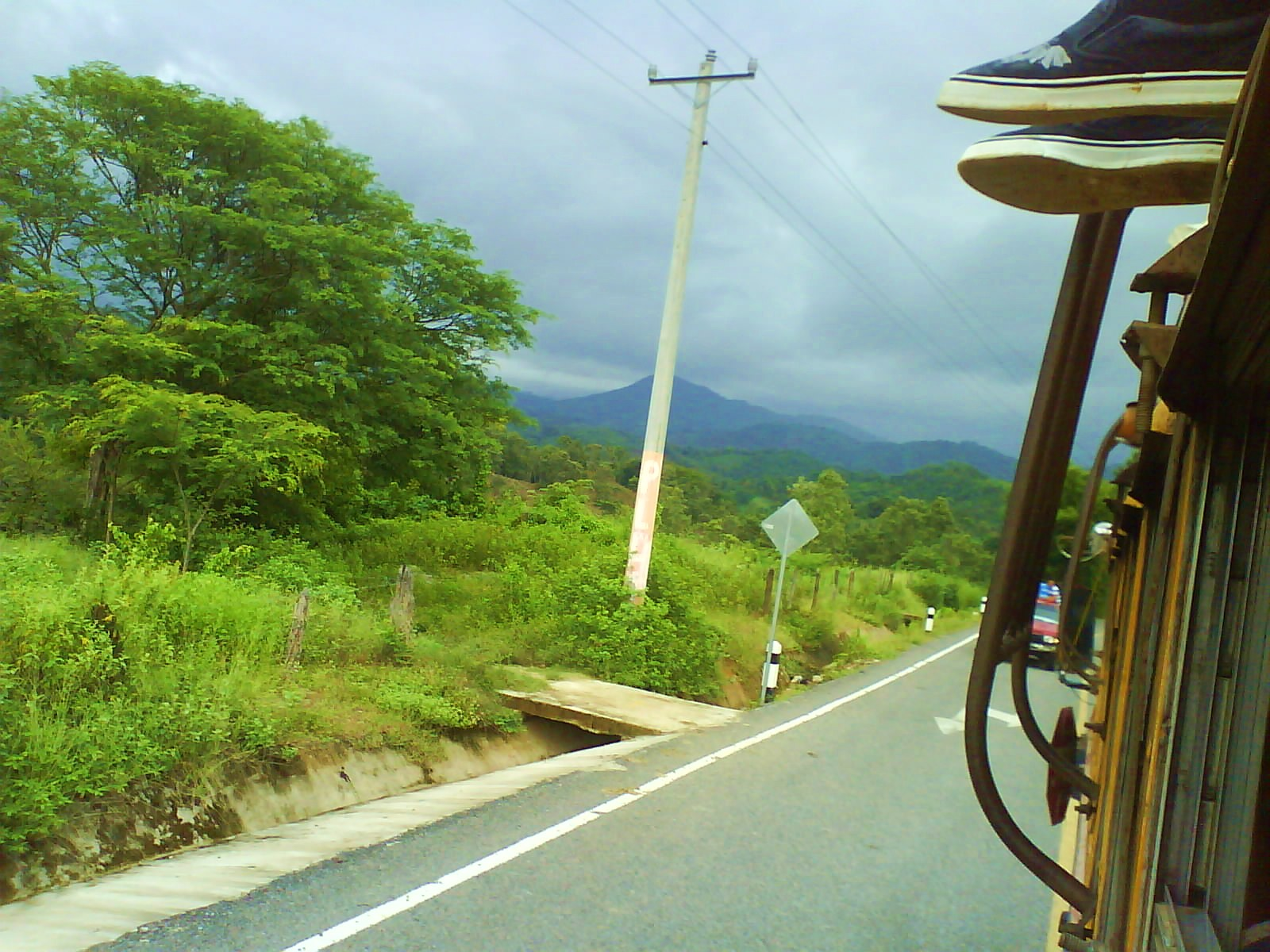
Sobre transporte ordinario hacia San Juan de Cinco Pinos.
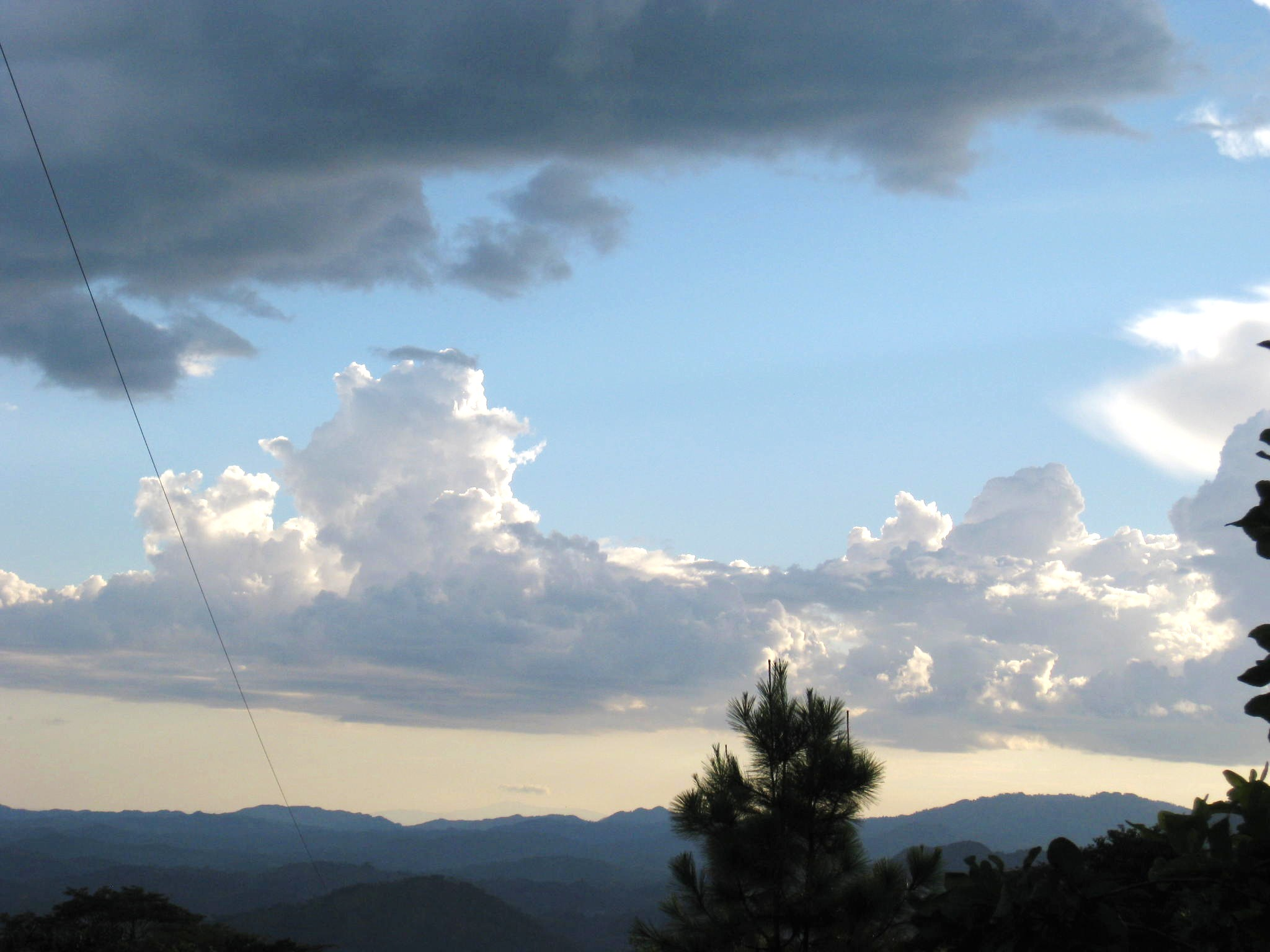
Cielo abierto desde la cúspide del cerro.
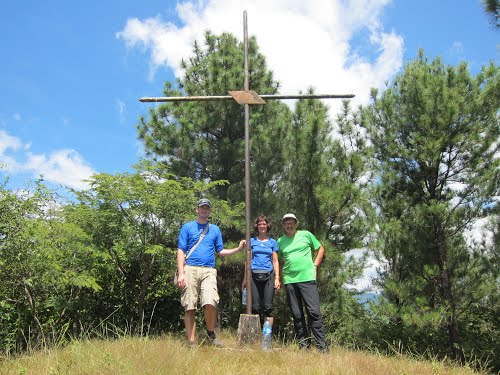
Una familia de Austria de visita en el mirador la cruz.

## Ciudad hermanada
Tiene una ciudad española con:
| - Mollet del Vallès |

Desde entonces se han fortalecido los lazos de relación, pero fue en 1998 cuando se consolidó de manera definitiva el hermanamiento por la respuesta de la ciudadanía a la situación de emergencia sufrida por el pueblo nicaragüense después del paso del huracán Mitch.